# Cyceron
Marek Tulliusz Cyceron (łac. Marcus Tullius Cicero), inaczej Marek Tulliusz Cycero (ur. 3 stycznia 106 p.n.e., zm. 7 grudnia 43 p.n.e.) – pisarz, polityk, dowódca wojskowy, filozof, mówca sądowy i kapłan rzymski. Jako polityk i wódz stojący na czele stronnictwa broniącego republiki rzymskiej przeciw Cezarowi, Antoniuszowi i Oktawianowi, poniósł klęskę. Jako mówca i pisarz, podziwiany nawet przez wrogów, już za życia odniósł wielki sukces. Współcześnie uważany za jedną z najważniejszych postaci w dziejach światowej literatury. Podkreślał, że większa jest trwałość dowcipu niż siły, więc chętnie oddałby dwa militarne triumfy za dobrze ułożoną mowę. Zajmując się literackimi i filozoficznymi studiami, miał poczucie, że tworzy dzieła daleko ważniejsze, niż gdy siedział w krześle kurulnym.
Już w starożytności sposób, w jaki posługiwał się językiem łacińskim, był uznawany za ideał, do którego powinni dążyć mówcy i pisarze. W średniowieczu na podstawie jego dzieł nauczano retoryki, a autorytet Cycerona w tej dziedzinie był uważany za niepodważalny. Dla humanistów stał się pisarzem wzorcowym, którego styl należało naśladować. Jego mowy, listy oraz teksty na temat retoryki i filozofii uważane są za normę językową prozy łacińskiej. Cyceroński model używania języka przez wieki wpływał na rozwój kultur, które czerpały wzorce z klasycznej łaciny. Cyceron jest prawdopodobnie bardziej odpowiedzialny niż jakikolwiek inny człowiek w historii za obecny kształt języków literackich używanych na całym świecie.
Rozwinął prozę rzymską, a dziedzictwo filozofii greckiej przekazał następnym wiekom w łacinie. Jego dzieła inspirowały twórczość europejską przez dwa tysiąclecia – oczarowani nimi byli m.in. Petrarka, Erazm z Rotterdamu, deiści angielscy, Wolter czy Mirabeau. Dzieła te wciąż są żywe, a postać Cycerona nie jest obca współczesnej kulturze masowej – pojawia się w powieściach i filmach.
W powszechnej świadomości na stałe zapisał się, paradoksalnie, jako prawnik, mimo że w rzeczywistości był wybitnym mówcą sądowym. W starożytnym Rzymie juryści stronili bowiem od bezpośredniego udziału w procesach w charakterze pełnomocników, rolę tę pozostawiali zaś retorom takim jak Cyceron.
Od starożytności aż do XIX wieku, w kulturze europejskiej jego utwory były podstawą programu szkolnego, a ich znajomość niezbędnym elementem wykształcenia. Przez ponad półtora tysiąca lat, od V do XIX wieku, uczniowie musieli na co dzień obcować z dwiema książkami. Jedną z nich była Biblia, drugą prace Cycerona. Uczono się na pamięć mów Cycerona, aby potem w praktyce stosować jego sposób wysławiania się, argumenty i figury retoryczne. Z jego prac czerpano sposoby umożliwiające przekonanie słuchaczy do własnych racji, które tak mocno zakorzeniły się, że są nadal wykorzystywane – przez duchownych, prawników czy polityków.
Dzieła Cycerona były wielką pochwałą ustroju republikańskiego. To jedyna forma państwa, w której – jego zdaniem – warto żyć. Z wielką mocą swojego talentu przeciwstawiał się przez całe życie monarchii i dyktaturze; za swoje przekonania oddał życie. Nazwisko jego stało się symbolem republiki, która wraz z nim zginęła. Cyceronowi kultura i nauka zawdzięczają między innymi takie pojęcia jak „człowieczeństwo” (humanitas) czy „ludzka godność” (dignitas hominis), które po dziś dzień stanowią wspólne dobro cywilizowanej ludzkości.
Cyceron, będący „nowym człowiekiem” (homo novus) wspiął się z małomiasteczkowej, peryferyjnej społeczności na szczyty władzy wielkiego rzymskiego imperium. Przez wieki podziwiano upór, z jakim ten chwiejny człowiek, intelektualista obejmujący wszystkie możliwe aspekty każdej sprawy, walczył o swoje ideały, a także jego zdolność przekonywania do własnych poglądów zarówno wykształconych elit, jak i wielkich tłumów. Z jego imieniem na ustach szli mordercy Cezara, chociaż on sam w spisku ani zamachu udziału nie brał. Wokół niego skupili się w ostatnim roku jej istnienia wszyscy obrońcy republiki, mimo że Rzymianinem z urodzenia nie był. Dzięki jego pismom republikańskie, demokratyczne idee zostały przekazane średniowiecznej i nowożytnej Europie, a założyciele współczesnych demokracji często się na Cycerona powoływali.

## Życiorys

### Dzieciństwo

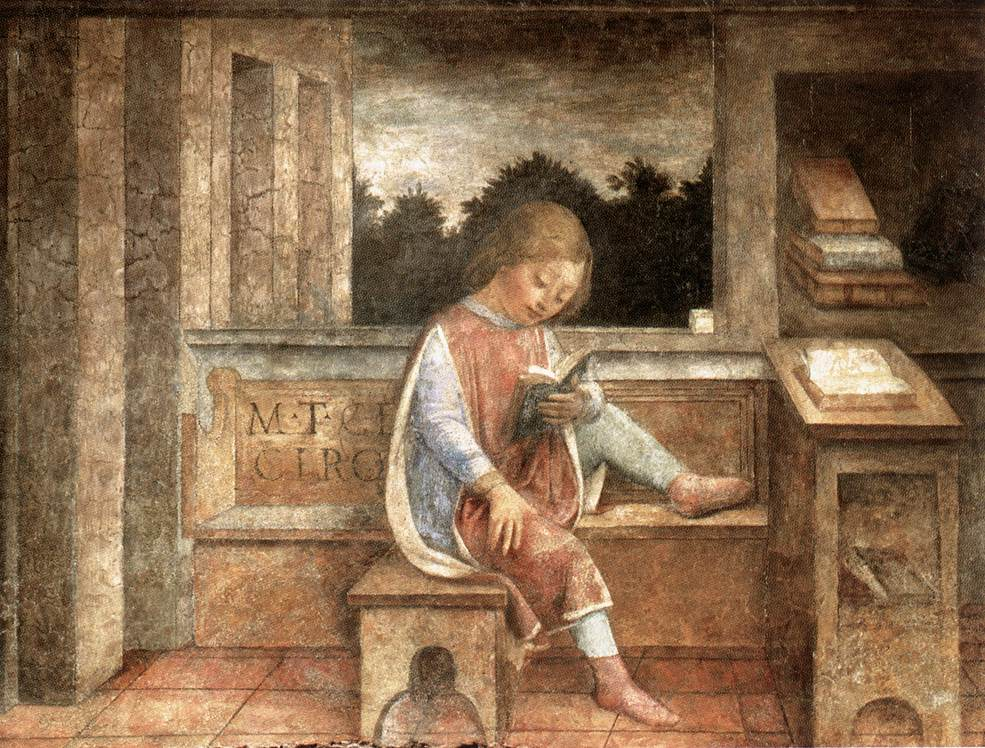
Czytający młody Cyceron. Fresk Vincenza Foppy z 1464 roku. Wallace Collection, Londyn

Cyceron urodził się w roku 106 p.n.e. w Arpinum, położonym w górach mieście w krainie Wolsków, około 100 kilometrów na południowy wschód od Rzymu. Mieszkańcy Arpinum od 188 r. p.n.e. posiadali obywatelstwo rzymskie, a rodzina Tulliuszów przez kilka pokoleń uczestniczyła w zarządzaniu rodzinnym miastem. Ojciec Marka należał do stanu ekwitów, natomiast matka pochodziła z rzymskiego rodu senatorskiego. Miał młodszego o około pięć lat brata Kwintusa.
Z domem rodzinnym w Arpinum Cyceron był związany emocjonalnie do końca życia. Często tam wracał, a pytany o przyczynę, odpowiedział: jeśli mam prawdę powiedzieć, to są to moje i brata mego rodzinne strony; tutaj urodziliśmy się z prastarego rodu, tutaj są nasze świętości, tutaj ród, tutaj przodków naszych liczne wspomnienia. Willa, na którą patrzysz, tak jak obecnie się przedstawia, została rozbudowana staraniem mojego ojca; ów, będąc słabego zdrowia, niemal całe życie tu spędził, zajmując się literaturą. Ale wiedz, że w tym samym miejscu jeszcze za życia mego dziadka stała willa tak staroświecka i mała, jak willa Kuriuszów w Sabinum; w niej się urodziłem. Dlatego w mej duszy i uczuciach tkwi i kryje się coś, co sprawia, że miejsce to szczególną daje mi radość; przecież i Odyseusz, ów mąż mądrością sławny, odrzucił – jak powiadają – propozycję nieśmiertelności, aby tylko ujrzeć Itakę.
Ojciec Marka uważał, że kluczem do kariery dzieci będzie zapewnienie im należytego wykształcenia. Był na tyle zamożny, że kupił dom w Rzymie i zamieszkał tam z dwójką synów, gdy Marek miał około dziesięciu lat. W stolicy do przyjaciół rodziny należeli wybitni ówcześni politycy i mówcy – Marek Antoniusz Orator oraz Lucjusz Licyniusz Krassus. W ich domach bywała młodzież ze znacznych rodów, literaci i greccy retorzy. W takim otoczeniu, pod opieką Marka Antoniusza i Krassusa, jedenastoletni Cyceron rozpoczął naukę języka greckiego, filozofii oraz retoryki. Jego pierwszymi nauczycielami filozofii byli epikurejczycy Fajdros i Zenon.

### Młodość

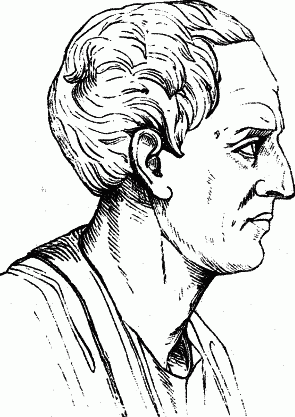
Młody Cyceron (ilustracja do Young Folks History of Rome Charlotte Mary Yonge, Boston, 1880)

Po osiągnięciu pełnoletniości, w wieku szesnastu lat, Cyceron został uczniem znawcy prawa cywilnego, Kwintusa Mucjusza Scewoli Augura. Zgodnie ze starym rzymskim obyczajem rozpoczął tirocinium fori – naukę życia publicznego. Uczęszczał na rozprawy sądowe, gdzie przysłuchiwał się słynnym adwokatom; niemal codziennie przesiadywał na Forum Romanum, by śledzić dysputy między zwolennikami różnych stronnictw; kilkakrotnie przyglądał się obradom senatu. W domu Augura narodziła się przyjaźń Marka ze starszym o trzy lata Tytusem Pomponiuszem, który później otrzymał przydomek Attyka. Przyjaźń ta miała przetrwać do śmierci Cycerona.
Gdy wybuchła wojna Rzymu ze sprzymierzeńcami, jako siedemnastolatek zaciągnął się na rok do wojska. Został wpierw przydzielony na staż do sztabu konsula Gnejusza Pompejusza Strabona, następnie walczył jako oficer pod rozkazami Lucjusza Korneliusza Sulli. Ukończył służbę wojskową przed wybuchem wojny domowej między Mariuszem a Sullą w 88 roku, podczas której zginęło wielu jego nauczycieli i przyjaciół. Awersja do terroru i krwawych walk domowych, którą żywił zresztą przez całe życie, powodowała, że patrzył z odrazą na to, co się działo wówczas w Rzymie. W konflikcie tym młody Cyceron zajął stanowisko neutralne, chociaż po zwycięstwie Sulli podejrzewano go o sprzyjanie swojemu krajanowi Mariuszowi.
W 88 roku umarł Kwintus Mucjusz Scewola Augur i osiemnastoletniego Cycerona na ucznia przyjął inny znakomity prawnik – Kwintus Mucjusz Scewola Pontifeks. Okazał szacunek dla Pontifeksa, którego nazwał człowiekiem w dziedzinie prawa cywilnego najbardziej wykształconym i odznaczającym się największym talentem i mądrością, Cyceron wyrażał ten pogląd przez całe życie. W latach 88–87 słuchał w Rzymie wykładów przewodzącego Akademii ateńskiej Filona z Laryssy, stoika Diodotosa oraz Milona, kierownika szkoły retorycznej z Rodos – wszyscy wywarli duży wpływ na poglądy Cycerona. Uczył się logiki i geometrii. Uczęszczając na forum, przygotowywał się bezustannie do występu w charakterze mówcy. Po latach wspominał: deklamowałem – jak się to dziś mówi – codziennie; często z Markiem Pizonem i Kwintusem Pompejuszem albo też z kim innym, niejednokrotnie po łacinie, ale częściej po grecku, zarówno dlatego, że język grecki zasobniejszy w krasomówcze ozdoby przyzwyczaja do przemawiania w podobny sposób i po łacinie, jak i dlatego, że sławni nauczyciele greccy nie mogliby mnie ani poprawić, ani niczego nauczyć, gdybym nie mówił po grecku.
W latach 86–84 powstały pierwsze, młodzieńcze prace literackie Cycerona. Jego starożytni biografowie wymieniają krótki wiersz Halcyona, w którym opiewał przemianę Halcyony i jej męża Keyksa w zimorodki; poematy Pontius Glaukus i O Nilu oraz elegię o zniekształconym w rękopisach tytule Thalia masta. Utwory te nie zachowały się. W krótkich cytatach przetrwały do naszych czasów fragmenty poematu Mariusz oraz tłumaczenia z greki Fenomenów Arata. Nie zachowało się natomiast tłumaczenie dzieła O gospodarstwie Ksenofonta.
Około roku 84 dwudziestodwuletni Cyceron napisał pracę, która przez blisko dwa tysiące lat wywierać będzie olbrzymi wpływ na europejską kulturę. Stało się tak wbrew opinii samego autora, który pod koniec życia wstydził się tego młodzieńczego pisma, które niewykończone i niedojrzałe wypadło z zapisków chłopcu lub młodzieniaszkowi. Postanowił bowiem stworzyć podręcznik retoryki, lecz zdołał napisać tylko dwie z planowanych pięciu ksiąg, które zatytułował Libri rhetorici („Księgi retoryczne“). W wiekach późniejszych nazywano je De inventione („O inwencji“).

### Pierwsze sukcesy i podróż do Grecji

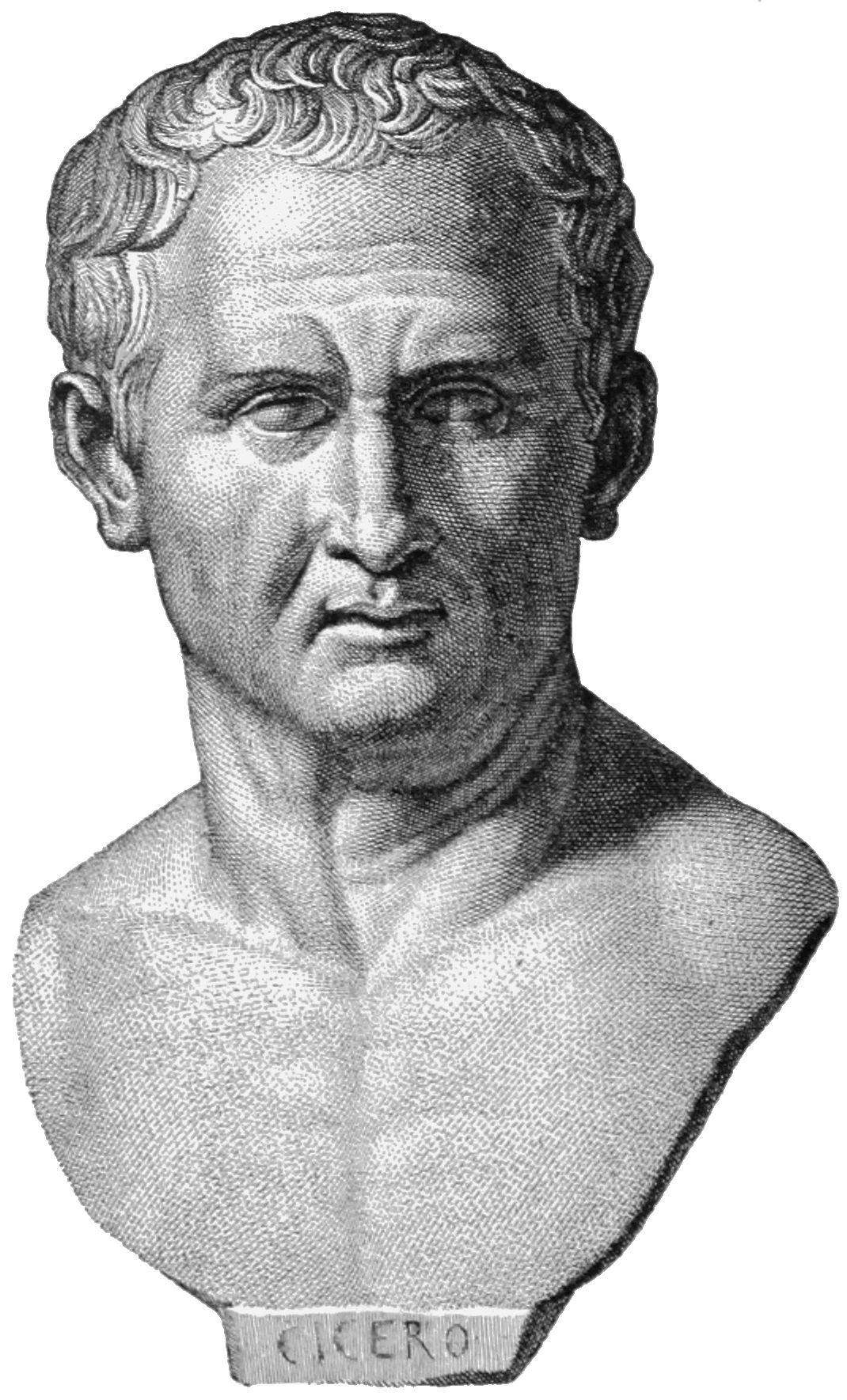
Popiersie Cycerona. Kopia rzeźby antycznej z XVIII wieku. Visconti – Iconograph rom. pl. 12 N. 1 (Abb. 428)

Cyceron rozpoczął pracę obrońcy sądowego podczas dyktatury Sulli. Jego przemówienia, wygłaszane w roku 81, nie zostały spisane. Pierwszą opublikowaną mową była obrona Publiusza Kwinkcjusza. Sama sprawa Kwinkcjusza, dość zawikłana, nie dawała szczególnej sposobności do zabłyśnięcia talentem retorycznym. Mowa, chociaż sucha – jak twierdził Tacyt – jest jednak uważana za początek krasomówczej kariery Cycerona. Pojawiły się w niej akcenty polityczne, typowe w późniejszych latach dla Cycerona. Przeciwstawił prostotę i skromność swojego klienta bogactwu i potędze wpływowych osób związanych z dyktatorem. Oto z jednej strony uczciwy i oszczędny Kwinkcjusz, z drugiej – prowadzący wystawne życie, potężny, cieszący się wpływami i stosunkami Newiusz. Trzeba teraz rozstrzygnąć, czy owa wiejska, nieokrzesana prostota oszczędnego życia zdoła się obronić przeciw zbytkowi i rozpasaniu, czy też ze wszystkiego wyzuta, ze wszystkich ozdób odarta, naga, ma być wydana na łup chciwości i samowoli.
Następna sprawa przyniosła Cyceronowi duży rozgłos i spowodowała, że stał się jednym z najbardziej wziętych rzymskich mówców sądowych. Była to jego pierwsza sprawa karna, obrona Sekstusa Roscjusza z roku 80. Sekstus został oskarżony o ojcobójstwo przez bliskich współpracowników Sulli, którzy chcieli przejąć majątek zamordowanego. Cyceron dowiódł niewinności oskarżonego, czego nie podjął się żaden inny mówca, wykazując się wielką odwagą wobec dyktatora. Ci wszyscy, którzy są tutaj – jak widzicie – obecni, uważają, że w tej sprawie należy bronić człowieka skrzywdzonego zbrodnią nowego rodzaju; sami nie mają jednak odwagi go bronić ze względu na trudne okoliczności. Są obecni dlatego, że spełniają swój obowiązek; a milczą, ponieważ chcą uniknąć niebezpieczeństwa (...). Jakżeż to, czyż ja bym miał być ze wszystkich najśmielszy? Bynajmniej (...). Gdyby jeden z tych tak wybitnych i dostojnych mężów, których tu widzicie, zabrał głos i wspomniał o położeniu Rzeczypospolitej – czego w tej sprawie nie można pominąć – mniemano by, że daleko więcej powiedział, niż powiedział istotnie.
Przeciw Sulli wystąpił jeszcze raz, w 79 roku podczas procesu kobiety, której odebrano obywatelstwo rzymskie. Cyceron odważnie zaatakował dyktatora i stanowczo stwierdził, że raz nadanego obywatelstwa nie można nikomu odebrać wbrew jego woli. Gdy pod koniec 79 roku rodzina i przyjaciele zaczęli obawiać się o życie Cycerona, ten zdecydował się zrealizować swoje marzenia ujrzenia Grecji i wyjechał do Aten.
W Atenach Cyceron słuchał wykładów Antiocha z Askalonu, założyciela piątej Akademii, który skłaniał się w stronę stoicyzmu. Zwiedzał zabytki i miejsca wsławione czynami wielkich Greków. Po sześciu miesiącach przeprawił się do rzymskiej prowincji Azji, którą przewędrował, ćwicząc się w wymowie pod kierunkiem najwybitniejszych tamtejszych mówców. Na Rodos słuchał stoika Posejdoniosa i uczył się od znanego sobie z Rzymu retora Apolloniosa Molona. Dołożył on starań – nie wiem, czy cel swój osiągnął – aby ukrócić u mnie zbyteczną bujność i nadmiar właściwy płochej i swawolnej młodości i ten jakby z brzegów wylewający się potok zahamować. Po dwóch latach powróciłem nie tylko doskonalszy, ale prawie odmieniony; zbytnie natężenie głosu opadło, mowa moja – że się tak wyrażę – przestała się burzyć, płuca się wzmocniły, ciało nabrało pewnej tężyzny.
Cyceron uczestniczył w misteriach eleuzyjskich.

### Kwestura

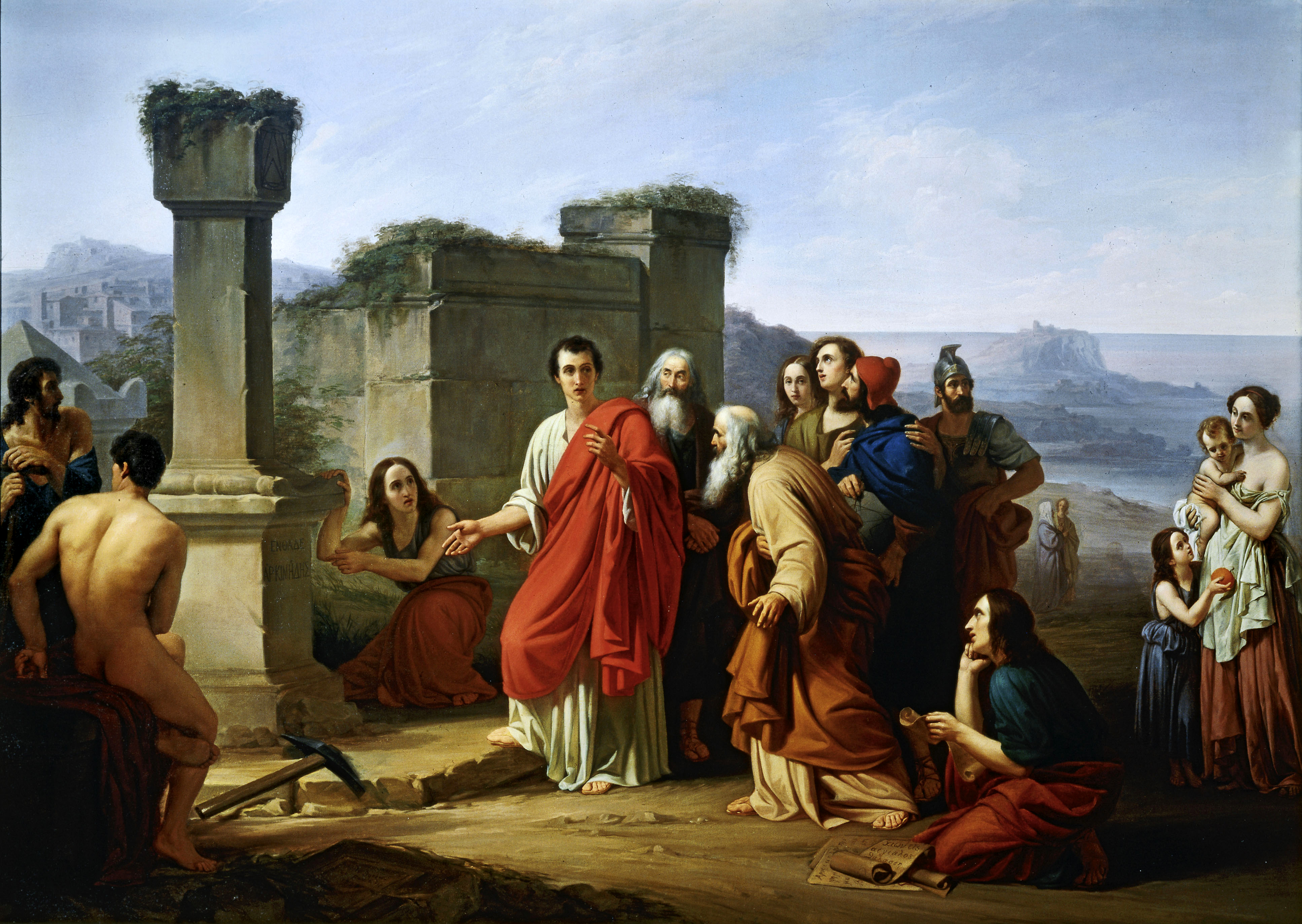
Cyceron odkrywa grób Archimedesa. Obraz olejny z XIX wieku, Paolo Barbotti

W roku 77, po śmierci Sulli i przywróceniu praw republiki, trzydziestoletni Cyceron wrócił do Rzymu. Znany z procesów, w których występował przeciw potędze Sulli, powrócił do pracy w sądach i bronił w kolejnych głośnych sprawach. Nie zachowała się ani jedna z mów, które wygłosił w tym okresie, ale jego popularność musiała rosnąć, bo w roku 76 został wybrany na komicjach jednym z dwudziestu kwestorów. Przy losowaniu prowincji przypadła mu kwestura w Lilibeum na Sycylii.
Przez rok urzędował w zachodniej Sycylii, a do jego zadań należało egzekwowanie przy pomocy dzierżawców podatkowych, tzw. publikanów, dziesięciny z płodów rolnych, dodatkowej dziesięciny odpłatnej oraz podatków. Byłem łagodny dla ludzi interesu, sprawiedliwy dla kupców, hojny dla dzierżawców, uczciwy wobec sprzymierzeńców, a wszystkim wydawałem się najsumienniejszy w spełnianiu obowiązków. Sycylijczycy wymyślili dla mnie jakieś niezwykłe wyróżnienia – twierdził. Zajmował się tam również obroną w sądach, odszukał też i odnowił grób Archimedesa w Syrakuzach.
W roku 74 Cyceron powrócił do Rzymu i jako były kwestor zasiadł w senacie. Poparł w nim przywrócenie władzy trybunów ludowych, gdyż widział w tym powrót do tradycyjnych praw republiki. Z wielu spraw sądowych, w jakich występował w tym okresie, zachowały się mowy z tylko trzech – obrony wyzwoleńca Skamandra oskarżonego o próbę otrucia ekwity; procesu niejakiego Tulliusza przeciw bogatemu sąsiadowi Fabiuszowi, który przy pomocy niewolników napadł na willę Tulliusza i pobił wielu jego ludzi; obrony Steniusza, który niesłusznie skazany na Sycylii zbiegł do Rzymu.
Mniej więcej w tym okresie ożenił się z Terencją, która przeżyła Cycerona, była trzykrotnie zamężna i zmarła dożywszy stu trzech lat. Jako pierwsza urodziła im się córka Tulia, kilka lat później syn Marek.

### Proces Werresa
Z początkiem roku 70 do Cycerona przybyła delegacja miast sycylijskich z prośbą o wystąpienie z oskarżeniem o wyzysk przeciwko namiestnikowi Sycylii Gajuszowi Werresowi, który przez lata bezlitośnie łupił tę prowincję. Werres, powiązany z najstarszymi rodami Rzymu, miał bardzo silną pozycję w senacie. Cyceron zdecydował się po raz pierwszy wystąpić przed sądem jako oskarżyciel, a ówczesne jego przemowy weszły do historii literatury jako tzw. Werrynki.
Obrona starała się utrącić proces ze względów formalnych i wykazywała niedostatek dowodów. Cyceron zbierał więc przez dwa miesiące na Sycylii obciążający Werresa materiał dowodowy, bo jego zdaniem podjąwszy się w tej sprawie obrony Sycylijczyków, bronię zarazem sprawy ludu rzymskiego. Zamiarem moim jest nie tylko pokonać jednego przestępcę, czego sobie życzą Sycylijczycy, ale usunąć i zlikwidować wszelkie przekupstwo, czego już od dawna domaga się głośno lud rzymski.
Po siedmiu dniach procesu wina Werresa stała się tak oczywista, że oskarżony, nie czekając na orzeczenie trybunału, dobrowolnie udał się na wygnanie. Cyceron stracił okazję do wygłoszenia mowy oskarżycielskiej, przygotowanej wielkim nakładem starań. Nie chcąc jednak, by rezultat jego trudu zaginął, opracował zebrany materiał w formie mowy Actio secunda in Verrem. Stanął w tym dziele w obronie czystości republiki, a odsłaniając korupcję administracji rzymskiej, uderzył w wiele rodów senatorskich, broniąc słabych i pokrzywdzonych.

### Edylat i pretura

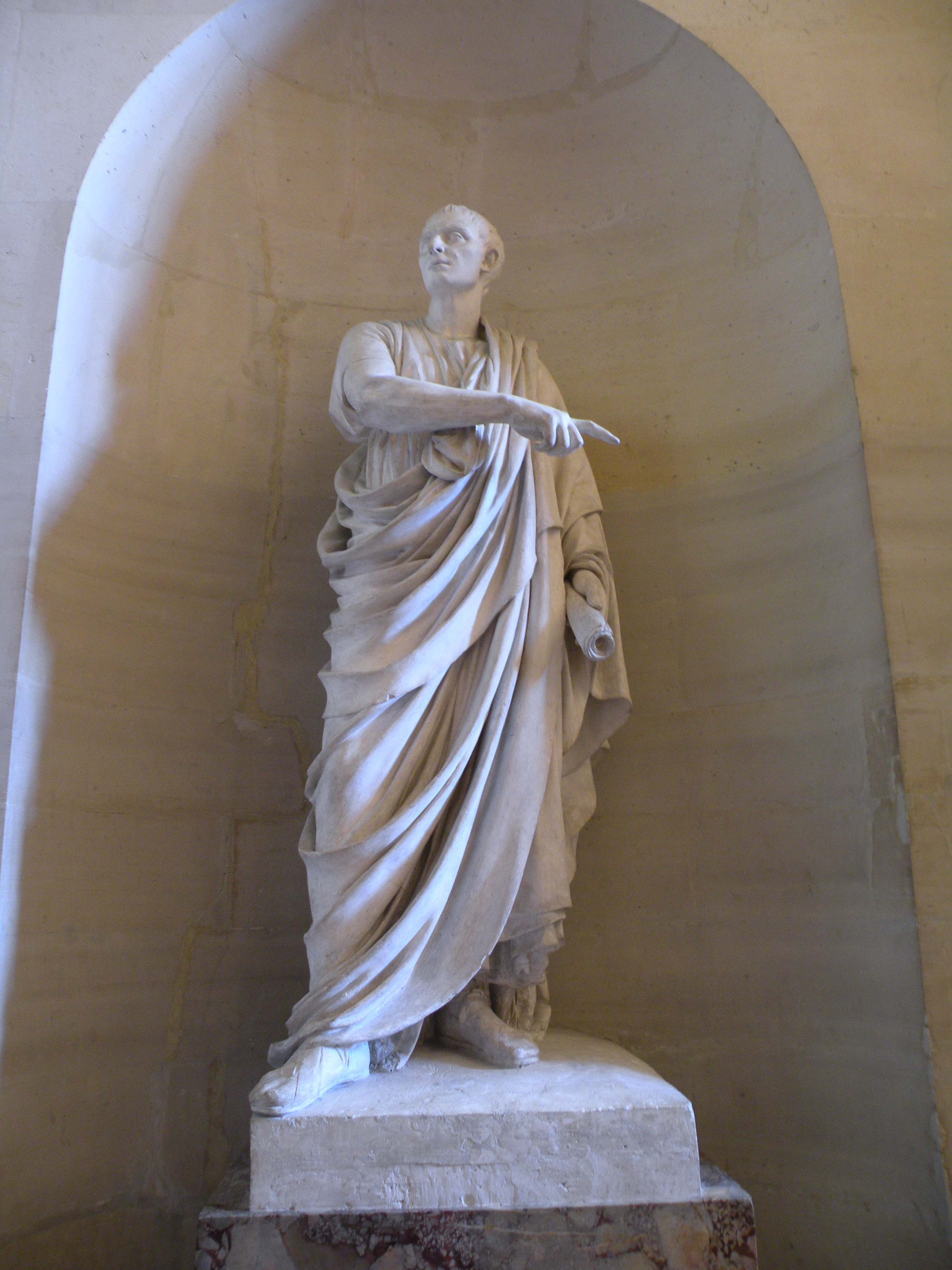
Cyceron jako senator. Jean-Antoine Houdon – rzeźba z 1803 roku. Siedziba francuskiego senatu, Pałac Luksemburski, Paryż

Wsławiony walką z korupcją Cyceron bez problemów wygrał w roku 69 wybory na edyla. Pod swoją pieczą miał świątynie, budowle użyteczności publicznej, ulice i targowiska miejskie. Zajmował się aprowizacją ludności i organizacją igrzysk publicznych. Nie był człowiekiem ubogim, ale daleko było mu do bogactwa, więc sprawował edylat na miarę swoich możliwości – uzyskał między innymi pomoc finansową od wdzięcznych Sycylijczyków. Obowiązki edyla nie przeszkadzały mu w występowaniu przed sądami – bronił namiestnika Galii Marka Fontejusza, kwestora Publiusza Oppiusza, ekwity Aulusa Cecyny i aktora Roscjusza.
Sytuacja materialna Cycerona poprawiła się na tyle, że w roku 68 kupił posiadłość w Tuskulum, położoną nad morzem niedaleko Rzymu. Sprowadził tam wyposażenie i ozdoby z Grecji. Będzie to, po rodzinnym Arpinum, jego ulubione miejsce wypoczynku, do którego mógł przyjeżdżać częściej, gdyż leżało blisko stolicy.
Cyceron cieszył się tak wielką popularnością, że w roku 67 komicja wybrały go jednogłośnie na pretora – takiego zaszczytu doznało tylko kilku obywateli w wielowiekowej historii Rzymu. Z racji swojego urzędu po raz pierwszy sądził oraz przewodniczył trybunałom w najważniejszych sprawach karnych. Jednocześnie nadal występował jako obrońca (piastowanie godności pretora nie przeszkadzało w starożytnym Rzymie występować w roli adwokata). Bronił Aulusa Kluencjusza Habitusa, oskarżonego o otrucie ojczyma; Marka Fundaniusza, oskarżonego o wymuszenia oraz Kwintusa Galliusza, oskarżonego o nadużycia wyborcze.
W okresie edylatu i pretury był politycznym sojusznikiem Gnejusza Pompejusza, swojego towarzysza broni z czasów wojny ze sprzymierzeńcami. Podczas obrad senatu w roku 67 jako świeżo obrany pretor wykorzystał cały swój autorytet, by przeforsować wniosek trybuna ludowego Maniliusza, zgodnie z którym powierzono Pompejuszowi dowództwo armii w wojnie z królem Pontu Mitrydatesem. Wygłosił wówczas w senacie mowę, która w historii literatury zwana jest Manilianą i uchodzi za jedno z najlepszych jego dzieł. Upewniam was, Rzymianie, iż cokolwiek w tej sprawie podjąłem, uczyniłem to z miłości do Rzeczypospolitej i nie tylko nie myślę, że w ten sposób zyskałem czyjąś łaskę, ale przeciwnie, wiem, że ściągnąłem na siebie wiele wrogich uczuć, częścią ukrytych, częścią jawnych, dla mnie zbytecznych, lecz dla was może pożytecznych. Jednak wyniesiony na ten urząd, tyloma dobrodziejstwami przez was obsypany, sądziłem, Rzymianie, że jest moim obowiązkiem postawić wasze życzenia, godność Rzeczypospolitej, dobro sprzymierzeńców i prowincji nad wszelkie osobiste rachuby i korzyści.
Mowa za powierzeniem naczelnego dowództwa Pompejuszowi jest niewątpliwie jednym z najświetniejszych i najlepiej opracowanych stylistycznie dzieł Cycerona. Pisana w pełnym figur retorycznych i wspaniale dźwięczących klauzul stylu, jest pochwałą dowódcy, posiadającego cztery główne zalety znakomitego wodza: znajomość sztuki wojennej, męstwo, autorytet i szczęście.

### Konsulat

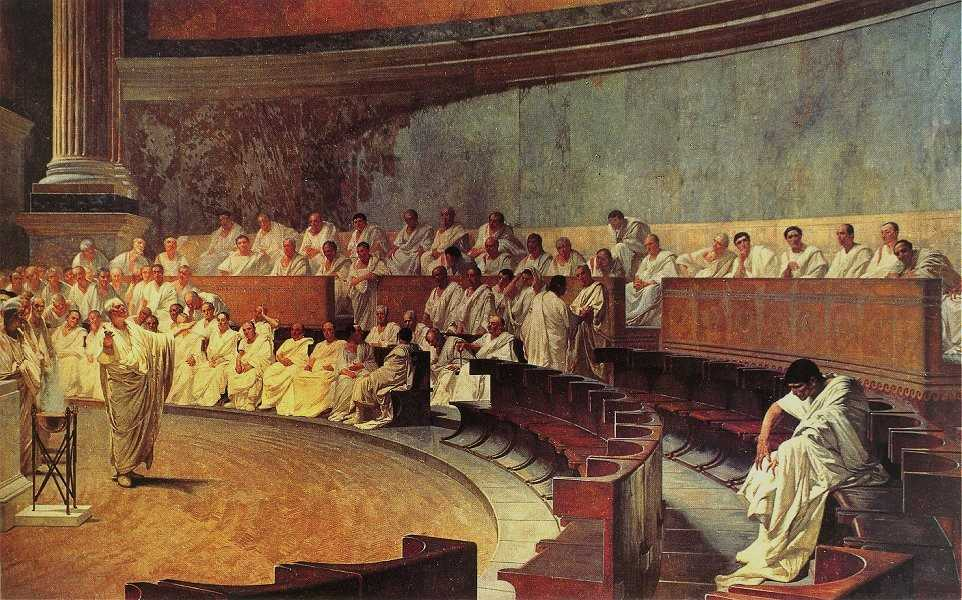
Cyceron przemawiający w senacie. Fresk Cezara Maccariego. Palazzo Madama, siedziba włoskiego senatu w Rzymie

Oficjalne staranie o konsulat, rozpoczął Cyceron zwyczajem rzymskim na rok przed wyborami, w lipcu 65 roku. Stanął przed bardzo trudnym zadaniem. Nie był z pochodzenia Rzymianinem, nikt z jego rodu nigdy nie sprawował w republice żadnego urzędu. W Rzymie dopuszczano „ludzi nowych” najwyżej do pretury, jednak zdecydowanie sprzeciwiano się ich wyborowi do konsulatu, zarezerwowanego dla starych rodów senatorskich.
Jeszcze przed rozpoczęciem kampanii wyborczej Cyceron bronił w sądzie trybunów ludowych Maniusza i Korneliusza (stronników Pompejusza), terroryzowanych procesami przez przeciwników politycznych. Wystąpił też po raz pierwszy przeciwko Juliuszowi Cezarowi – przekonał senat do zaniechania projektu wojny z Egiptem i wysłania tam na czele wojsk Cezara. Sprzeciwił się wywołaniu konfliktu, który określił jako zamierzoną wojnę niesprawiedliwą, mającą na celu rozbój i zagarnięcie majątku króla egipskiego. Cyceron poznał Cezara w szkole retorycznej na Rodos w roku 78. Mimo stosunkowo niewielkiej różnicy wieku, były pretor Cyceron był już uznaną wielkością, gdy były kwestor Cezar stawiał pierwsze kroki na arenie politycznej.
17 lipca 65 roku Cyceron po raz pierwszy nałożył specjalnie kredą wybieloną, lśniącą togę (toga candida), aby wyróżnić się spośród tłumu, i obchodząc ulice – stąd nazwa ambitio – w otoczeniu orszaku przyjaciół, ujmował za rękę przechodniów, prosząc o popieranie jego kandydatury. Miał przy sobie specjalnego niewolnika (nomenclatora), który podszeptywał mu nazwiska przechodzących obywateli, żeby mógł tych przechodniów imiennie pozdrowić. Od września do stycznia objeżdżał miasta Italii i Galii Przedalpejskiej, aby pozyskać poparcie tamtejszych wyborców.
Podczas komicjów w 64 roku wybrany został głosami wszystkich centurii. Dumny z owego jednomyślnego wyboru, niejednokrotnie o tym później wspominał. Mnie cała Italia, mnie wszystkie stany, mnie wszyscy obywatele (...) wybrali konsulem jako pierwszego. Dumny też był Cyceron z tego, że przeszedł w wyborach jedynie dzięki własnej popularności, że nie należał do tych, którzy konsulami zostali wybrani w kołysce, lecz do tych, których wybrano na Polu Marsowym Na Cycerona głosowali ekwici, publikanie i większa część nobilitas. Miał znane nazwisko jako obrońca sądowy i mówca polityczny, był popularny wśród zwykłych mieszkańców Rzymu, wspierały go miasta Italii, które uważały go za swojego reprezentanta. Z tak wielkim poparciem społecznym, w wieku 42 lat, objął najwyższy urząd Republiki.
Konsulat objął 1 stycznia 63 roku i jeszcze tego dnia wystąpił przeciwko projektowi ustawy agrarnej wniesionemu przez trybunów ludowych. Odwołał się do ludu w przemowie, w której argumentował: doszedłem do przekonania, że to piękne i cieszące się popularnością u ludu prawo rolne ludowi nic nie daje, a wszystko tylko niektórym jednostkom w darze przynosi, że mami lud nadzieją uzyskania gruntów, a wolność mu wydziera; że wzbogaca jednostki, a skarb publiczny uszczupla i że – co jest rzeczą najbardziej niegodną – trybunowie ludowi, których przodkowie nasi chcieli mieć stróżami i obrońcami wolności, królów w naszym państwie ustanawiają.
Oprócz czterech mów przeciw reformie rolnej, wygłosił Cyceron za konsulatu jeszcze osiem innych, wydanych później razem z owymi czterema i stanowiących całość „mów konsularnych”. Wymienił je w następującej kolejności: pierwsza to mowa w senacie wygłoszona 1 stycznia; druga do ludu w sprawie prawa agrarnego; trzecia o Othonie; czwarta w obronie Rabiriusza; piąta o synach obywateli proskrybowanych; szósta, w której zrzekłem się prowincji na zebraniu ludowym; siódma, którą wypędziłem Katylinę; ósma wygłoszona do ludu nazajutrz po ucieczce Katyliny; dziewiąta na zebraniu ludowym po zeznaniach Allobrogów; dziesiąta w senacie 5 grudnia.

### Walka z Katyliną

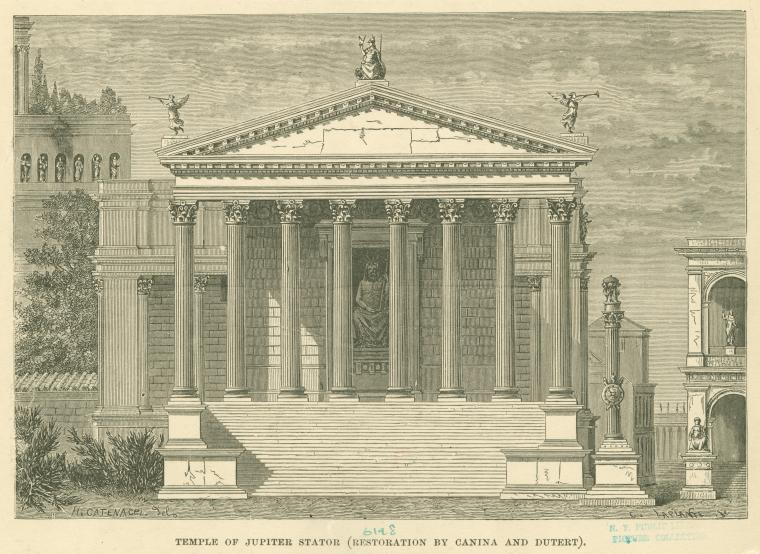
Rekonstrukcja świątyni Jowisza Statora na Palatynie, w której Cyceron wygłosił pierwszą katylinarkę (John Pentland Mahaffy, ilustracja do History of Rome and of the Roman, Boston, 1890)

Na czele opozycji przeciwko rządom Cycerona stanął zrujnowany arystokrata, Lucjusz Sergiusz Katylina. Od lat starał się on bezskutecznie o zdobycie najwyższego urzędu. W roku 66 nie przyjęto jego kandydatury ze względów formalnych, gdyż został oskarżony o wyzysk w Afryce; w roku 64 przepadł w walce wyborczej przeciw Cyceronowi. Zdecydował się ponownie kandydować w roku 63. Jego program obejmował powszechne oddłużenie rolników i parcelację wielkich majątków ziemskich. Był związany z grupą polityków, która w razie niepowodzenia w legalnych wyborach, gotowa była na drodze zamachu przejąć najwyższą władzę w państwie. Katylinę poparł Juliusz Cezar, podczas gdy Cyceron wysunął umiarkowaną kandydaturę Sulpicjusza Rufusa Mureny.
Pragnąc zasygnalizować niebezpieczeństwo grożące państwu, Cyceron jako prowadzący komicja wyborcze, przybył na Pole Marsowe otoczony strażą. Pod togę założył lśniący pancerz, znak niebezpieczeństwa zagrażającego życiu konsula. Przekonał Rzymian do swojej umiarkowanej polityki – Katylina ponownie przegrał w wyborach, a najwięcej głosów otrzymał Murena.
Kiedy grupie Katyliny nie udało się zdobyć władzy w sposób legalny, przeszła do działalności podziemnej. Wczesną jesienią w kilku regionach Italii zebrały się zbrojne oddziały, gotowe do wyruszenia na Rzym. W samej stolicy grupa spiskowców planowała zająć punkty strategiczne, podpalić miasto i zabić przeciwników politycznych. Zdrada Kuriusza, jednego z uczestników sprzysiężenia, który za pośrednictwem swej kochanki Fulwii doniósł o planach spiskowców Cyceronowi, spowodowała, że konsul zarządził przygotowania do walki.
Nawet w przeddzień planowanego zamachu stanu uwięzienie bez niezbitych dowodów winy obywatela pochodzącego ze starej arystokracji rzymskiej było w republice niemożliwe. Dlatego Cyceron postanowił 8 listopada zwołać senat do świątyni Jowisza Statora na Palatynie i sprowokować Katylinę do wypowiedzenia słów, które mogłyby świadczyć o jego winie. Budynek został obstawiony młodymi ekwitami, stanowiącymi przyboczną straż konsula. Po otwarciu posiedzenia, w todze zarzuconej na pancerz, Cyceron od razu zaatakował Katylinę – wygłosił swoją najsłynniejszą mowę, tak zwaną pierwszą katylinarkę. Dokądże, Katylino, będziesz szydził z naszej cierpliwości? Jak długo twoje szaleństwo będzie się nami bawić? Jak długo będzie paradować twoja wyuzdana zuchwałość? Nicże cię nie obchodzi nocna załoga Palatynu, nic straże miejskie? Żartujesz sobie z lęku ludzi, z tego, że wszyscy przyzwoici skupiają się razem, że senat obraduje pod mocną osłoną? Nic ci nie mówią te twarze? Nie zdajesz sobie sprawy, że twoje plany są obnażone?
Mowa była patetyczna, pełna nawiązań do śmierci. O czasy, o obyczaje! Wie o tym senat, konsul to widzi, a ten jednak żyje!. W kilka chwil później Cyceron zawołał: na śmierć cię, Katylino, z rozkazu konsula od dawna zaprowadzić należało!. Całe serie piętrzących się pytań retorycznych, wypowiedzianych raz z oburzeniem, raz z groźną ironią, oblegały i miażdżyły przeciwnika. Przeplatały się z zaklęciami do bogów: o bogowie nieśmiertelni, gdzie jesteśmy? W jakim mieście żyjemy? Jaką rzeczpospolitą mamy?. Cyceron zakończył inwokacją: Ty na koniec, Jowiszu, któremu pod tymi samymi auspicjami co i Rzymowi Romulus zbudował świątynię, Ty, którego słusznie nazywamy obrońcą tego miasta i państwa, wstrzymasz tego człowieka i jego towarzyszy od twoich i innych świątyń, od dachów i murów miasta, od zamachu na życie i majątek obywateli, a wrogów ludzi uczciwych, zbójców Italii, połączonych ze sobą przymierzem zbrodni i niegodziwym sojuszem, wiecznymi karami za życia i po śmierci ukarzesz.

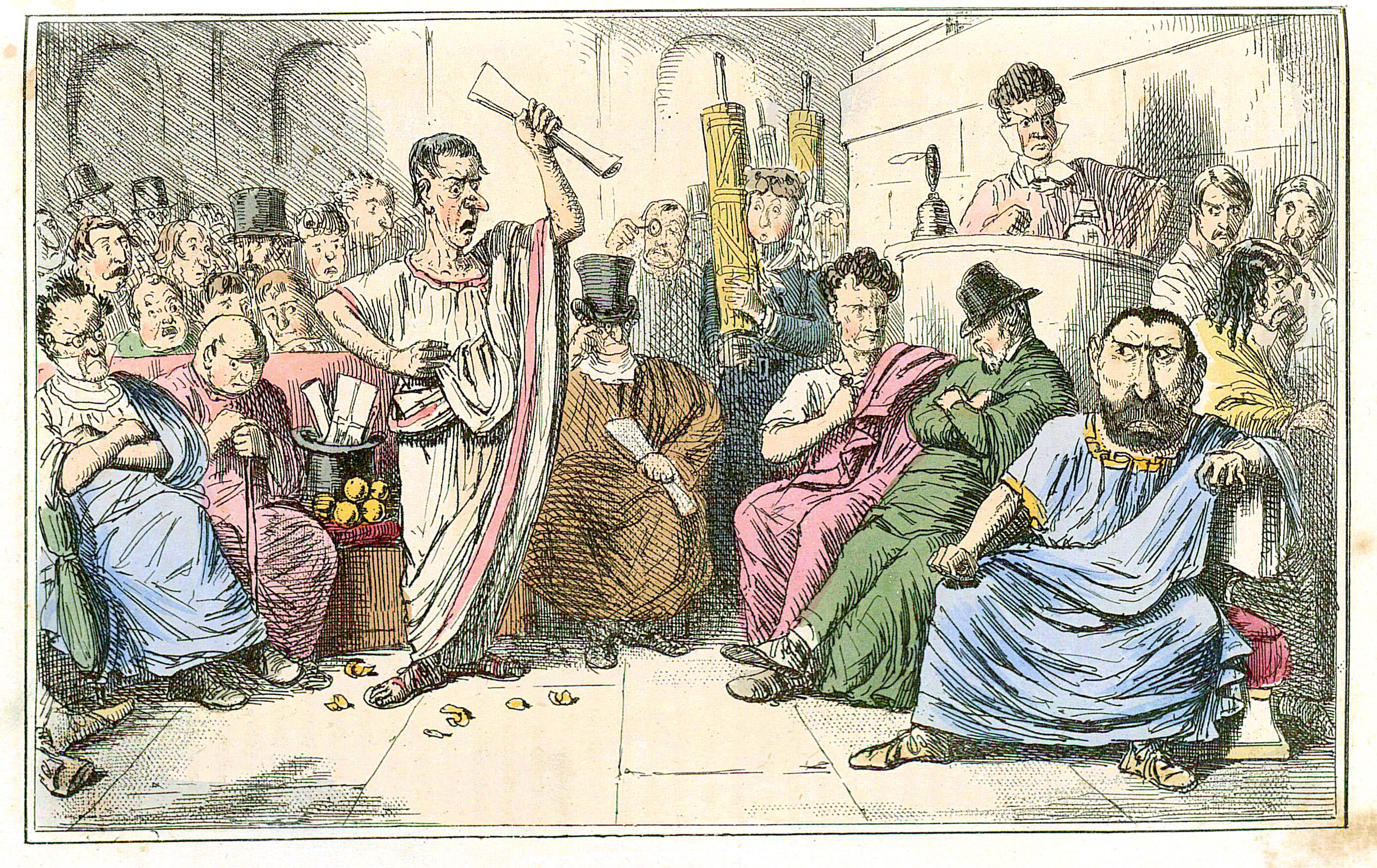
Cyceron oskarżający Katylinę. Ilustracja Johna Leecha do Komicznej historii Rzymu (1850)

Przemówienie wywarło olbrzymie wrażenie – wszyscy senatorzy poparli konsula. Katylina wciąż twierdził, że jest niewinny, jednak nocą uciekł z Rzymu. Hasła powszechnego oddłużenia, którymi posługiwali się spiskowcy, spotykały się jednak z pewnym poparciem społecznym, więc Cyceron postanowił przekonać do walki w obronie republiki zwykłych mieszkańców miasta. Na zwołanym nazajutrz wielkim zgromadzeniu ludowym przemówił do tłumów i wygłosił drugą katylinarkę. Tym razem argumenty dostosował do poziomu odbiorców: rozwaleni u stołów biesiadnych, w objęciach bezwstydnych kobiet, rozmarzeni winem, uwieńczeni kwieciem i woniejący perfumami, wycieńczeni rozpustą, plotą, co im ślina na język przyniesie, o spaleniu Rzymu, o rzezi uczciwych obywateli. Żeby przekonać lud, Cyceron zestawił potężne siły stojące do dyspozycji republiki ze „zbieraniną” Katyliny, o której powiedział z pogardą, że składa się ze zdesperowanych starców i wiejskiej hołoty, z chłopów, którzy przepuścili swój majątek, z tych, co woleli opuścić termin sądowy niż swoje szeregi, z ludzi, którzy do nóg upadną, kiedy im pokażę już nie wojsko w szyku bojowym, ale edykt pretora.
Senat z pełnym poparciem ludu wydał uchwałę uznającą Katylinę i jego stronników za wrogów. Do walki z oddziałami sprzysiężenia skierowano wierne republice wojsko, zaś obroną stolicy dowodził Cyceron. W początkach grudnia odkryto przekonujące dowody obciążające spiskowców, którzy pozostali w Rzymie. Wobec fali aresztowań mieszkańcy zebrali się na forum, żądając wyjaśnień. Wyszedł do nich Cyceron i wygłosił trzecią katylinarkę. Gdyby cały impet wewnętrznych wrogów, od was odwrócony, przeciw mnie jednemu miał się zwrócić, waszą rzeczą, Rzymianie, będzie zastanowić się nad tym, jakiego losu w przyszłości oczekiwać mogą ludzie, którzy broniąc waszej całości, narazili się na nienawiść i wszelkie niebezpieczeństwa.
Decydujące o losie spiskowców posiedzenie senatu odbyło się 5 grudnia w świątyni Konkordii. Po mieście krążyły patrole, świątynia obstawiona była przez młodzież ze stanu ekwitów. Większość senatorów była za karą śmierci, której sprzeciwili się Juliusz Cezar i grupa jego zwolenników. Wówczas Cyceron wygłosił czwartą katylinarkę. Macie wszystkie stany, wszystkich obywateli, cały lud rzymski myślący jednakowo, co w sprawach politycznych dziś dopiero po raz pierwszy widzimy. W jednym rzędzie stoi nie tylko stan senatorski i ekwici, ale także wyzwoleńcy. Nie ma takiego niewolnika, byleby znośna była jego niewola, który by nie pragnął widzieć Rzymu stojącym i zależnie od sił i śmiałości przyczynić się do wspólnego ocalenia. Prawie wszyscy, a właściwie wszyscy, cenią nade wszystko spokój. Cały ich sprzęt, cała praca i zarobek istnieje tylko przy wielkiej liczbie obywateli i wzrasta w czasach spokojnych; jeśli ich zyski zmniejszają się z chwilą zamknięcia kramów i warsztatów, to cóż będzie, kiedy one spłoną? Poparł to przemówienie Katon, a senat uchwalił kary śmierci dla spiskowców. Cyceron jako konsul polecił wykonać uchwałę. Wieczorem na forum obywatele tłumnie witali go oklaskami i okrzykami, nazywając zbawcą i wskrzesicielem ojczyzny.

### Wygnanie

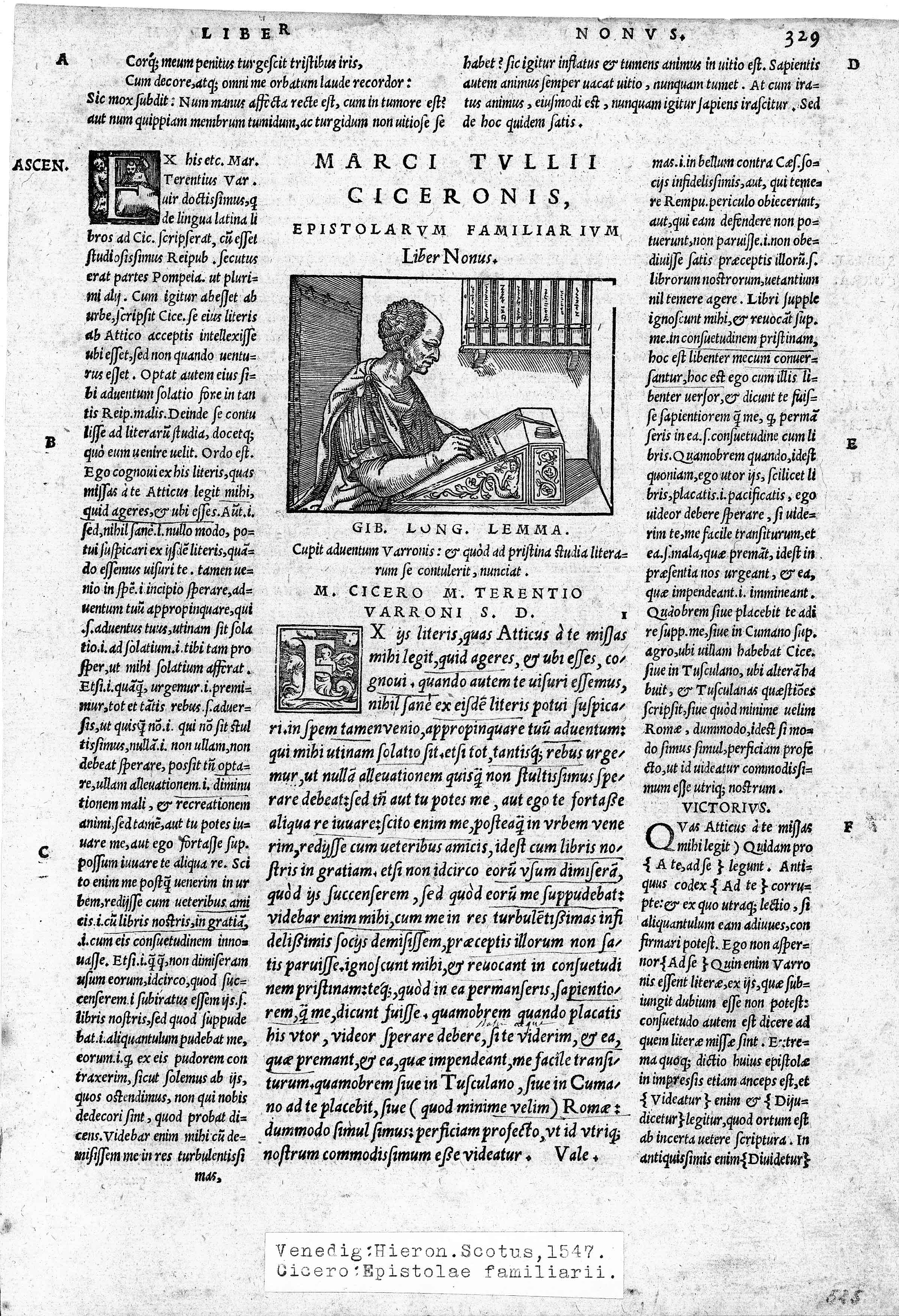
Początek IX księgi Epistulae ad familiares („Listów do przyjaciół”). Druk: Hieronymus Scotus, Wenecja, rok 1545. W środkowej kolumnie drzeworyt przedstawiający piszącego Cycerona. Poniżej humanistyczny komentarz do tekstu

Po upływie kadencji, 29 grudnia 63 roku, Cyceron złożył urząd. Nowy trybun ludowy Metellus Nepos zaatakował byłego konsula, zarzucając mu egzekucje obywateli rzymskich bez wyroku sądowego. Za kampanią przeciwko Cyceronowi stał Juliusz Cezar. Sprawa była skomplikowana, ponieważ senat miał prawo ferować wyroki śmierci tylko w przypadku zagrożenia państwa. W mowie do senatu, tak zwanej mettelinie, Cyceron argumentował, że spisek Katyliny był właśnie tego typu przypadkiem, a senat podzielił jego poglądy w kolejnej uchwale.
Cyceron powrócił do pracy w sądach. Bronił między innymi oskarżonego o udział w spisku Publiusza Korneliusza Sullę, greckiego poetę Archiasa i byłego pretora Lucjusza Waleriusza Flakkusa. Napisał też kilka dzieł poświęconych dziejom własnego konsulatu, prozą i wierszem. Rósł jego majątek. W 62 roku kupił dom na Palatynie, w następnych latach posiadłości w Ancjum, Pompejanum i Formiae. Na wieść o zawarciu w roku 60 pierwszego triumwiratu (między Cezarem, Pompejuszem i Krassusem) usunął się z życia publicznego. Konsekwentnie odmawiał przyjęcia jakiegokolwiek urzędu. Przywództwo obozu republikańskiego objął Katon, natomiast Cyceron zajął się studiami nad literaturą i nauką grecką.
Dla Cezara pozostawał jednak Cyceron potencjalnie niebezpiecznym przeciwnikiem. Gdy w roku 58 jego wojska obozowały pod Rzymem, trybun ludowy Publiusz Klodiusz Pulcher przedstawił skierowany przeciwko Cyceronowi projekt uchwały, zgodnie z którym za skazanie obywatela rzymskiego bez wyroku sądowego groziło wygnanie. Projekt został odrzucony przez senat, jednak trybun zwołał poza miastem, w obozie wojskowym, nielegalne zgromadzenie ludowe (tzw. contio), na którym Cezar nakłonił urzędujących konsulów do zatwierdzenia uchwały bez zgody senatu. Następnego dnia senatorzy na znak protestu ubrali czarne togi, ale sprawa została przesądzona.
Cyceron postanowił opuścić Rzym przed wejściem w życie nowego prawa, dobrowolnie udając się na wygnanie. Jednak to nie wystarczyło jego wrogom. Skonfiskowano mu majątek, zburzono dom na Palatynie, willę pod Formiami i willę tuskulańską. Dzieci Cycerona nie znalazły się w zupełnej nędzy tylko dlatego, że Terencja posiadała skromny własny majątek. Cyceron mógł się wprawdzie pocieszać, że ustawa o jego wygnaniu nie została uchwalona legalnie, niemniej nie chciał i nie mógł nic przeciwko niej zrobić. W maju osiedlił się w Dyrrachium, w Epirze, gdzie żył na koszt przyjaciół. Listy, które stamtąd pisał, świadczą o pogłębiającej się depresji. Piszesz, moja Terencjo, że zamierzasz sprzedać swoją posiadłość (...) Zaklinam cię, zastanów się, co dalej? Jeśli los dalej nas będzie prześladował, co stanie się z naszym biednym chłopcem? Nie mogę pisać – tak wielka jest siła łez – nie chcę i ciebie do łez doprowadzić. Jedno tylko jeszcze napiszę: jeśli nasi przyjaciele spełnią obowiązek przyjaźni, nie zabraknie pieniędzy, jeśli go nie spełnią, ty swoimi pieniędzmi niczego nie dokażesz. W imię naszego nieszczęsnego losu bacz, byśmy nie zgubili do reszty i tak już zgubionego chłopca.

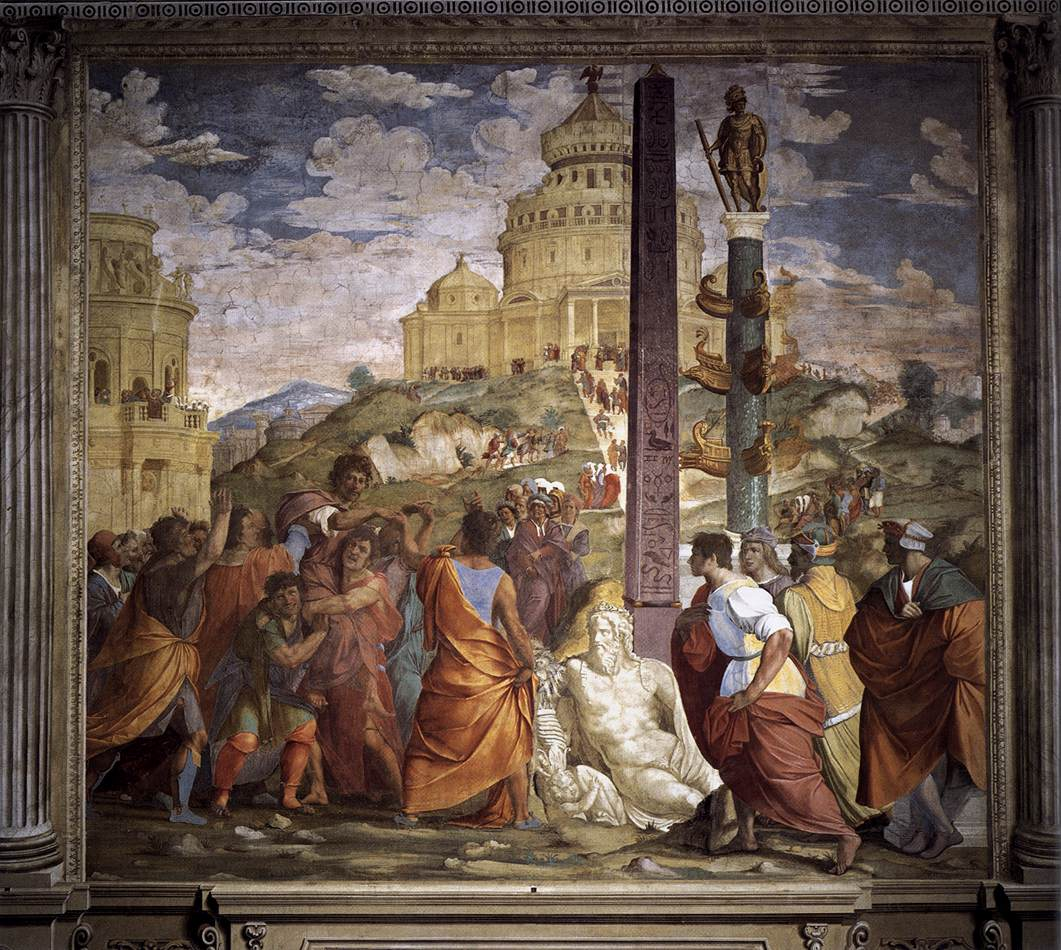
Tryumfalny powrót Cycerona z wygnania. Fresk Franciabigio z około 1520 roku. Villa Medici, Poggio a Caiano

1 stycznia 57 roku, pod nieobecność Cezara, senat uchwalił odwołanie Cycerona z wygnania. Jednak zwołane dla zatwierdzenia tej decyzji zgromadzenie ludowe zostało rozbite przez bojówki Klodiusza. Na ulicach Rzymu wybuchły krwawe walki między zwolennikami Cezara i Klodiusza a bojówkami, które zorganizował w obronie senatu i Cycerona inny trybun ludowy, Tytus Anniusz Milon. W czerwcu sprawę Cycerona senat powierzył do rozpatrzenia miastom i mieszkańcom prowincji. Wezwano ich równocześnie do stawienia się w Rzymie i osłonięcia „autorytetu senatu”. W całej Italii odbyły się demonstracje, których uczestnicy domagali się powrotu wygnańca. Zwolennicy Cezara zostali zmajoryzowani przez napływającą do stolicy ludność miast italskich. Sprawę Cycerona poparł Pompejusz. W senacie na czterystu siedemnastu obecnych, czterystu szesnastu opowiedziało się za wnioskiem. 4 sierpnia 57 roku jedno z najbardziej tłumnych zgromadzeń ludowych w historii Rzymu, przy powszechnym aplauzie, uchwaliło wezwanie Cycerona do natychmiastowego powrotu.
5 sierpnia Cyceron stanął w Italii. Podróż z Brundisium do Rzymu, która trwała cały miesiąc, przerodziła się w wielką demonstrację w obronie wartości republikańskich. Widziałem nieprzerwany ciąg ludzi zgromadzonych z całej Italii. Nie było miejscowości ani municypium, prefektury czy kolonii, skąd nie przychodzono by z gratulacjami. Cóż mam powiedzieć o przyjęciu w rozmaitych miejscowościach? O zbiegowisku ludzkim w miastach? O pojawianiu się ojców rodzin wraz z żonami i dziećmi? (...) Ten jeden dzień mojego powrotu staje mi za nieśmiertelność, kiedy widziałem senat i lud rzymski wychodzący na moje spotkanie, kiedy mi się zdawało, że sam Rzym poruszony z posad wyszedł, by powitać swego zbawcę. Tak mię przyjął, że wydawało się, iż cieszą się nie tylko wszyscy mężczyźni i kobiety wszystkich warstw i wszelkiego wieku i stanu, wszelkiego stopnia majątkowego i urodzenia, lecz nawet same mury, mieszkania i świątynie miasta. 4 września Cyceron wjechał na złoconym rydwanie do Rzymu i złożył bogom na Kapitolu dzięki za powrót do ojczyzny. Nazajutrz, na uroczystym posiedzeniu, dziękował senatowi i urzędnikom, którzy się przyczynili do jego odwołania. Senat przywrócił mu majątek i przyznał odszkodowanie za zburzone budynki. Wygłoszona z tej okazji mowa O domu swoim jest niewątpliwie jedną z najlepszych i najbardziej wzruszających, jaką skomponował. W mowie do obywateli, którzy domagali się jego przemówienia na Forum, podziękował całemu ludowi rzymskiemu za to, że go wydźwignął z nieszczęścia i podniósł w godności'. Wyjaśnił, że poszedł dobrowolnie na wygnanie dla dobra Republiki, unikając rozlewu krwi.

### Kompromis z triumwirami

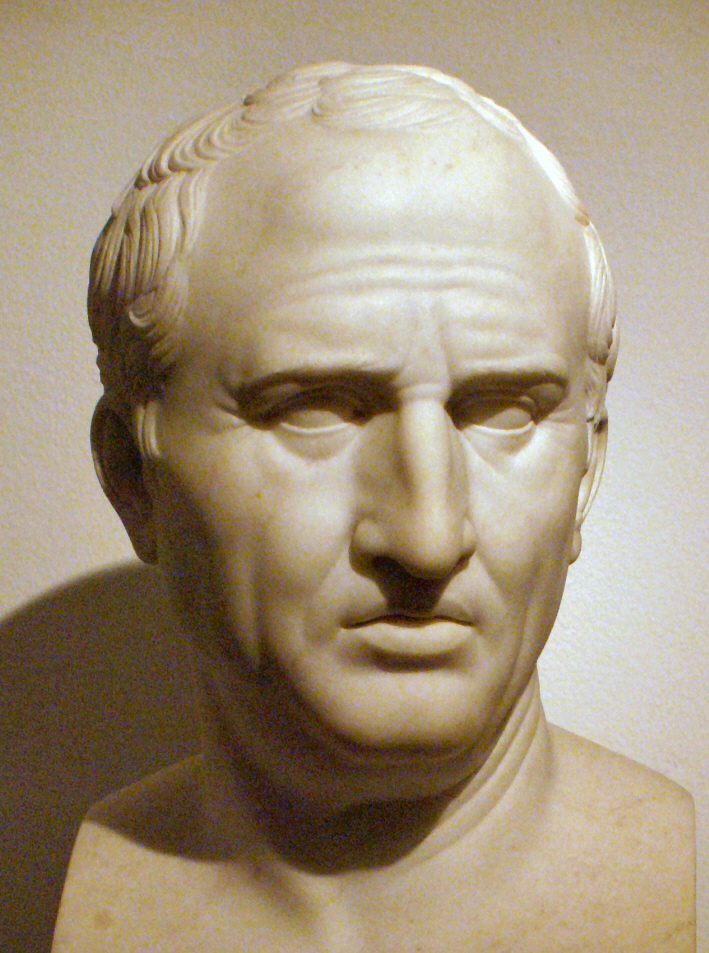
Popiersie Cycerona według rzymskiego oryginału. Bertel Thorvaldsen, Thorvaldsen Museum, Kopenhaga

Po powrocie do Rzymu zajął się odbudową majątku, uczestniczył w obradach senatu i wznowił pracę w sądach. Bronił w procesach politycznych przeciwników Cezara – Lucjusza Kalpurniusza Bestię, Sestiusza oraz Celiusza Rufusa. Jego autorytet powodował, że senat czy zgromadzenie ludowe podejmowały decyzje za radą Cycerona. Gdy w maju 56 roku przedłożył projekt uchwały znoszącej reformę rolną, uchwaloną w czasie jego wygnania pod naciskiem Cezara, triumwirowie spotkali się w Luce, aby ustalić, jakie kroki zastosować wobec Cycerona. Marsz na Rzym ich wojsk był wówczas mało realny, zdecydowali się więc zawrzeć z mówcą kompromis. Ustrój republikański Rzymu miał zostać zachowany, a senat nadal sprawować władzę nad Rzymem i Italią; Cyceron miał natomiast powstrzymać się przed uderzaniem w interesy Cezara, Pompejusza i Krassusa oraz wycofać wszystkie projekty uchwał, które tym interesom zagrażały. Cyceron, który za wszelką cenę chciał powstrzymać wojnę domową, zdecydował się zaakceptować takie kompromisowe rozwiązanie.
Po zjeździe w Luce stanowisko polityczne Cycerona uległo zmianie. Nie tylko już nie występował przeciw triumwirom, lecz zaczął ich nawet popierać. Już w drugiej połowie maja na posiedzeniu senatu postawił wniosek o przyznanie Cezarowi dziesięciu legatów oraz wypłacenie żołdu legionom zaciągniętym przez niego na własną rękę. Jeszcze dalej posunął się z początkiem czerwca, kiedy w
mowie De haruspicum responso wzywał do zgody między tymi, „którzy bezsprzecznie więcej mogą”, to jest triumwirami, a tymi, „którzy nie mają tak wielkiej siły”, czyli obrońcami republiki. W sposób zdecydowany poparł Cyceron politykę triumwirów w Mowie o prowincjach konsularnych. Gdyby za konsularne przyjęto obie Galie, Cezar zobowiązany byłby te prowincje opuścić. Cyceron przyznał, że z punktu widzenia politycznego powinien był nadal pozostać przeciwnikiem Cezara. Jednakże muszę uznać działalność Cezara w Galii za korzystną dla państwa. Miłość moja do Rzeczypospolitej, dawna i stała, godzi mnie obecnie z Cezarem (...) Czyż mogę być nieprzyjacielem tego, którego listy, sława i wieści cieszą codziennie moje uszy nowymi nazwami ludów, szczepów, krajów? Dziś, gdy Cezar aż do Oceanu poskromił wszystkich wrogów, mogą się nawet Alpy zapaść, którymi przyroda nie bez woli bogów osłoniła Italię. Cyceron obrawszy nowy kierunek polityczny, jak mówił, składał dawną nieprzyjaźń do Cezara na ołtarzu ojczyzny.
Wszedłszy na drogę współpracy z triumwirami, Cyceron zaczął występować w procesach sądowych jako obrońca ludzi „dynastów”. Pierwszą sprawą tego typu była obrona Korneliusza Balbusa, oskarżonego o nieprawne korzystanie z obywatelstwa rzymskiego. Ówczesne listy Cycerona świadczą o rozterkach, jakie przeżywał. Stopniowo zaczął wycofywać się z życia publicznego. W roku 55 miał sporo wolnego czasu, występował bowiem zarówno w senacie, jak w sądzie dość rzadko. Czas ten spędzał przeważnie w willach podmiejskich, zajmując się pracą literacką. Im większa była jego niechęć do występowania w sądach w obronie ludzi, „których bronić nie miał ochoty”, tym większą odczuwał potrzebę pozostawienia po sobie jakiegoś trwałego dzieła.

### Wycofanie z działalności publicznej

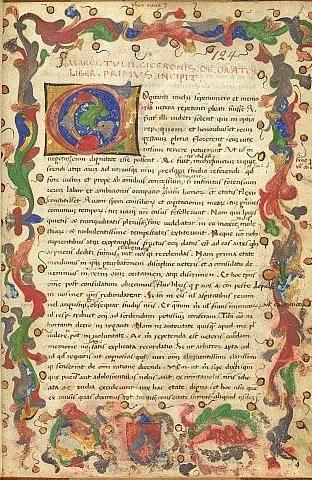
Pierwsza strona De oratore (O mówcy). Rękopis sporządzony w północnej Italii około 1400 (Muzeum Brytyjskie, Londyn)

W roku 55 napisał pierwszą wielką pracę teoretyczną – De oratore („O mówcy”) – w którym objaśnił, na czym polega sztuka pisania i przemawiania. Cyceron nawiązał do wzorów dialogu platońskiego i do pism Arystotelesa, tworząc w ten sposób utwór żywy i interesujący. Prawidła greckiej retoryki ilustrowane są w dialogu przykładami zaczerpniętymi z praktyki rzymskiego życia politycznego. Mimo że dzieło oparte jest na doskonałej znajomości greckiej teorii, góruje ono nad specjalistyczną literaturą ścisłym powiązaniem z życiem i praktyką.
Wobec opanowania życia politycznego przez triumwirów, rola polityczna Cycerona w roku 54 była już znikoma – przemówił w senacie tylko raz. Również jego działalność w charakterze obrońcy sądowego była sporadyczna. Skupił się na pracy nad drugim wielkim dziełem – De re publica („O Rzeczypospolitej”). Przykładał do niego wielką wagę, tak że ukończył je dopiero po prawie dwóch latach, w roku 52. Z sześciu ksiąg tego utworu, który był wielką pochwałą republiki rzymskiej, zachowały się jedynie fragmenty. Cyceron wyłożył w nim swoją słynną koncepcję mieszanego ustroju.
De re publica kończyła się w pełni zachowanym Snem Scypiona, fragmentem, który wywarł znaczący wpływ na europejską literaturę i naukę. W podniosłych słowach opowiadał w nim Scypion, jak we śnie zjawił mu się Scypion Starszy, uniósł w niebieskie przestworza i zapewnił, że wszyscy, którzy przysłużyli się ojczyźnie żyją szczęśliwie w niebie. Potem pojawił się ojciec Scypiona, Emiliusz Paulus – wskazał na Drogę Mleczną i małą w stosunku do niej, kulistą Ziemię. Cyceron wyraził w tych kilku akapitach swoje przekonanie o nieśmiertelności duszy tych, którzy zasłużyli się ojczyźnie.
O ile De re publica w maju 51 roku była „w rękach wszystkich”, o tyle napisany w tym roku dialog De legibus („O prawach”) nie został ukończony, ani wydany za życia Cycerona. Zachowały się jedynie trzy pierwsze księgi i nieliczne fragmenty z księgi czwartej i piątej. Sam pomysł zaczerpnięty był z Platona, jednak Cyceron opiera się w swojej pracy na prawach republiki rzymskiej. Dzieło to jest jednym z podstawowych źródeł dla poznania rzymskich praw i obyczajów. Cyceron sformułował w nim słynną tezę, że prawo nie powstało drogą umowy, lecz jest oparte na rozumie, który jest wrodzony wszystkim ludziom i dany od Boga. Źródłem prawa jest więc „natura”, której pochodzenie jest boskie.
Po śmierci Krassusa, w roku 53, Cycerona wybrano do kolegium augurów. Czuł się tym wyróżnieniem zaszczycony, poważnie też podszedł do nowych obowiązków. Z wielką powagą przyswoił sobie przekazywane ustnie zasady rzymskiego kapłaństwa, przestudiował też dotychczasową literaturę jemu poświęconą – zwłaszcza Libri augurale Appiusza Klaudiusza Pulchera, którymi się zachwycał. Po dziewięciu latach kapłaństwa swoimi doświadczeniami i wiedzą na ten temat podzielił się Cyceron w dziele De divinatione.

### Proces Milona

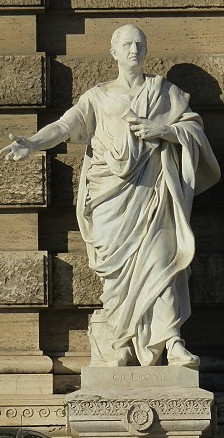
XIX-wieczny pomnik Cycerona jako prawnika. Rzymski Pałac Sprawiedliwości

Z początkiem 52 roku Cyceron musiał przerwać prace literackie, aby bronić Milona, przewodzącego ulicznym bojówkom broniącym senatu. Milon zabił Klodiusza, który z kolei przewodził bojówkom stojącym po stronie triumwirów. Cyceron znalazł się w bardzo trudnej sytuacji – nie popierał przemocy, ale nie mógł porzucić człowieka, któremu wiele zawdzięczał. 8 kwietnia Forum wypełnione było zwolennikami triumwirów. Obok stały pod bronią oddziały Pompejusza. Cyceron, który zawsze miał tremę przed publicznymi wystąpieniami, był zdenerwowany. Jak przyznał, „nowy kształt nowego sądu przerażał jego oczy”. Po pierwszych słowach podniosły się krzyki. Wtedy wkroczyły oddziały Pompejusza, by zapewnić porządek – byli ranni i zabici. Cyceron musiał przerwać, a kiedy zaczął na nowo, podniósł się kolejny tumult. Cyceron nie umiał opanować nerwów, mowa wypadła blado, a Milon został skazany i udał się na wygnanie do Marsylii.
Chcąc się zrehabilitować, Cyceron opracował na piśmie nową mowę (Pro Milone), która się zachowała i jest uważana za szczyt kunsztu oratorskiego. Przebywający na wygnaniu Milon miał podobno powiedzieć, że nie jadałby ryb w Marsylii, gdyby Cyceron istotnie taką mowę wypowiedział. Już Kwintylian nazwał ją „najpiękniejszą i najsławniejszą”. Przez wieki była przytaczana w podręcznikach retoryki i prawa jako wzorcowy przykład obrony oskarżonego, którego winy nie sposób zaprzeczyć. Cyceron przyznawał, że Milon zabił Klodiusza, lecz starał się uprawdopodobnić tezę, że to nie Milon na Klodiusza, lecz Klodiusz na Milona przygotował zasadzkę, zatem Milon działał w obronie własnej.
Z procesem Milona łączyły się jeszcze dwa inne, w których Cyceron odniósł sukces. Pierwszy to obrona Saufejusza, który na rozkaz Milona miał pozbawić życia Klodiusza. Drugi to oskarżenie trybuna ludowego Munacjusza Plankusa Bursy, który przez cały okres swego trybunatu atakował zarówno Milona, jak i Cycerona.

### Namiestnik i imperator
W roku 51 Cyceron nie mógł się już dłużej uchylać od obowiązku, który spoczywał na byłym konsulu – objęciu namiestnictwa jednej z prowincji. Drogą losowania wyznaczono mu Cylicję, która graniczyła z państwem Partów. Dwa lata wcześniej w bitwie z Partami pod Carrhae zginął Krassus, Cyceron mógł się więc spodziewać, że czekają na niego nie tylko obowiązki administracyjne, ale także wojskowe.
Edykt Cycerona, który ogłosił w Cylicji, stanowił, że miasta azjatyckie winny się rządzić własnymi prawami. Sprawa, z której był szczególnie dumny, to pomoc miastom, uginającym się pod ciężarem długów. Na podstawie edyktu miastom nie wolno było pokrywać wydatków związanych z wyjazdami delegacji do Rzymu. „Wzmacniające środki” polegały więc przede wszystkim na zwolnieniu miast z wydatków związanych z utrzymaniem namiestnika i jego świty. Cyceron surowo zwalczał korupcję wśród urzędników. Ani Cylicja, ani inne miasta azjatyckie nie utrzymywały też, zgodnie z zarządzeniem Cycerona, wojska rzymskiego. Surowa, ale sprawiedliwa polityka budżetowa Cycerona spowodowała, że kończył on swoje rządy namiestnikowskie ze znaczną nadwyżką finansową, z której część – zgodnie z ówczesnym prawem – przypadła mu osobiście.
W końcu sierpnia 51 roku Partowie wkroczyli na terytorium rzymskie. Cyceron nie wiedział, co jest celem ataku, więc przeprowadził swoje legiony z Cylicji, wzdłuż gór Taurus, do Kapadocji, którą uważał za najbardziej zagrożoną. Tymczasem celem ataku okazała się Syria, gdzie garnizon rzymski był oblegany w Antiochii. Cyceron ruszył z odsieczą – 5 października był w Tarsie, 8 października w syryjskiej Mopsuesti, a po forsownym marszu już 10 października pod Epifanią. Partowie, którzy oblegali stolicę Syrii, wycofali się na wieść o zbliżaniu się odsieczy, a kwestor Kassjusz z częścią wojsk udał się w pościg za nimi. Ponieważ, po ataku Partów, sprzyjające im szczepy górskie powstały przeciw władzy rzymskiej, Cyceron postanowił je spacyfikować. Dwunastego października ruszyłem z wojskiem nie obciążonym bagażami i nazajutrz o świcie stanąłem na szczycie gór Amanu. Tu podzieliłem kohorty i oddziały posiłkowe. Jedną grupą dowodził wraz ze mną mój brat jako legat, drugą legat Gajusz Pomptinus, trzecią Marek Anneusz i Lucjusz Tulliusz. Napadliśmy na większość szczepów znienacka i odciąwszy im drogę wycięliśmy ich w pień albo wzięli do niewoli. Zdobyliśmy Eranę, główną miejscowość Amanu, podobniejszą raczej do miasta niż do wsi, a także Sepyrę i Kommoryn, leżące w części opanowanej przez Pomptinusa. Broniły się dzielnie od świtu aż do czwartej po południu. Zabiwszy wielu nieprzyjaciół, zdobyliśmy również sześć innych zameczków, wiele też spaliliśmy.
17 października wojsko obwołało Cycerona imperatorem, co w nomenklaturze republiki oznaczało godność naczelnego wodza. Do laurów
mówcy przybyły laury wojownika. Wspominając kilka dni postoju na miejscu dawnego obozu Aleksandra Wielkiego, Cyceron żartował z tego nowego tytułu: był to trochę lepszy wódz ode mnie.
18 października wkroczył do niepodlegającej Rzymowi części Cylicji i podbił ją. Ponieważ mieszkańcy Pindenissus dawali schronienie zbiegłym od nas niewolnikom i oczekiwali niecierpliwie przybycia Partów, uznałem, że dla honoru państwa rzymskiego powinnością moją było poskromić ich zuchwałość, aby przez to tym łatwiej przełamać opór innych, niechętnych naszemu panowaniu. Na wieść o zwycięstwach Cycerona senat uchwalił dziękczynną suplikację.

### Wojna domowa
Jeszcze w Cylicji Cyceron otrzymał pierwsze wieści o konflikcie między Cezarem a Pompejuszem. W liście do Attyka jesienią 50 roku stwierdził: zanosi się na wielką między nimi walkę i (...) jeżeli ten sam bóg, który nad spodziewanie nasze uwolnił nas od wojny z Partami, nie spojrzy łaskawie na Rzeczpospolitą, nadejdzie wojna tak straszna, jakiej jeszcze nie było. W grudniu, gdy stanął w Italii, Cezar właśnie przekroczył ze swoimi wojskami Alpy. 4 stycznia 49 roku Cyceron wziął udział w obradach senatu, na których usilnie namawiał do dalszych rozmów pokojowych. Większość senatorów poparła jednak Pompejusza, przegłosowano mobilizację. Cyceronowi wyznaczono nadzór nad poborem rekruta w okręgu Kapui. Nie wypełniał tych obowiązków zbyt gorliwie, starał trzymać się na uboczu i wysuwał kolejne propozycje pokojowe. Przesłał 5 lutego list do Cezara z zapewnieniem, że nie bierze udziału we wrogich mu poczynaniach oraz wezwał go „by miał wzgląd na dobro ojczyzny” i pogodził się z Pompejuszem. Cezar, nie pytając o zgodę, opublikował ten prywatny list i starał się utrzymać Cycerona w roli mediatora. 28 marca spotkali się w Formii, ale Cyceron nie zaakceptował opanowania Italii przez Cezara i odmówił przyjazdu do Rzymu.
Gdy Cezar walczył z wojskami wiernymi Pompejuszowi w Hiszpanii, Cyceron umacniał się w przekonaniu, że powinien opuścić Italię. Armię Cezara i ludzi go popierających uważał za „zbiorowisko łotrów gotowych na wszystko”. Rządzący w imieniu Cezara Marek Antoniusz doprowadził go do wściekłości i przyspieszył dojrzewającą decyzję o wyjeździe. W drugiej połowie 49 roku Cyceron był już w Grecji u boku Pompejusza, ale także wobec niego i jego stronników pozostawał bardzo krytyczny. W początkach 48 roku, zniechęcony daremnymi staraniami o pokój, osiadł w Epirze i czekał na zakończenie walk. Po klęsce Pompejusza pod Farsalos uznał wojnę za rozstrzygniętą. Niewiele się zastanawiając, powrócił w połowie października do Italii.
W tym okresie zaczęły się psuć stosunki Cycerona z Terencją, z którą przeżył na ogół zgodnie trzydzieści dwa lata i która zawsze była jego podporą. Tej ambitnej i samodzielnej kobiecie, która niejednokrotnie wpływała na decyzje męża, coraz mniej podobał się jego dość beztroski stosunek do pieniędzy. W czasie wojny domowej więzy łączące dotąd małżeństwo coraz bardziej się rozluźniały, aż doszło do rozwodu.
Tymczasem Cezar, któremu zależało na pozyskaniu wielkiego mówcy, w kwietniu 47 roku wysłał z Egiptu uprzejmy list do Cycerona, zapewniając go, że „może pozostać takim samym jak zawsze”. Pozwolił mu także na używanie tytułu imperatora. 25 września Cezar wylądował w Italii. Spotkanie Cycerona ze zwycięskim Cezarem opisał szczegółowo Plutarch. A kiedy wreszcie nadeszła wiadomość, że Cezar wpłynął do Tarentu i stamtąd maszeruje lądem do Brundisium, Cyceron wyruszył mu naprzeciw, nie tracąc bynajmniej nadziei, choć wstydem przejmowała go myśl, że wobec tylu świadków wystawi się na próbę w spotkaniu ze zwycięskim przeciwnikiem. Tymczasem nie musiał ani powiedzieć, ani zrobić nic upokarzającego. Cezar bowiem, zobaczywszy z daleka, że Cyceron wyprzedza innych, idąc mu naprzeciw, zsiadł z konia, przyjaźnie go pozdrowił i z nim tylko rozmawiając, przeszedł spory szmat drogi.

### Pod rządami Cezara
W październiku 47 roku powrócił po ponad pięciu latach do Rzymu. Miasto opanowane było przez zwolenników Cezara, a obecność tam Cycerona była tolerowana o tyle, o ile nie przeciwstawiał się polityce dyktatora. Większość przyjaciół i dotychczasowych współpracowników zginęła, bądź przebywała na wygnaniu. Osamotniony, rozwiedziony Cyceron nawiązał kontakt z dawnymi znajomymi – Warronem oraz Markiem Juniuszem Brutusem. Nie mając żadnych obowiązków i nie znajdując przyjemności w obcowaniu ze zwolennikami Cezara, postanowił pojednać się ze swoimi dawnymi przyjaciółmi, z książkami.
W jednym z ówczesnych listów opisał swój dość ponury i monotonny tryb życia: rano przychodzi do mnie z pozdrowieniem wielu patriotów, ale ci są smutni; przychodzą i ci spośród radosnych zwycięzców, którzy mnie szczególnie szanują i poważają. Po tych odwiedzinach zasiadam do książek i czytam lub piszę. Przychodzą także ludzie, którzy chcą coś ode mnie posłyszeć, jak gdybym był uczonym człowiekiem tylko dlatego, że trochę więcej od nich umiem. Potem czas wolny poświęcam pielęgnacji ciała. Ojczyznę moją opłakałem gorzko i dłużej, niż kiedykolwiek matka opłakiwała jedynego syna. W liście do dawnego przyjaciela, Serwiusza Sulpicjusza, wyjaśnił: odkąd stwierdziłem, że sztuka, której się pilnie poświęcałem, nie ma znaczenia ani w senacie, ani na forum, całą swą uwagę i pracę poświęciłem filozofii.
Zimą 46 roku zdecydował się opracować historię rzymskiej wymowy w formie dialogu i opatrzyć ją na cześć przyjaciela tytułem Brutus. To dzieło, napisane w ciągu trzech miesięcy, nie miało precedensu w dotychczasowej literaturze. Cyceron nie uzależniał ocen od osobistej sympatii czy przynależności mówców do obozów politycznych, przedstawił ich galerię od największych do zupełnie poślednich. Nie zabrakło podtekstów politycznych, gdyż problemy literackie nie pozwoliły Cyceronowi zapomnieć o nurtującym go niepokoju. W dyskusjach przebija żal nie tylko nad upadkiem wspaniałej retoryki, ale również nad końcem republiki.
Bezpośrednio po Brutusie napisał Paradoxa stoicorum („Paradoksy stoickie”). Teza, że cnota sama przez się wystarcza do szczęścia, była dla Cycerona pocieszeniem. Postanowił wykazać, że dobrem jest jedynie to, co piękne; że cnota wystarcza do osiągnięcia szczęścia; że wszystkie przewinienia i cnoty są równe; że każdy głupiec jest szaleńcem; że jedynie mędrzec jest wolny; że jedynie mędrzec jest bogaty; że jedynie mędrzec jest obywatelem, podczas gdy głupcy są wygnańcami. Tezy te starał się udowodnić, posługując się przykładami z rzymskiego życia politycznego i własnych doświadczeń. Tezą o „wolności prawdziwej” bronił, tak jak wówczas mógł i potrafił, wolności politycznej ludzi, którzy musieli żyć pod dyktaturą Cezara, czyli „w niewoli”.

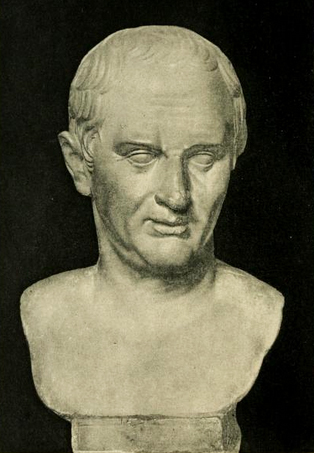
Popiersie Cycerona w wieku około 60 lat. Prawdopodobnie wykonane w I wieku. Muzeum Prado w Madrycie

Jeszcze zanim opublikował Brutusa, około 20 kwietnia 46 roku, nadeszła wiadomość o bitwie pod Tapsus w Afryce i pogromie resztek pompejańczyków. Według relacji Cycerona, życie w stolicy w tych dniach nie było przyjemne, gdyż cezarianie pysznili się zwycięstwem i patrzyli na innych jak na zwyciężonych. Cyceron zastanawiał się w liście do Warrona nad planami na przyszłość. Jeśliby nas ktoś chciał użyć do odbudowania Rzeczypospolitej nie tylko jako budowniczych, lecz nawet jako cieślów, ociągać się nie będziemy, owszem, z ochotą się stawimy. Jeżeli nikt naszej pomocy potrzebować nie będzie, nie przestaniemy pisać i czytać dzieł o polityce, służąc Rzeczypospolitej jeśli nie w senacie i na forum, to przynajmniej nauką, dziełami i badaniami, odnoszącymi się do praw i obyczajów. Aby uczcić pamięć długoletniego przyjaciela, obok Cycerona najważniejszego lidera stronnictwa republikańskiego, z początkiem lipca ukończył Pochwałę Katona. Wstrzymał się jednak z jej publikacją, bowiem z Afryki do Rzymu wrócił zwycięski Cezar.
Cyceron starał się wykorzystywać swoją sławę dla obrony tych z jego przyjaciół i sojuszników politycznych, którzy przeżyli wojnę i przebywali na wygnaniu. We wrześniu po raz pierwszy od siedmiu lat przemówił w senacie, dziękując Cezarowi za łaskę okazaną Markowi Marcellusowi.
W listopadzie powrócił do pracy w sądach i zaczął bronić ludzi oskarżonych przez dyktatora. Pierwszą tego typu sprawą była obrona Kwintusa Ligariusza, którą zrelacjonował Plutarch: a kiedy Cyceron podjął się obrony Ligariusza, Cezar miał podobno powiedzieć do swoich przyjaciół: „Cóż szkodzi po dłuższej przerwie posłuchać znów mowy Cycerona? Tamten i tak jest już dawno osądzony jako nikczemnik i wróg.” Kiedy jednak Cyceron zaczął przemawiać, od razu wywarł silne wrażenie. W miarę jak dalej mówił, wzbudzając coraz to inne uczucia i coraz większy zachwyt, twarz Cezara zaczęła się mienić i ujawniać nurtujące go uczucia. Wreszcie, gdy mówca wspominał o zmaganiach pod Farsalos, Cezar przestał nad sobą panować, z rąk wypadły mu jakieś pisma. Ostatecznie, zniewolony mową, darował winę oskarżonemu.
Jeszcze latem 46 roku Cyceron zabrał się do następnego dzieła, które zatytułował Orator („Mówca”). Do dawnych tez, w których podkreślał konieczność ogólnego wykształcenia retora, dodał nowe. Na własnym przykładzie wykazywał, że „prawdziwym mówcą” może być ten tylko, kto swobodnie potrafi się posługiwać wszystkimi stylami. Orator został opublikowany pod koniec 46 roku, a jego kopie były w Rzymie rozchwytywane. Wobec kilku polemik, jakie wywołało to dzieło, Cyceron opracował krótkie pismo De optimo genere oratorum („O najlepszym rodzaju mówców”). Stwierdził w nim, że przykładem najlepszego retora jest Demostenes, który potrafił posługiwać się wszystkimi stylami literackimi. Do dzieła dołączone były przekłady mów Demostenesa, które się nie zachowały.
Po dobrym przyjęciu Oratora, gdy Cezar przebywał w Hiszpanii, Cyceron zdecydował się opublikować  Pochwałę Katona. Odniósł niebywały sukces, dzieło było „na ustach wszystkich”. Pobudził innych autorów do wydania własnych „Katonów”, w których wychwalano wartości republikańskie. W odpowiedzi posypały się cezariańskie „Antykatony”.

### W Tuskulum

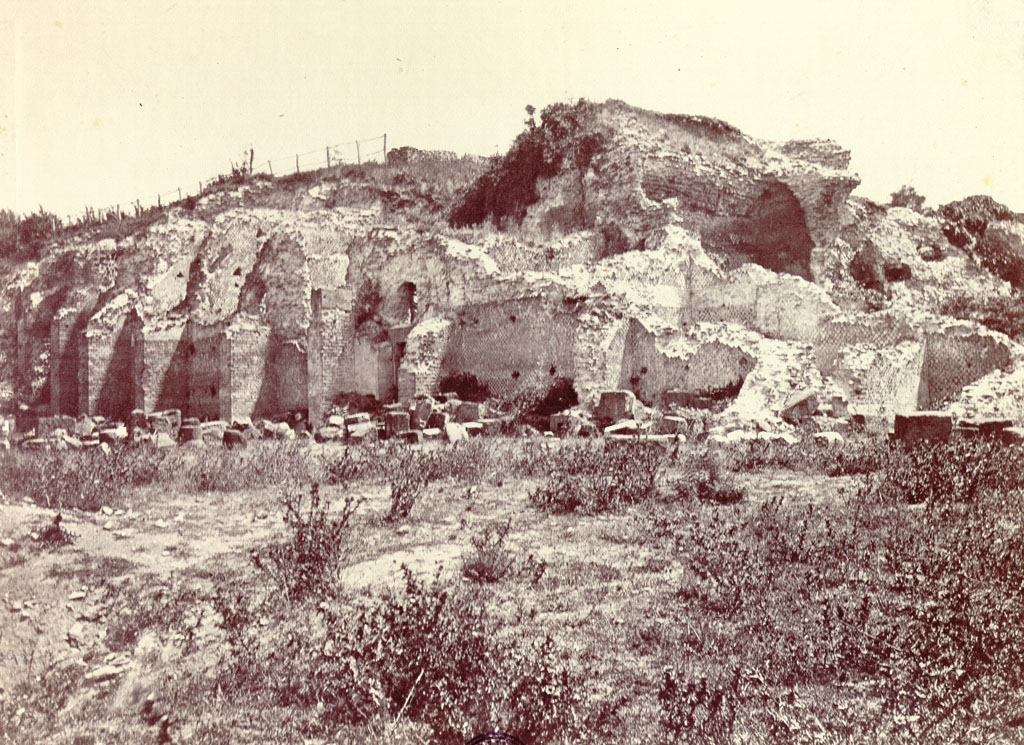
Ruiny rzymskiej willi w Tuskulum. Uważane za pozostałości, odbudowanego przez cesarza Trajana, domu Cycerona (fotografia z 1891)

Po rozwodzie z Terencją dokuczały Cyceronowi trudności finansowe. Pod koniec 46 roku zaczął myśleć o małżeństwie, które by podreperowało jego stan majątkowy. Swatano go z Pompeją, wdową po Faustusie Sulli, oraz inną jeszcze kobietą, której nazwiska w liście nie wymienia, choć zaznacza: nie widziałem nigdy nic brzydszego. Wybór padł na młodziutką i bogatą sierotę Publilię, której majątkiem się opiekował. Finanse, a nie uroda wybranej – jak to stwierdził w zaginionej biografii Cycerona jego wyzwoleniec Tyron – zadecydował o drugim małżeństwie. Związek sześćdziesięcioletniego mężczyzny z dwudziestoletnią dziewczyną wywołał w Rzymie pełne oburzenia komentarze. Podkpiwano z Cycerona, że w tak późnym wieku żeni się z dziewicą. Jak twierdził Kwintylian, miał na to podobno odparować: „jutro będzie kobietą”. Jego była żona Terencja stwierdziła, że na starość stracił głowę.
Jednak w lutym 45 roku spotkał Cycerona najcięższy cios w życiu – w połogu zmarła jego ukochana córka Tullia. Z jej śmiercią odszedł ostatni członek rodziny, z którym był głęboko uczuciowo związany. Drażniła go obecność Publilii, którą podejrzewał o skryte zadowolenie ze śmierci pasierbicy. Zapragnął uciec z domu, w którym wszystko przypominało mu zmarłą, i od nowej rodziny. Schronił się w swojej posiadłości w Tuskulum, w której żył samotnie i skąd rzadko wyjeżdżał. W tej samotności – zwierzył się Attykowi – nie mam z kim porozmawiać. Rankiem zapuszczam się w gęsty i cienisty las, który opuszczam dopiero wieczorem. Poza tobą nic mi nie jest tak drogie jak samotność. W samotności rozmawiam z książkami i tylko płacz mnie od nich odrywa. Wstrzymuję się, jak mogę, lecz ból jest silniejszy.

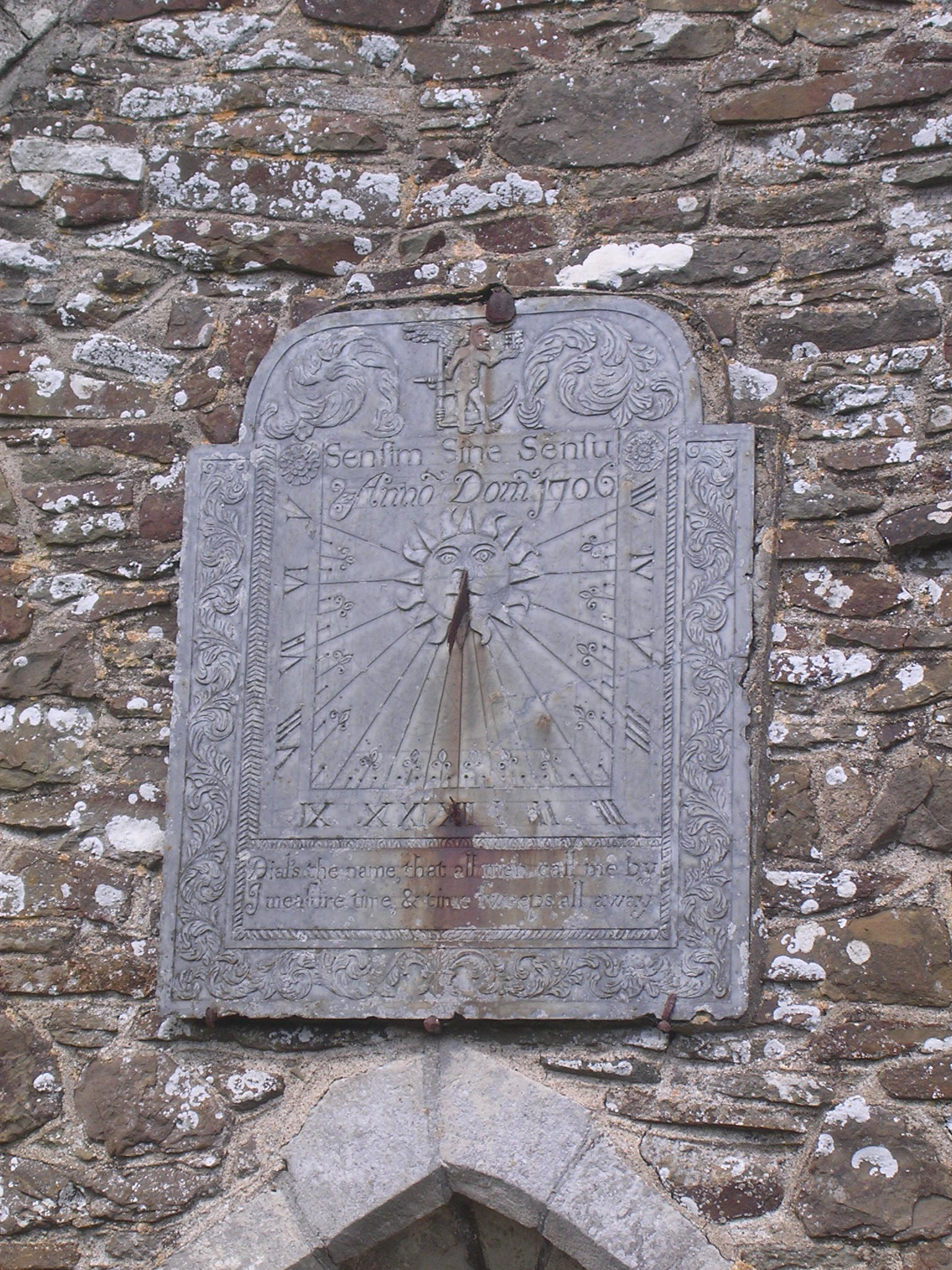
Zegar słoneczny z 1706 na kościele w Bondleigh, w angielskim hrabstwie Devon. Motto zaczerpnięto z Cycerona: sensim sine sensu aetas senescit. Nieprzetłumaczalna gra łacińskich słów: „stopniowo i niepostrzeżenie nadchodzi starość” (De senectute 11, 38)

Zagłębiając się w lekturę rozpraw o cierpieniu, Cyceron przeczytał traktat filozofa Krantora O boleści i na nim oparł się, pisząc w lutym słynne Consolatio („Pocieszenie”). Dzieło to wywarło olbrzymi wpływ na piśmiennictwo starożytne. Pod względem literackim było nowatorskie, studiowali je m.in. św. Hieronim, św. Ambroży czy Laktancjusz, jednak nie dochowało się do czasów współczesnych. Zawierało zestawienie wypadków śmierci najsławniejszych ludzi w państwie.
W marcu, w dialogu Hortensius („Hortensjusz”), napisał o pocieszeniu jakie daje filozofia. Pismo to zaginęło, ale uczeni odtworzyli jego duże fragmenty z obszernych cytatów, które w swoich pracach zamieścili m.in. św. Augustyn, Marcjan Kapella czy Serwiusz. Cyceron wyraził w nim przeświadczenie, że filozofia uzbraja człowieka przeciw wszelkim przeciwnościom losu. Stwierdził, że jeśli nie ma życia pozagrobowego, to filozofia pozwala lżej znieść życie doczesne – jeśli zaś istnieje życie pozagrobowe, to jej potrzeba jest bodaj jeszcze większa. Dialog ujęty był w piękną formę literacką, a liczne przykłady zaczerpnięte z historii rzymskiej.
W maju ukończył dwie księgi Rozpraw akademickich. Była to pierwsza redakcja tego dzieła, z której zachowała się jedynie druga księga zatytułowana Lukullus. W następnych miesiącach Cyceron przeredagował Akademiki do czterech ksiąg. Opisał w nich historię Akademii platońskiej. W formie dialogu wyłożył spór między przedstawicielami tzw. czwartej i piątej Akademii na temat teorii poznania. Podkreślił, że tworzenie nowych systemów nie jest jego zamierzeniem, a czytelnik winien wybrać ten pogląd, który uzna za najbardziej przekonujący.
Równocześnie z Rozprawami akademickimi ukończył Cyceron pięć ksiąg De finibus („Problemy najwyższego dobra i zła”), nad którymi pracował od marca do końca czerwca. Podsumował je w liście do Attyka następująco: w pięciu skończonych księgach „De finibus” wykładam naukę epikurejczyków przez usta Lucjusza Torkwata, naukę stoików przez usta Marka Katona, perypatetyków przez usta Marka Pizona. Wprowadzam osoby nieżyjące, żeby nie wzbudzić zazdrości między żyjącymi. Dzieło jest pod względem literackim mało jednorodne, co wynika z ogromu materiału, który udało się Cyceronowi zebrać. Wiele obrazowych przykładów miało pomóc czytelnikowi zrozumieć tezy. Szczególny jest zwłaszcza wstęp do księgi piątej, w którym wspomina własną młodość. Chociaż Cyceron tylko referuje poglądy etyczne różnych szkół filozoficznych, to jednak zdecydowanie zwalcza pogląd, że nie można stopniować dobra i zła – jest jego zdaniem różnica pomiędzy tym, kto bije niewolnika, a tym, kto bije własnego ojca.
W lipcu Cyceron rozpoczął pisać Rozmowy tuskulańskie, które popularnie nazywa się Tuskulankami. W dziele tym chciał dać czytelnikowi skuteczną broń przeciw najrozmaitszym przeciwnościom losu w walce o szczęście. Pierwsza księga mówi o pogardzie dla śmierci, druga o znoszeniu bólu, trzecia o łagodzeniu zmartwień, czwarta o afektach burzących spokój umysłu, piąta, poświęcona centralnemu problemowej całej filozofii, poucza, że do osiągnięcia szczęścia wystarczy sama cnota. W przeciwieństwie do poprzednich dialogów, osoby dyskutujące w Tuskulankach pozostały anonimowe. Pięć ksiąg odtwarzało pięć rozmów, które miały odbyć się w pięciu kolejnych dniach w willi Cycerona. Napisane z wielkim talentem i ciepłem, kreślą ideał mędrca „któremu sama cnota wystarcza do szczęścia”. Ten ideał pozwalał łatwiej znosić Cyceronowi problemy polityczne i rodzinne.
W końcu sierpnia rozpoczął pracę nad dialogiem De natura deorum („O naturze bogów”). Przedstawił w nim stanowiska różnych szkół filozoficznych o istocie bóstwa. Chodziło mu przede wszystkim o szkołę stoicką i epikurejską oraz ich krytykę z punktu widzenia sceptycznej Akademii. Podsumowując dialog w trzeciej księdze, Cyceron uznał za pokonaną jedynie materialistyczną naukę Epikura, natomiast stoicka teza o opatrzności bożej kierującej światem, nie została potępiona.

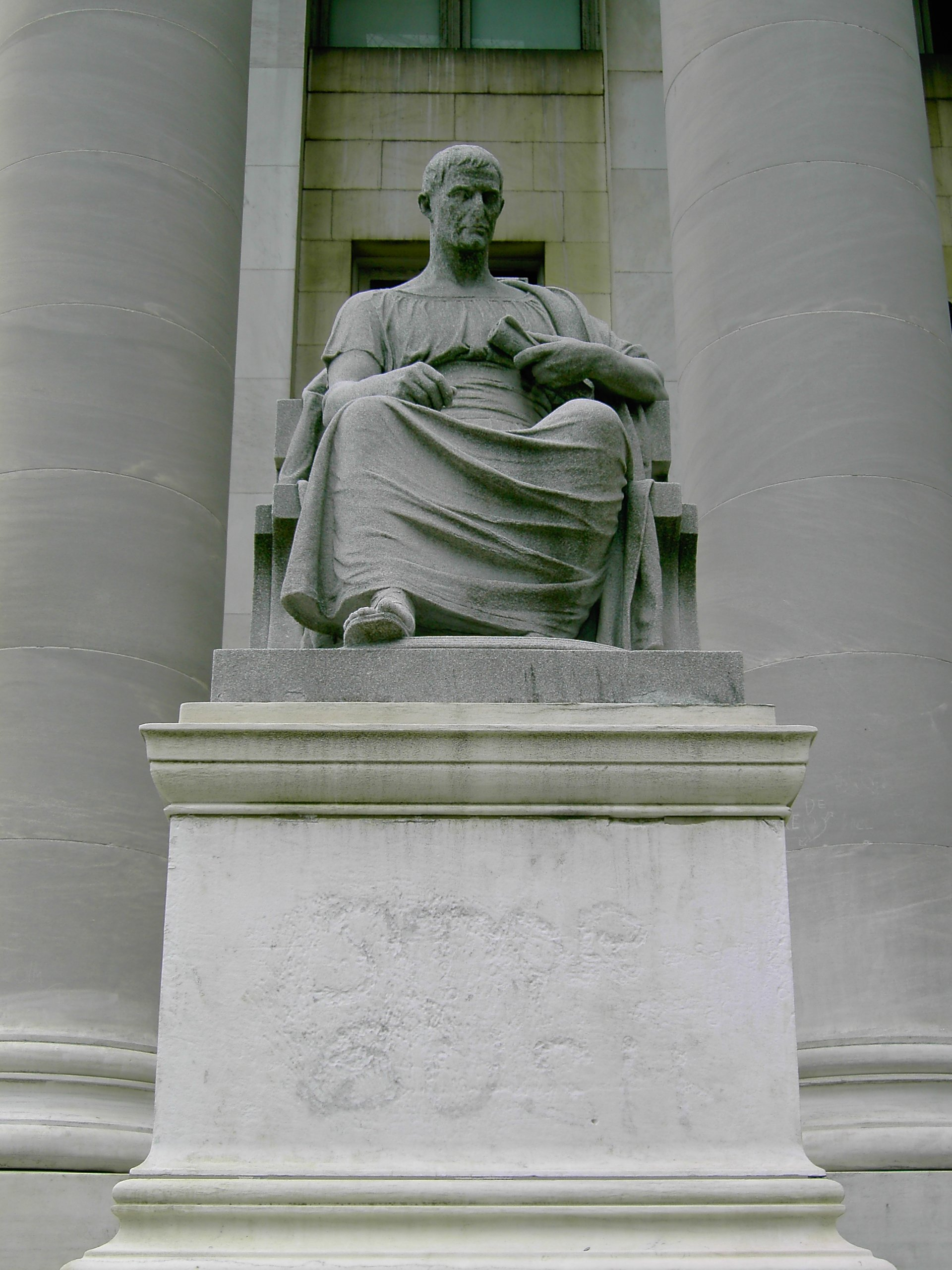
Pomnik Cycerona jako uczonego, przy Woolsey Hall, na terenie Uniwersytetu Yale (New Haven w stanie Connecticut)

We wrześniu Cyceron wymienił uprzejme listy z Cezarem. Dyktator polemizował z Pochwałą Katona pisząc i przesyłając Arpinacie własne Antykatony. W październiku po raz pierwszy powrócił na krótko do Rzymu, po powrocie Cezara z Hiszpanii. W listopadzie wystąpił z mową obrończą w sprawie króla Galacji Dejotara, oskarżonego przez swego wnuka o przygotowywanie zamachu na życie Cezara. W grudniu Cezar odwiedził Cycerona w jego willi.
Jednak nie mogąc i nie chcąc brać udziału w życiu publicznym, Cyceron zajmował się nadal zagadnieniami filozoficznymi, pisząc przez całą jesień. Wyszedł wówczas spod jego pióra dialog De divinatione („O znakach bożych”). Krytykował w nim wiele wypaczeń religii rzymskiej, jednak nie kwestionował użyteczności tej instytucji publicznej, ale jedynie jej nadużywanie do celów politycznych.
Cyceron nic nie wiedział o planowanym zamachu na życie Cezara. Mimo że jednym ze spiskowców był jego przyjaciel Brutus, znana była powszechnie odraza Cycerona do spisków i skrytobójstw. Zdaniem Plutarcha spiskowcy przypuszczali, że Cyceron będzie odwodził ich od zamachu i chcieli go postawić przed faktem dokonanym. W liście do Attyka Cyceron tak wspominał 15 marca 44 roku: pamiętasz, jak w dzień śmierci Cezara, kiedy spiskowcy udali się na Kapitol, wołałem, żeby pretorowie zwołali tego samego dnia senat na Kapitol. Bogowie nieśmiertelni! Czegóż nie można było dokazać w chwili, kiedy dobrze myślący obywatele – ba, nawet mniej gorliwi – cieszyli się, a źli upadli na duchu. Spiskowcy nie poszli jednak za jego radą i nie wykorzystali zamieszania, jakie zapanowało w pierwszej chwili po zamachu. Już wtedy zginęliśmy – podsumował Cyceron.
Co prawda na zwołanym 17 marca posiedzeniu Cyceron przekonał senatorów do ogłoszenia amnestii, ale nadal nie włączał się aktywnie do życia politycznego. W prywatnych listach nie krył zadowolenia z końca dyktatury, ale nie był optymistą. Nie podobały mu się posunięcia spiskowców, których oficjalnie nie poparł. O jego neutralność zabiegali Marek Antoniusz i cezarianie, grożąc wojną domową. Cyceron zdecydował się więc ponownie wycofać do Tuskulum i innych podmiejskich willi. W kwietniu odwiedził go osiemnastoletni Oktawian, który szukał poparcia. Oktawiusz okazuje mi wielką przyjaźń i uszanowanie. Jego ludzie nazywają go Cezarem, ale Filip nazywa go Oktawiuszem, i ja tak samo. (...) My – jeśli mnie wszystko nie myli – nie podźwigniemy się z upadku. Chciałbym udać się gdzieś na kraniec świata.
7 czerwca zaproponowano Cyceronowi funkcję legata w Grecji. Znużony sytuacją, z której nie widział dobrego wyjścia, chętnie przyjął propozycję. Na okręt wsiadł 17 lipca. Wydawało się, że opuszcza Italię na zawsze.

### Ostatnia walka w obronie republiki
1 sierpnia 44 roku statek, na którym płynął Cyceron, zawinął do Syrakuz na Sycylii. Wobec nieprzychylnego wiatru, Cyceron zatrzymał się u swego przyjaciela Waleriusza. Tam dotarł do niego list od Brutusa i Kassjusza, w którym prosili go o przybycie 1 września na decydujące o wojnie lub pokoju posiedzenie senatu, na którym mieli się stawić wszyscy byli konsulowie i pretorzy. Prawie równocześnie nadszedł list Attyka wzywający do powrotu: zatem przybywaj! Ty, który pożądasz pięknej śmierci, miałżebyś opuścić ojczyznę?.
Sześćdziesięciodwuletni Cyceron podjął brzemienną w skutki decyzję. Zawsze był przeciwnikiem wojny domowej, po zdaniu konsulatu wzbraniał się przed przyjmowaniem najwyższych urzędów. Wiedział, że powrót oznaczał, że będzie musiał stanąć na czele republiki, co prawdopodobnie doprowadzi do wojny. Uznał to jednak za swój obowiązek. Jak pisał, wdzięczny był wiatrom, że „odwróciły od niego tę hańbę” i „na zew ojczyzny” ruszył do Rzymu.
31 sierpnia, w przeddzień posiedzenia senatu, Cyceron przybył do stolicy. Na jego spotkanie wyszły takie tłumy pełne radości i tęsknoty za nim, że prawie cały dzień zeszedł mu na powitaniach i uściskach, przy bramach miasta i po drodze. Jednak w posiedzeniu udziału nie wziął. Dowiedział się bowiem, że Antoniusz zamierza postawić wniosek prowadzący do ubóstwienia Cezara. Aby zachować pozory, wytłumaczył się zmęczeniem. Antoniusz, któremu zależało na tym, by Cyceron głosował za wnioskiem, tak dalece stracił panowanie nad sobą, że groził zburzeniem domu Cycerona.

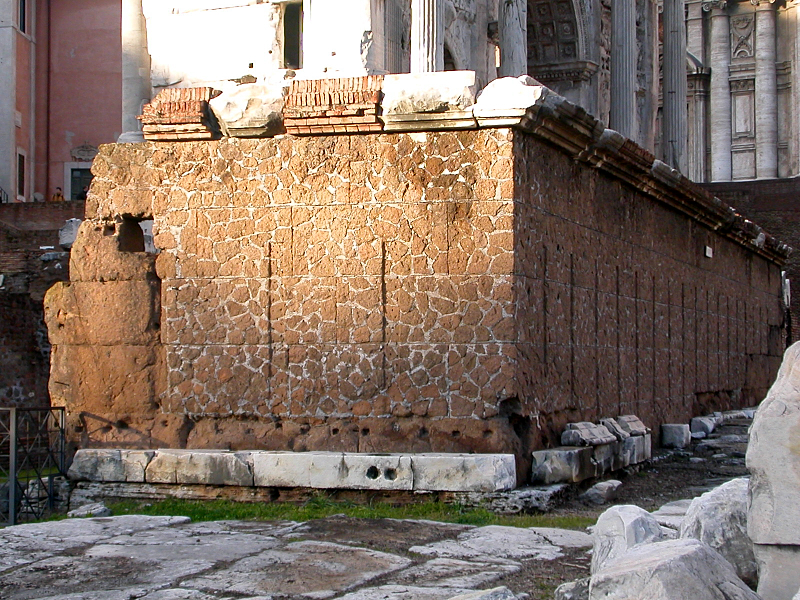
Pozostałości rostra, mównicy na Forum Romanum w Rzymie, z której wielokrotnie swoje mowy wygłaszał Cyceron

2 września na posiedzeniu senatu Antoniusz był nieobecny, zjawił się natomiast Cyceron, który wygłosił pierwszą z filipik – mów skierowanych przeciw Antoniuszowi. Była ona ostrą krytyką ustaw uchwalonych za sprawą Antoniusza i apelem do konsulów, wzywającym ich do powrotu na drogę prawa i do służby dla republiki. Wiem, jak niebezpiecznie jest narażać się człowiekowi rozgniewanemu i dzierżącemu oręż w ręku, zwłaszcza w tych czasach, kiedy miecz tak bezkarnie zabija, ale podam sprawiedliwe, jak sądzę, warunki ugody i przypuszczam, że Antoniusz ich nie odrzuci. Jeśli obelżywie będę mówił o jego życiu i charakterze, zgadzam się, by był moim największym nieprzyjacielem; jeśli jednak stosownie do mego zwyczaju powiem otwarcie, co myślę, pragnę, by mimo gniewu odniósł się do mnie jak do obywatela. Niech chwyta za broń, jeśli wymaga tego obrona, ale niechaj ta broń nie zagraża ludziom, którzy wypowiadają to, co uznają za dobre dla Rzeczypospolitej. Senatorzy byli jednak zastraszeni i tylko jeden z nich poparł mowę Cycerona. Odtąd obrady senatu zaczęły odbywać się w otoczeniu wojsk Antoniusza. Cyceron, w obawie o życie, wyjechał do swoich willi.
Na jednym z posiedzeń Antoniusz zaatakował Cycerona. Zrzucił na niego winę za skazanie katylinarczyków, przypisywał jego machinacjom zabójstwa Klodiusza i Cezara. To Cyceron miał poróżnić Cezara z Pompejuszem i doprowadzić w ten sposób do wojny domowej. W odpowiedzi Cyceron opracował na piśmie i opublikował w formie inwektywy drugą filipikę. Obrzucił w niej Antoniusza najordynarniejszymi wyzwiskami. Nazwał go rozpustnikiem, złodziejem, nikczemnikiem, łotrem, tyranem i pijakiem, który obrzyguje kawałkami potraw cuchnącymi winem cały trybunał.
1 listopada Cyceron otrzymał list od Oktawiana, który prosił o radę i obiecywał utrzymanie republiki w zamian za wsparcie przeciwko Antoniuszowi. Oktawian wkroczył po kilku dniach do Rzymu, ale musiał wycofać się przed wojskami Antoniusza. Gdy pod koniec listopada Antoniusz wyruszył do Galii, a w grudniu swoje posłuszeństwo senatowi ogłosił Brutus, stojący na czele legionów na wschodzie imperium, na posiedzeniu 20 grudnia Cyceron wygłosił trzecią filipikę. Złożył wnioski m.in. o poparcie Oktawiana oraz wypłacenia dodatkowych pieniędzy dla legionów, które stanęły po stronie republiki. Senat poparł Cycerona, który uważał, że tego dnia „rzucił podwaliny pod Rzeczpospolitą”.
Tego samego dnia Cyceron wyszedł do zgromadzonych na Forum Rzymian i wystąpił z czwartą filipiką, w której zreferował uchwały podjęte przez senat. Stwierdził, że Antoniusz jest wrogiem ojczyzny. Żywe oklaski potwierdziły, że właściwie wyczuł nastroje tłumu, więc z tym większą pasją zaatakował:  tak jest, nie tylko ludzie, ale i bogowie nieśmiertelni zgadzają się, jak widzę, na ocalenie Rzeczypospolitej. Bo jeśli niebo przez cuda i znaki wolę swą objawia, to czyż nie widzimy wyraźnie, że dla Antoniusza zbliża się godzina kary, a dla nas wolności? Lub jeśli ta jednomyślna zgoda nie mogła nastąpić bez zrządzenia bogów, to czyż możemy wątpić o ich woli?.
W listopadzie i grudniu, w przerwach między wystąpieniami publicznymi, Cyceron napisał swoje ostatnie dzieło filozoficzne – De officiis („O powinnościach”), dedykowane studiującemu w Atenach synowi. Arpinata ukończył pracę 9 grudnia, chociaż już nie zdążył wykończyć traktatu literacko. Opublikowano go najprawdopodobniej dopiero po śmierci autora. Cyceron opierał się w pierwszych dwóch księgach na zaginionym współcześnie dziele stoika Panajtiosa. W trzeciej pisał już, jak to sam określił, „na własną rękę”. W traktacie bronił tezy, że w życiu ludzi, społeczeństw czy państw najważniejszą normą moralną jest uczciwość. Twierdził równocześnie, że niekiedy trudno bez dokładnego namysłu zorientować się, co jest uczciwe – dlatego większą część swojego dzieła poświęcił szczegółowej analizie rozmaitych przykładów niejednoznacznych moralnie zachowań.
1 stycznia 43 roku, w piątej filipice, Cyceron po raz pierwszy w życiu opowiedział się za wojną. Przekonywał senat, że wszelkie układy nie mają sensu, wobec czego należy dążyć do ostatecznej rozprawy z wrogami republiki. Nie mówić o posłach, bezzwłocznie przystąpić do akcji i szybko działać; ogłosić stan wojenny, zawiesić sądy, przywdziać strój wojskowy, przeprowadzić bez żadnych zwolnień zaciąg w Rzymie oraz w całej Italii, wyjąwszy Galię. Debata nad wnioskami Cycerona toczyła się przez cztery dni. Większość została przyjęta, ale senat opowiedział się za wysłaniem do Antoniusza jeszcze jednego pokojowego poselstwa.
W szóstej filipice, wygłoszonej tego samego dnia na zgromadzeniu ludowym, Cyceron przyznał, że zwłoka może mieć także swoje dobre strony, gdyż po odrzuceniu ultimatum stanie się już całkiem jawne, że Antoniusz jest wrogiem Rzeczypospolitej. Przypomniał, iż przez dwadzieścia lat walczył ze „złymi” obywatelami, i zapewniał zebranych, że okazałby się niewdzięczny wobec ludu rzymskiego, który go wyniósł do tak wysokich godności, gdyby niezmordowanie nie walczył o jego wolność. W patetycznych słowach, przyjętych wielkim aplauzem, wezwał Rzymian do walki w obronie republiki: nie godzi się ludowi rzymskiemu, wolą bogów nieśmiertelnych przeznaczonemu na pana wszystkich ludów, schylać karku pod jarzmo niewoli. Chwila stanowcza nadeszła. Walczymy o naszą wolność. Trzeba albo zwyciężyć, Rzymianie – a zwyciężycie na pewno, będąc zgodni i bogom posłuszni – albo wszystko raczej ścierpieć niż niewolę. Inne ludy mogą ją znieść, lud rzymski umie żyć tylko w wolności.

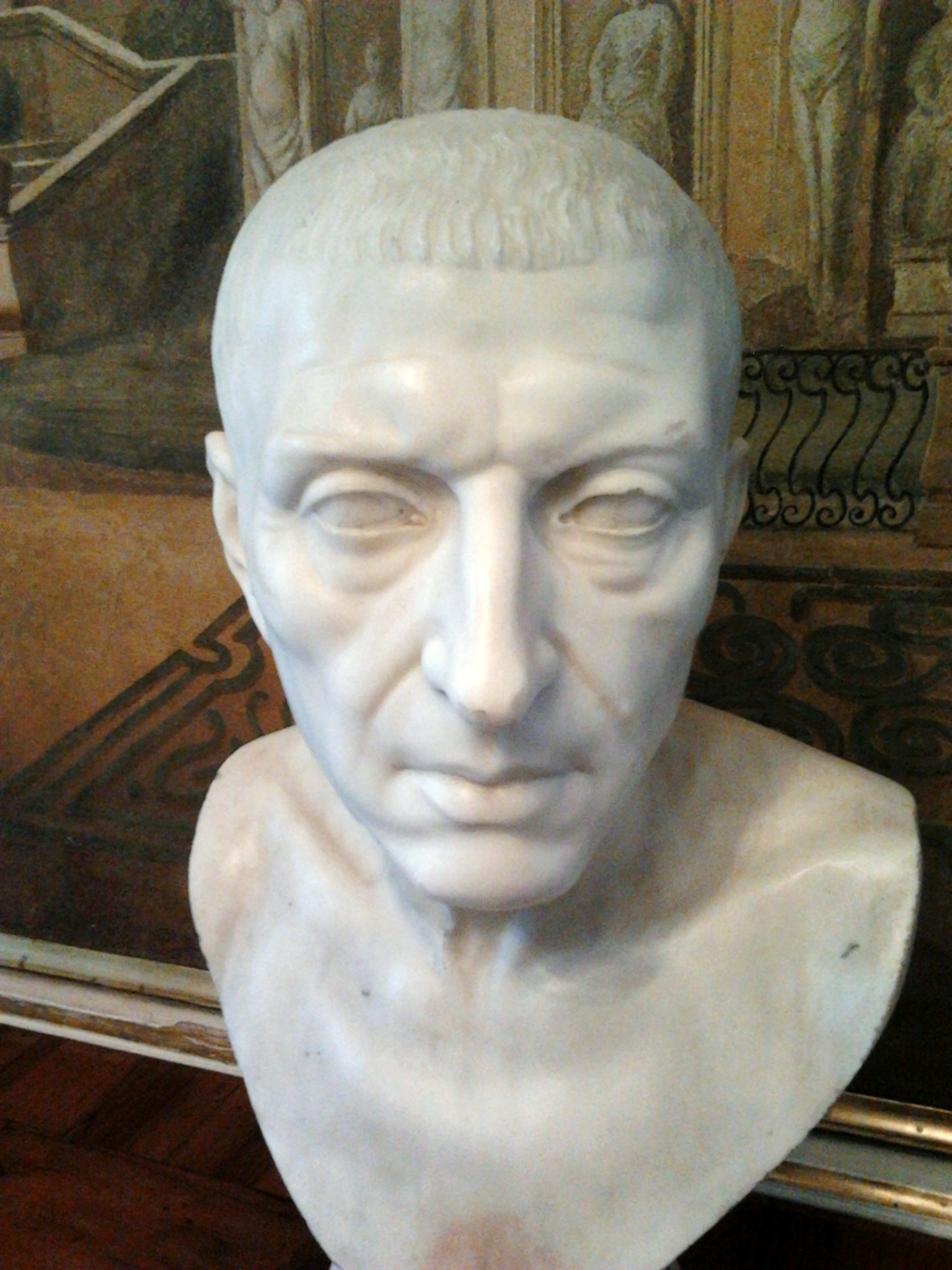
XIX-wieczne popiersie Cycerona. Pałac Myślewicki w warszawskich Łazienkach, jadalnia

Gdy stronnicy Antoniusza rozpuścili pogłoski, że Cyceron kieruje się nie dobrem państwa, lecz osobistą nienawiścią, Cyceron na posiedzeniu senatu, które odbyło się około połowy stycznia, wyjaśnił dlaczego jako zwolennik pokoju jest obecnie nieustępliwym szermierzem wojny. Mowa ta, tzw. siódma filipika, ma przejrzysty układ, zalecany przez wieki w podręcznikach retoryki. Cyceron zapytał: dlaczego nie chcę pokoju? i natychmiast odpowiedział: dlatego, że jest haniebny, że jest niebezpieczny, że jest niemożliwy. Proszę was, senatorowie, byście mnie ze zwykłą łaskawością wysłuchali, gdy będę tych trzech punktów dowodził. Pokój jest – według Cycerona – dlatego haniebny, że Antoniusz został uznany za wroga, a z wrogiem się nie paktuje. Pokój jest niebezpieczny, ponieważ Antoniusz wykorzysta go dla wzmocnienia własnej pozycji. Niemożliwy zaś jest dlatego, że nienawiść między walczącymi stronami jest tak wielka, że trwałego pokoju uzyskać się nie da. Ostrzegam was, senatorowie – tu idzie o wolność ludu rzymskiego wam powierzoną, o życie i majątek najlepszych obywateli, na które Antoniusz z nienasyconą chciwością i groźnym okrucieństwem od dawna godzi – idzie na koniec o waszą władzę, która obróci się wniwecz, jeśli jej teraz nie utrzymacie. Strzeżcie się, byście tego dzikiego i strasznego zwierza, już pojmanego i spętanego, nie wypuścili z sieci.
Pod koniec stycznia powróciło poselstwo pokojowe. Antoniusz nie zaniechał oblężenia zamkniętego w Mutynie, wiernego republice, Decimusa Brutusa i odprawił posłów. Dla Cycerona było jasne, że Antoniusza należy uznać za „wroga” i proklamować wojnę. Nie wszyscy w senacie byli jednak tego zdania, konsul Pansa zarządził stan „tumultu”, a nie „wojny”. Ponieważ debaty na ten temat trwały nadal, 3 lutego Cyceron wygłosił ósmą filipikę, w której nie oszczędził senatorów i urzędników wstrzymujących działania zbrojne. Cierpka i ostra mowa, pełna gryzącej ironii, wypowiedziana z młodzieńczym impetem, kończyła się wnioskiem, by zapewnić bezkarność tym żołnierzom Antoniusza, którzy przejdą na stronę republiki. Prawdopodobnie nazajutrz wygłosił Cyceron dziewiątą filipikę, w której uczcił pamięć zmarłego posła, Serwiusza Sulpicjusza.
W połowie lutego Cyceron, w dziesiątej filipice, wystąpił z wnioskiem, by senat powierzył Brutusowi zarząd opanowanych już przez niego prowincji oraz zlecił mu, by „z siłami swymi stał jak najbliżej Italii”. Przemówienie zostało uwieńczone sukcesem – Brutus, który już de facto miał w swym ręku trzy prowincje, obecnie na mocy uchwały senatu otrzymał je de iure. Pod koniec lutego dowiedziano się, że stronnik Antoniusza Publiusz Korneliusz Dolabella zamordował prokonsula Azji Gajusza Treboniusza. Cyceron wygłosił jedenastą filipikę, w której skutecznie zaapelował o uznanie Dolabelli za wroga państwa i wysłanie przeciw niemu wojska. Gdy na początku marca zasiadający w senacie stronnicy Antoniusza próbowali przeprowadzić uchwałę o wysłaniu kolejnego poselstwa pokojowego. Cyceron w dwunastej filipice oskarżył ich o granie na zwłokę, a senat przychylił się do jego zdania. 20 marca wystąpił przeciwko pokojowym propozycjom namiestnika Hiszpanii Lepidusa w namiętnej, trzynastej z kolei filipice.
Pod koniec marca wojska republikańskie, pod dowództwem konsula Pensy, wyruszyły przeciwko Antoniuszowi. W połowie kwietnia nadeszła do Rzymu wiadomość o zwycięstwie odniesionym przez Antoniusza nad oddziałami Pansy i jego marszu na Rzym. Zwolennicy Antoniusza gromadzili się przed kurią Pompejusza, w miejscu gdzie zamordowano Cezara, i gotowali się do opanowania miasta. Równocześnie rozpowszechniano pogłoski, że 21 kwietnia, w dniu święta Pariliów, Cyceron ma zamiar dokonać zamachu stanu i sięgnąć po władzę dyktatora. 20 kwietnia, na zgromadzeniu ludowym, Cyceron jeszcze raz przekonał do siebie lud rzymski, który jednogłośnie zakrzyknął, że Cyceron zawsze najlepiej odnosił się do Rzeczypospolitej. Kiedy w dwie godziny po zgromadzeniu przyszła wiadomość o zwycięstwie konsulów i Oktawiana nad wojskami Antoniusza, koło Forum Gallorum przy via Aemilia, Cyceron „niemal w tryumfie” został zaprowadzony na Kapitol, a potem odprowadzony do domu. Wspominając w senacie te chwile, powiedział: wtedy jest – zdaniem moim – słuszny i prawdziwy tryumf, kiedy wszyscy obywatele zgodnie wydają świadectwo dobrze zasłużonym ojczyźnie. Bo kiedy wśród powszechnej radości ludu rzymskiego mnie jednemu składano gratulacje, było to wielką oznaką szacunku; kiedy mnie jednemu dziękowano, był to zaszczyt jeszcze większy. Skoro jednak i jedno, i drugie przypadło mi w udziale, nic wspanialszego wymyślić już nie można.
Nazajutrz, w patetycznym, doskonale skonstruowanym przemówieniu w senacie, Cyceron osiągnął szczyty retoryki, których nigdy już nie miał przekroczyć. Była to jego ostatnia mowa, czternasta filipika. Stwierdził w niej, że po przyjęciu suplikacji dziękczynnej, którą uchwala się jedynie w razie zwycięstwa nad wrogiem, Antoniusz i jego zwolennicy zostaną napiętnowani jako „nieprzyjaciele”. Rozprawił się też z niechętnymi mu politykami i wskazywał na nich, jako na inspiratorów oszczerstw rzucanych na niego.
Walna bitwa z wojskami Antoniusza pod murami Mutyny zakończyła się zwycięstwem republikanów. Wieść dotarła do Rzymu 25 kwietnia i wywołała powszechny entuzjazm, ale równoczesna wiadomość o śmierci konsulów tłumiła radość. W chwili kiedy należało ścigać pobitego Antoniusza, zabrakło obu dowódców, a Oktawian – jak się niebawem okazało – nie zamierzał walczyć dalej u boku republikanów. W maju Antoniusz zawarł sojusz z dysponującym wojskami z Hiszpanii Lepidusem. 30 czerwca na wniosek Cycerona senat uznał także Lepidusa za „wroga” i uchwalił nowe podatki wojenne.
Ostatni zachowany list Cycerona nosi datę 17 lipca 43 roku. Zastanawiał się w nim nad poglądami Oktawiana na temat zachowania republiki. Mam jednak jeszcze jakąś nadzieję, że utrzymam go, choć wielu chce mi go wydrzeć. Ma on charakter, ale jego wiek jest podatny, i wielu chce go zepsuć. Choć wzrok jego jest bystry, liczą na to, że omamią go blaskiem fałszywych zaszczytów. Tak więc do innych dołączyła się jeszcze ta troska, że nie chcąc, by mnie posądzono o lekkomyślność, na wszelki sposób dążyć muszę do utrzymania na dobrej drodze tego młodzieniaszka.

### Śmierć

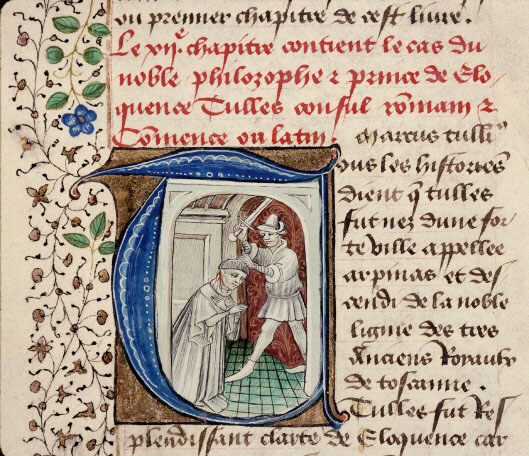
Śmierć Cycerona. Inicjał w rękopisie z 1440 roku (Les cas des nobles hommes et femmes. Rouen, BM, ms. 1440, f. 213v)

Pod koniec lipca 43 roku delegacja czterystu centurionów i żołnierzy Oktawiana wystąpiła w senacie z żądaniem konsulatu dla
swego wodza, grożąc użyciem siły. Odmowa senatu i pełna ironii uwaga Cycerona, skierowana do centuriona wyciągającego miecz z pochwy, spowodowały, że kilka dni później Oktawian, podobnie jak sześć lat wcześniej Juliusz Cezar, przekroczył na czele oddziałów Rubikon, oddzielający Italię od prowincji, i szybkim marszem podążył na Rzym. Na wniosek Cycerona w pierwszych dniach sierpnia uchwalono w senacie tak zwaną „uchwałę ostateczną”. Przeciwko Oktawianowi skierowano dwa legiony. Oba przeszły na stronę Oktawiana, a on sam po kilku dniach stanął na czele swych wojsk na wzgórzach wznoszących się na północ od Kwirynału. Senat był bezbronny. Oktawian na czele zbrojnych oddziałów wkroczył do Rzymu, wojska broniące stolicy skapitulowały.
Cyceron po raz ostatni w życiu opuścił Rzym. Odchodząc do swoich książek, wystosował do Oktawiana niezachowany list, w którym dziękował za zwolnienie z udziału w posiedzeniach senatu.
Tragedia obozu republikańskiego dobiegała końca. Wojska nie chciały już walczyć i nic nie stało na przeszkodzie do zjednoczenia wszystkich cezarianów. Konferencja trzech głównych wodzów na małej wysepce na rzece Renus, na północ od Bononii, zakończyła się pełnym porozumieniem. Jeśli miano zniszczyć obóz republikański, należało zlikwidować przede wszystkim przywódców. Skonfiskowane majątki proskrybowanych miały być rozdane zwycięskim żołnierzom. Na liście pierwszych proskrybowanych znalazło się nazwisko Marka Cycerona. O jego życie toczyła się podobno trzydniowa walka między Oktawianem a Antoniuszem. Zgodnie z relacją Plutarcha największy spór rozgorzał wokół sprawy proskrybowania Cycerona. Antoniusz nie chciał słyszeć o żadnym porozumieniu bez uprzedniego stracenia tego człowieka, w czym popierał go Lepidus, a Cezar usilnie sprzeciwiał się jednemu i drugiemu. W pobliżu miasta Bononii odbywały się przez trzy dni tajne spotkania, w których tylko oni brali udział. Schodzili się w miejscu otoczonym wodami rzeki, z dala od wojsk i obozów. Przez dwa pierwsze dni Cezar prowadził podobno zaciętą walkę o życie Cycerona; trzeciego dnia jednak ustąpił i wydał go.

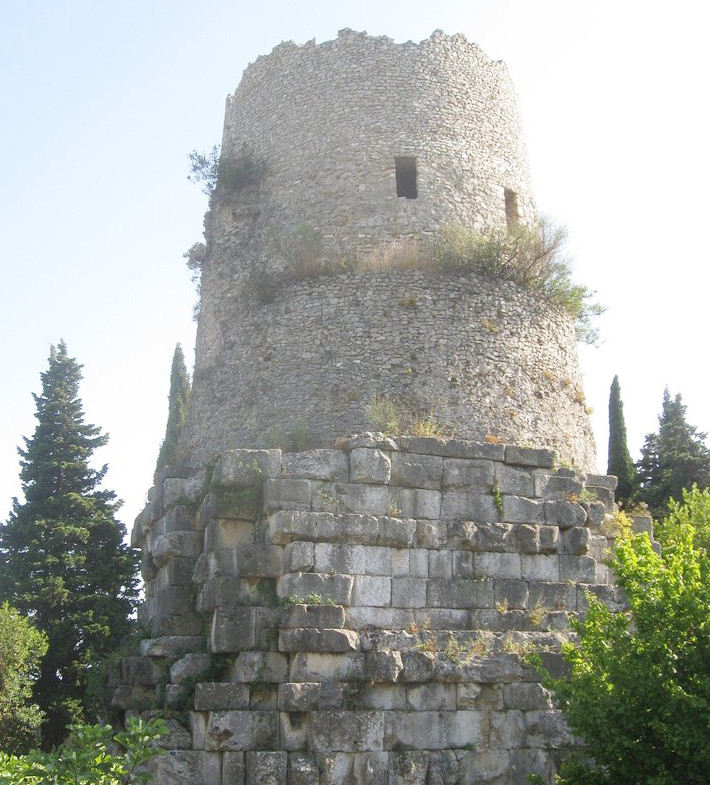
Domniemany grób Cycerona przy Via Appia, w pobliżu Formii. Budowla z I wieku przed Chrystusem o podstawie 18 metrów kwadratowych, wykonana z bloków wapiennych pokrytych marmurem. Zgodnie z tradycją w tym miejscu został zabity i pochowany Cyceron

Wobec zaginięcia listów Cycerona z tego okresu, nie można odtworzyć jego losów w końcowych miesiącach życia, kiedy znalazł się na liście proskrypcyjnej. Z przekazów Plutarcha i innych biografów można wnioskować o dręczącej go niepewności i niezdecydowaniu. Stracił już wiarę w zwycięstwo. Opuszczając Italię, mógł uratować życie, ale pogłębiała się w nim rezygnacja, której niejednokrotnie dawał wyraz, pisząc, że niewiele dni żywota mu pozostaje i że nie warto żyć, gdy nie ma Rzeczypospolitej.
Najobszerniej o jego śmierci napisał Plutarch: po wielu niespokojnych rozmyślaniach i coraz to nowych postanowieniach kazał służbie, by go odwiozła do portu Kajety, gdzie miał nad morzem posiadłość i miłe miejsce odpoczynku na czas letnich upałów, kiedy wieją tam bardzo przyjemne, coroczne wiatry północne. (...) W owej chwili nadeszli oprawcy: setnik Herenniusz i trybun wojskowy Popiliusz, którego Cyceron obronił niegdyś w procesie o ojcobójstwo, a z nim grupa pomocników. Zastawszy drzwi domu zamknięte, wyłamali je, ale Cycerona już tam nie było. Służba mówiła, że nie wie, gdzie pan przebywa. Dopiero jakiś młody człowiek imieniem Filologus, wychowanek i uczeń Cycerona, a wyzwoleniec brata Cyceronowego Kwintusa, powiedział trybunowi, że służba poniosła go w lektyce przez park i ocienione ścieżki w kierunku morza. Trybun wziął więc ze sobą kilku ludzi i ruszył z nimi okrężną drogą do wyjścia, a Herenniusz pobiegł przez park ścieżkami. Widząc go, Cyceron kazał służbie przystanąć i trzymając się lewą ręką za brodę, bo taki miał zwyczaj, wzrokiem niewzruszonym spojrzał na siepaczy. Twarz miał zarośniętą, okrytą kurzem i ściągniętą od trosk, tak że w chwili, gdy Herenniusz zadał mu cios śmiertelny, prawie wszyscy zamknęli oczy. Z lektyki podał szyję pod miecz i tak został zabity – w sześćdziesiątym czwartym roku życia.
Inni pisarze podali nieco odmienne szczegóły ostatnich chwil Cycerona. Liwiusz, Appian i Waleriusz Maksymus wymieniają jako mordercę Gajusza Popiliusza Lenasa, a Kasjusz Dion napisał o przekłuciu języka Cycerona szpilką przez Fulwię, żonę Antoniusza. Liwiusz twierdził, że wierni niewolnicy gotowi byli go bronić, ale Cyceron, ujrzawszy siepaczy, kazał lektykę postawić na ziemi i wychyliwszy głowę spokojnie podał ją pod cios oprawcy.
Od ciała Cycerona, na rozkaz Antoniusza, odcięto ręce oraz głowę i zawieziono do Rzymu. Tam je przybito do mównicy na Forum Romanum, z której tak często przemawiał.

## Poglądy

### Filozofia

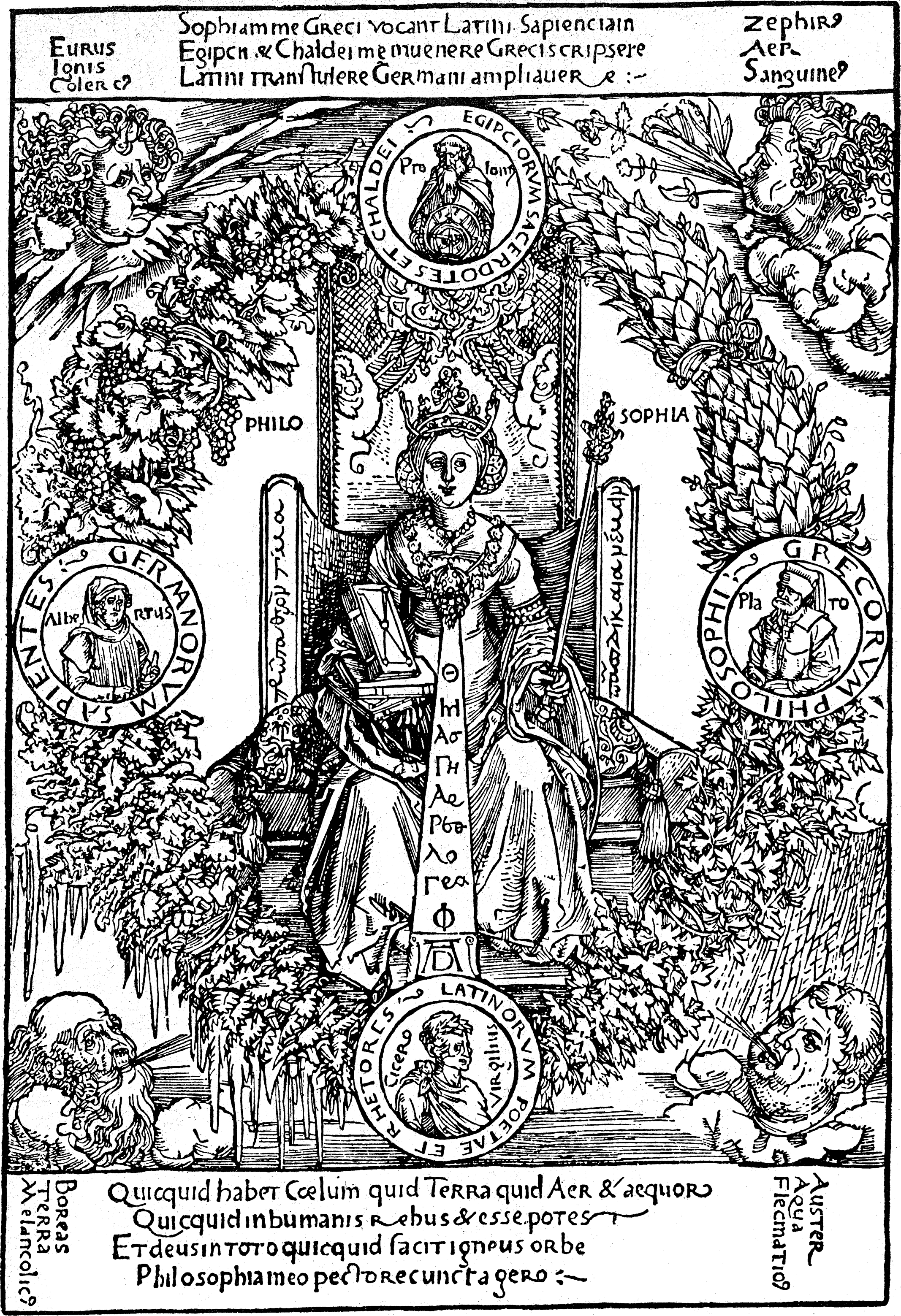
Personifikacja filozofii, drzeworyt Albrechta Dürera z 1502. Cyceron reprezentuje mądrość Rzymian (obok Platona reprezentującego Greków, Ptolemeusza reprezentującego Egipcjan i Alberta Wielkiego reprezentującego Niemców)

Cyceron uznawany jest za najwybitniejszego przedstawiciela filozoficznego eklektyzmu w starożytnym Rzymie. Był kontynuatorem myśli Filona z Laryssy i nie sformułował żadnej własnej, oryginalnej koncepcji. Jego znaczenie polega na wpływie jaki wywarł, będąc „najskuteczniejszym, najszerszym i najbardziej okazałym pomostem, przez który filozofia grecka przeszła na obszar kultury rzymskiej, a potem na cały Zachód”. Cyceron był drugim, po Lukrecjuszu, rzymskim filozofem. Pisał po łacinie, niedostosowanej do rozważania problematyki filozoficznej i zmuszony był szukać nowych słów, najczęściej przez latynizację słów greckich czy tworzenie neologizmów (np. qualitas, essentia, perceptio, moralis). Przez łacinę, stały się one częścią także słownictwa filozoficznego wielu języków nowożytnych.
Cyceron zestawiał ze sobą poglądy różnych szkół filozoficznych, starając się określić, które z nich są najbardziej prawdopodobne (eklektyczny probablizm). Obok wartości metodologicznej, takie zestawienie było też jego zdaniem doskonałym ćwiczeniem wymowy. Cechował go umiarkowany sceptycyzm, co do możliwości jednoznacznego określenia prawdy. To, że wybitni myśliciele nie byli w stanie zgodzić się co do żadnych podstawowych prawd, wskazuje jego zdaniem, że prawda jest nieosiągalna, a jedyne co człowiekowi pozostaje, to zbliżające się do prawdy prawdopodobieństwo.
W niewielkim stopniu interesował się filozofią przyrody, kwestiami metafizycznymi i religijnymi. Jego najważniejsze dzieła poświęcone były tematyce etycznej. Etyka nie była dla niego dyscypliną kontemplacyjną, lecz praktyczną. Podobnie jak w pozostałych obszarach refleksji, także tutaj nie wprowadził zasadniczych nowości, ograniczając się do eklektycznego łączenia znanych stanowisk. Odrzucał etykę epikurejską, czołowe znaczenie przyznając stoicyzmowi, zmieniając go jednak pod wpływem arystotelizmu i platonizmu.
Przede wszystkim odrzucił stoicki elitaryzm, uznający, że tylko mędrzec jest cnotliwy. Według Cycerona nikt ze śmiertelnych nie dostąpił prawdziwej cnoty, należy się więc zająć problemami codziennego życia. Rygoryzm stoicyzmu uległ u niego złagodzeniu i duża część pism etycznych Cycerona poświęcona jest fenomenologicznym analizom różnych sytuacji moralnych.
Dla Cycerona filozofia była pocieszycielką w najcięższych chwilach i najbardziej osobistych przeżyciach człowieka. Jego inwokacja do filozofii, wygłoszona w Tuskulankach, ma formę modlitwy: o filozofio, przewodniczko życia! Ty, która zgłębiasz cnoty, zwalczasz wady. Czym bylibyśmy nie tylko my, ale w ogóle życie ludzkie bez ciebie? (...) Do ciebie się uciekam, proszę o pomoc. Jak kiedyś w ogromnej mierze, tak teraz całkowicie Ci się oddaję (...) Czyjaż więc pomoc mogłaby nam lepiej posłużyć niźli twoja, skoro tak szczodrze obdarzyłaś nas spokojem w życiu i oddaliłaś grozę śmierci?

### Teologia

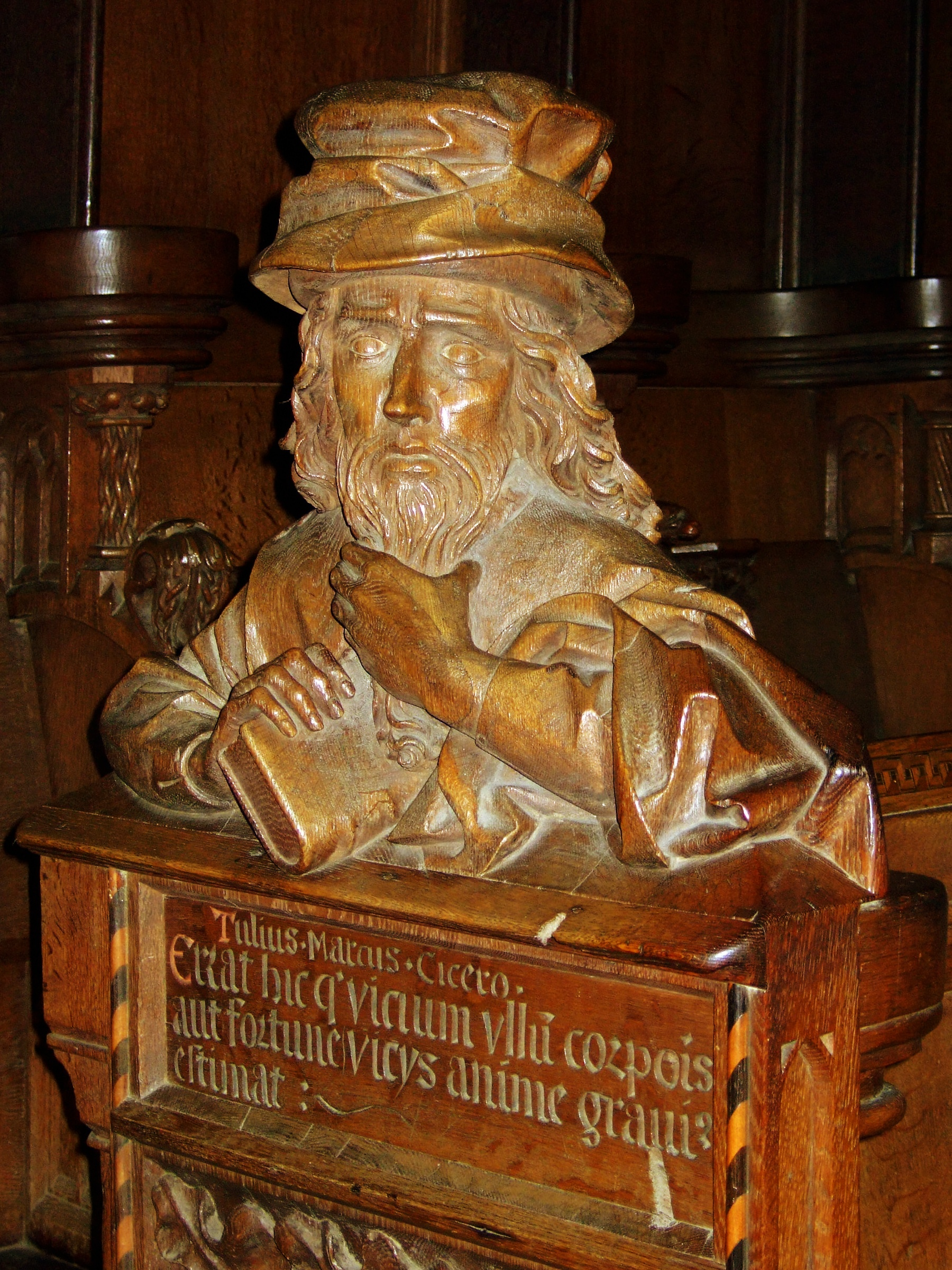
Popiersie Cycerona. Rzeźba w drewnie z XV wieku. Stalle w prezbiterium minsteru w Ulm

Jakkolwiek poglądy teologiczne Cycerona cechowały sceptycyzm i racjonalizm, przez całe życie był człowiekiem głęboko religijnym. Sprawował obowiązki augura z pełną powagą i szacunkiem dla autorytetu kapłaństwa. Jednocześnie oddzielał to, co było w religii wartościowe od przesądu i zabobonu (superstitio). W swoich pracach poszukiwał formuły, która pozwoliłaby pogodzić tradycyjną religię rzymską z wymogami rozumu.
Religię definiował Cyceron jako społecznie ustanowiony kult nieśmiertelnych bogów. Najważniejszym argumentem na rzecz ich istnienia była dla niego tradycja – wiara przodków przekazywana z pokolenia na pokolenie. Żaden wywód uczonego lub nieuczonego człowieka nigdy nie odwiedzie mnie od przekazanego przez przodków poglądu na składanie czci nieśmiertelnym bogom (...) Oświadczam, że żadnej z tych części składowych naszej religii nigdy nie uważałem za godną pogardy. Uznawał też Cyceron argumenty stoików za istnieniem bóstwa, opierające się głównie na doskonałości przyrody i całego wszechświata.
Był zwolennikiem poglądu, że dusza ludzka jest wieczna i nieśmiertelna. Idee te wyraził wprost w Śnie Scypiona i w niezachowanym Consolatio. W dialogu De legibus uściślił: to zaś, że prawo moje nakazuje czcić ludzi podniesionych do rzędu bogów, jak na przykład Herkulesa i innych, oznacza iż choć wszystkie dusze są nieśmiertelne, jednakowoż dusze ludzi dzielnych i prawych są boskie. Argumenty za nieśmiertelnością duszy wyłożył w Tuskulankach – jest to, jego zdaniem, powszechne na całym świecie przekonanie opierające się na głosie natury.
Odrzucał religijne znaczenie snów i prodigia (dziwów natury). A czyż mamy się lękać, jeśli nam powiedzą, że bądź to wśród zwierząt domowych, bądź pośród ludzi przyszła na świat jakaś poczwara? Aby długo nad tym się nie rozwodzić, powiem tylko, iż uzasadnienie wszystkich tych wypadków jest jedno. Cokolwiek rodzi się, niezależnie od swoich właściwości musi być dziełem przyczyny naturalnej. I jeśli nawet coś zdarzyło się wbrew zwykłemu sposobowi, to jednak nie mogło się stać wbrew naturze. W De divinatione przedstawił racjonalny wywód na temat bezsensu wiary we wróżby, złowróżebne znaki, wszelkie przesądy i zabobony. Jednocześnie uważał, że można odczytać wolę bożą na podstawie dokładnej wiedzy, znajomości faktów, doświadczenia i prawidłowego rozumowania.
Cyceron pisał w swoich dziełach, często w tym samym fragmencie, jednocześnie o bogach i Najwyższym Bogu. Podzielał bowiem w tej kwestii postawę stoików, którzy uważali, że tradycyjni bogowie to przejawy obecności w świecie Jedynego Boga. Można więc było odczytywać dzieła Cycerona w duchu monoteizmu, a Ojcowie Kościoła często się na niego powoływali.
Za Warronem Cyceron rozróżniał trzy rodzaje teologii: mityczną (którą posługiwali się poeci), naturalną (którą omawiali filozofowie) oraz polityczną (którą posługiwano się w życiu publicznym). Teologia ta, uwalniając od ciężaru przesądów i zabobonów, a otwierając drogę do monoteizmu i wiary w życie pozagrobowe związane z zasługami moralnymi na ziemi – stwarzała nowe perspektywy rozwoju religii.

### Prawo
Chociaż Cyceron opierał się w dużej mierze na rozważaniach stoików, był pierwszym, który zdefiniował i w pełni rozwinął koncepcję prawa naturalnego (lex naturalis). Człowiek, wraz z całym wszechświatem podlega naturalnym prawom, których pochodzenie jest boskie. Dla Cycerona Bóg rządzi światem za pomocą prawa natury. Nakazy i zakazy tego prawa regulują istnienie wszystkiego i jako takie są w pełni racjonalne, a ich autorytet jest niepodważalny.
Według Cycerona prawo jest bezwzględne, wieczne, niezmienne i uniwersalne. Żadne ograniczenia lub zmiany dokonane w nim przez ludzi, nie mogą na nie wpłynąć. Jest nie tylko ucieleśnieniem rozumu (ratio), ale także, z definicji, rozumnym prawem (recta ratio), ponieważ jego źródłem jest Bóg, najwyższe i wszechmądre dobro moralne (summum bonum). Temu prawu podlega też dusza każdego człowieka, co pozwala odróżnić dobro od zła i postępować zgodnie z naturą.
Cyceron rozróżniał prawo naturalne od prawa stanowionego (lex), prawa cywilnego (lex civilis) i prawa zwyczajowego (consuetudo). Prawa każdego państwa powinny być zgodne z uniwersalnymi zasadami prawa natury. Jeśli tak nie jest, to w państwie nie obowiązuje prawdziwe, sprawiedliwe prawo. Sprawiedliwość natomiast, jak twierdził Cyceron, jest absolutnie konieczna dla przetrwania państwa. Żadna ludzka społeczność nie może istnieć przez dłuższy czas bez sprawiedliwości opartej na prawie naturalnym. Sprawiedliwość, oparta na prawie naturalnym, sprowadza się – według Cycerona – do kilku podstawowych zasad: nie szkodzenia innym; poszanowania własności prywatnej i wspólnej; uprzejmości i hojności; wolności wypowiedzi i zgromadzeń. Wśród czterech cnót kardynalnych – mądrości (prudentia), sprawiedliwości (iustitia), odwagi (fortitudo) i umiarkowania (temperantia) – sprawiedliwość, rozumiana jako podporządkowanie się prawu, miała dla Cycerona najwyższą wartość. To, co sprzyja interesom całego społeczeństwa, musi mieć bowiem pierwszeństwo przed innymi cnotami.

### Państwo

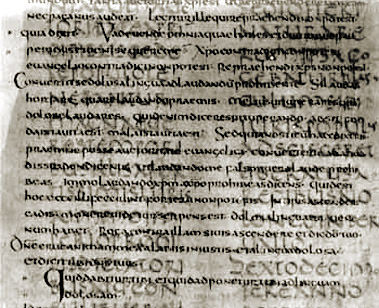
Palimpsest zawierający tekst fragmentów De re publica, spisany na początku V wieku. Minuskułą z VII wieku nadpisano na nim Objaśnienia Psalmów św. Augustyna. Rękopis odkryty przez Angelo Mai w roku 1819. Najstarszy zachowany manuskrypt z tekstem Cycerona. Biblioteka Watykańska

Dla większości współczesnych politologów i socjologów Cyceron jest twórcą najstarszej zwięzłej definicji państwa nieopartej na rozważaniach filozoficznych czy etycznych. Cyceron uważał państwo za formę zabezpieczenia i ochrony obywateli oraz własności prywatnej. Pierwszy wyraźnie rozróżnił społeczeństwo od państwa. Jego wkład w nowożytną ideę państwa – wypracowaną w oparciu o jego dzieła przez Machiavellego, Bodina, Grocjusza, Hobbesa czy Locke’a – jest niezaprzeczalny. Wszystko, co jest specyficznie ludzkie – według Cycerona – zależy od istnienia i pomyślności państwa. W ramach zabezpieczenia ustanowionego i utrzymywanego przez państwo, zrodziła się i rozwinęła cywilizacja. Dzięki państwu ludzkość istnieje jako społeczność zachowująca normy rozumu i etyki, wyróżniające ją od świata zwierząt. Dzięki państwu ludzie mogą nabywać i chronić swoje dobra materialne. Wreszcie, jak podkreślał Cyceron, to państwo zapewnia środowisko sprzyjające rozwojowi kultury i nauki.
Analizując w De re publica ustrój republiki rzymskiej, Cyceron określa ją jako res populi, aby stwierdzić, że lud (populus) to nie przypadkowy zbiór, ale zjednoczenie wielu mężów w umowie, w odniesieniu do tego, co jest słuszne i sprawiedliwe, a wiąże się we wspólnym interesie. Sprawiedliwość (ius) i wspólny interes (utilitas) to dla Cycerona dwa fundamenty państwa, które wiążą wszystkich „mężów”, niezależnie od ich pochodzenia społecznego, bogactwa, statusu czy urzędu. Jeżeli państwo nie dba o sprawiedliwość ani wspólny interes obywateli, wtedy jego funkcje nie są wypełnianie, a ludzie, jak to obrazowo określił Cyceron, zmieniają się w lwy.
Państwa podzielił Cyceron, biorąc pod uwagę ich ustrój (ordo), na trzy typy. Każdy z nich miał formę prawidłową, czyli „sprawiedliwą” i drugą, zepsutą, czyli „skorumpowaną”:
|                | Państwo sprawiedliwe                    | Państwo niesprawiedliwe                         |
| -------------- | --------------------------------------- | ----------------------------------------------- |
| Rządy jednego  | regnum królestwo                        | dominatus tyrania, dyktatura                    |
| Rządy niewielu | optimatium arystokracja, rządy elit     | potestas factionis oligarchia                   |
| Rządy wielu    | civitas popularis demokracja, republika | dominatus multitudinis ochlokracja, rządy tłumu |

Chociaż Cyceron uznawał wartość trzech „sprawiedliwych” form rządów, to twierdził, że najlepszym dla państwa
jest ustrój mieszany, w którym elementy monarchiczne, arystokratyczne i demokratyczne znajdują harmonijne połączenie (ordo mixta). Urzeczywistnienie takiego ustroju widział w Rzymie, gdzie konsulowie reprezentowali element monarchiczny, senat – element arystokratyczny, a zgromadzenia ludowe i komicja – element demokratyczny. Opierając się na tej teorii, uważał, że wszystkie kryzysy ustrojowe, jakie Rzym przeżywał, tłumaczą się zakłóceniem owej idealnej równowagi między trzema elementami ustrojowymi.
Cycerońska koncepcja mieszanego ustroju wywarła wielki wpływ na twórców nowożytnej koncepcji podziału władz, m.in. Monteskiusza, twórców angielskiej monarchii konstytucyjnej czy ojców założycieli Stanów Zjednoczonych. Jej celem było połączenie zalet monarchii, rządów elit i zasad demokratycznych – bez ich wad – w wyważoną całość, która oparłaby się korupcji i uniemożliwiłaby tyranię.
Jeżeli pochwała ustroju republiki rzymskiej w De res publica nie budzi wątpliwości, to o wiele trudniejszy problem przedstawia sprawa stosunku Cycerona do władzy jednostki. W piątej księdze skreślił Cyceron ideał princepsa, czyli pierwszego obywatela. Oktawian August nawiązywał później do tych wywodów, gdy zmieniał ustrój Rzymu na pryncypat. Fragmentarycznie zachowane dzieło nie pozwala stwierdzić, czy Cyceron był prekursorem pryncypatu, czy (co jest bardziej prawdopodobne) pod nazwą princepsa kreślił ideał przywódcy politycznego republiki. W każdym razie, podkreślając równość obywateli, Cyceron zalecał politykom, by liczyli się nie tyle z wolą ludu, co z jego korzyścią.
Ponieważ rozwój i stabilność państwa są niezbędne dla dobra ludzkości, Cyceron głosił wyższość życia aktywnego (vita activa) nad życiem spokojnym (vita quieta). Jego zdaniem kariera polityczna jest realizacją istoty człowieczeństwa – służbą na rzecz państwa i dobra ludzkości. Mądrość polityka przewyższa nawet geniusz filozofa, gdyż zarządzanie państwem wymaga nie tylko najwyższych kompetencji intelektualnych, ale także odwagi i umiejętności przezwyciężania przeciwności.

### Retoryka

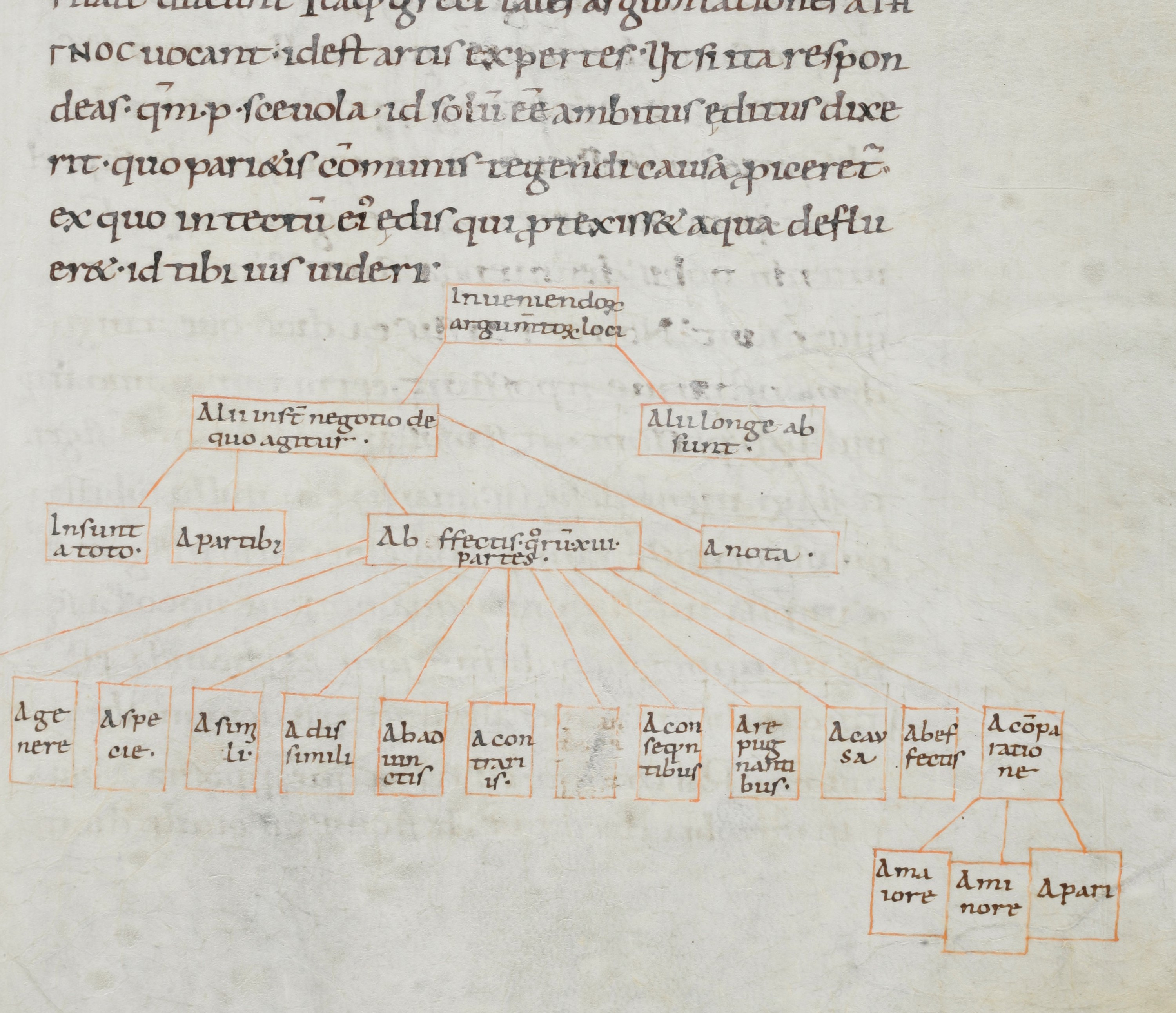
Fragment XI-wiecznego rękopisu Topiki Cycerona. Rysunek przedstawiający podstawową klasyfikację toposów. Rękopis przechowywany w Sankt Gallen, w Bibliotece opactwa św. Galla pod sygnaturą 818, pagina 253

Cyceron wystąpił przeciwko panującym w jego czasach regułom komponowania wypowiedzi – pisania dzieła literackiego i wygłaszania mowy. Wprowadził szereg zmian w obrębie sztywnych i konwencjonalnych schematów oraz dokonał przekształceń w sferze terminologii. Wiele spośród jego koncepcji wywodzi się z pism greckich, jednak w oparciu o własne doświadczenie sformułował szereg nowych tez. Cyceron był przez wieki niekwestionowanym autorytetem jako pisarz i mówca, stąd jego terminologia, definicje, wyjaśnienia i przykłady stanowiły podstawę podręczników przez kilkanaście następnych wieków.
Przede wszystkim Cyceron był w dużej mierze twórcą łacińskiej terminologii retorycznej i szerzej – literackiej. Poprzez jego prace terminologia ta trafiła do języków zachodnich, w tym języka polskiego. Jego młodzieńcze dzieło, De inventione („O inwencji”), będące adaptacją do łaciny greckiej teorii retoryki i literatury, przez wieki pełniło rolę podstawowego podręcznika dla mówców oraz pisarzy i wywarło olbrzymi wpływ na kulturę europejską. W De inventione Cyceron opierał się na podręczniku Hermagorasa, chociaż niekiedy z nim polemizował. Miał też w rękach świeżo napisaną, anonimową Retorykę dla Herenniusza, z której częściowo przejął łacińską terminologię.
O ile retoryka grecka podkreślała znaczenie umiejętności przemawiania, Cyceron był zdania, że niezbędne jest również wykształcenie ogólne o charakterze encyklopedycznym, a także przestrzeganie zasad etyki. Zdaniem Cycerona, nie można być idealnym mówcą, nie będąc idealnym człowiekiem. Retor musi więc posiadać trzy cechy – rzetelne wykształcenie ogólne, sprawność w rzemiośle krasomówczym i zakorzenione normy moralne. Sąd wygłoszony przez Krassusa w dialogu De oratore, że nikt nie będzie mógł zostać prawdziwie wielkim mówcą, jeśli nie zdobędzie znajomości wszystkich wielkich rzeczy i sztuk, wyraża przekonanie samego Cycerona. Retoryka była dla niego koroną wszystkich nauk, które są jedynie jej służebnicami i towarzyszkami. W sporze toczącym się między retoryką a filozofią o prymat w wychowaniu młodzieży, Cyceron wyznaczył retoryce, podbudowanej znajomością filozofii i encyklopedycznym wykształceniem, najważniejszą rolę.
Cyceron zwalczał attycyzm, był przeciwnikiem naśladowania stylu klasycznej literatury greckiej. W dialogu Orator na własnym przykładzie wykazywał, że prawdziwym mówcą i pisarzem może być ten tylko, kto swobodnie potrafi się posługiwać trzema stylami: wzniosłym, średnim i skromnym. Stosowanie jedynie skromnego stylu, na wzór grecki, nasunęło Cyceronowi porównanie z ludźmi, którzy po wynalezieniu zboża karmiliby się żołędziami. Szczegółowo wyjaśnił, na czym polegały używane przez niego w stylu wzniosłym środki wyrazu: rytmika mowy, dźwięczne klauzule zdaniowe, śmiała metaforyka czy figury retoryczne.
W dialogu Orator przedstawił nowatorski wykład na temat prozy rytmicznej. W drugiej księdze De oratore znalazł się dłuższy wywód poświęcony dowcipowi, oryginalne uwagi o stylu języka literackiego, wreszcie krótkie refleksje o mnemonice, czyli technice zapamiętywania. W księdze trzeciej, po omówieniu tzw. czterech zalet wysłowienia, wymienił Cyceron długi katalog figur retorycznych, sformułował zasady pisania prozą i budowy okresów retorycznych oraz podzielił się uwagami dotyczącymi techniki wygłaszania mowy.
Za twórcę dojrzałej i wyczerpującej, obowiązującej także współcześnie teorii narracji, uważa się Cycerona. Jego rozważania na temat narracji zostały rozproszone w różnych pracach. Zadania zebrania tej nauki w całość, usystematyzowania jej i jasnego wyłożenia podjął się Kwintylian.
Jako retor Cycero był niedoścignionym ideałem dla sobie współczesnych i pozostaje nim nadal. Jego mowy były wzorcowym przykładem wypełnienia wszystkich warunków stawianych przez retorykę. Wrodzona inteligencja, solidne wykształcenie, logika wywodów, ale i niezwykła fantazja – pozwalały mu dobierać właściwe argumenty; łatwość wynajdowania odpowiednich słów, elokwencja i doskonałe opanowanie różnych stylów wymowy – dawały mu możliwość przedstawiania treści w pięknej formie; wreszcie szczere zaangażowanie, niezwykła pamięć, uroda, miły głos oraz skłonność do żywego gestykulowania – były czynnikami, który pozwalały mu oczarowywać i poruszać słuchaczy.
Styl Cycerona charakteryzował się długimi, pięknie dźwięczącymi, kunsztownie rozczłonkowanymi periodami zdobnymi w anafory, homoioteleuta i isokola. Każde zdanie zmierzało do najbardziej idealnego punktu, by w końcu opaść łagodnie brzmiącym dytrochejem lub kretykiem. Obok długich periodów potrafił, gdy zamierzał osiągnąć inny efekt stylistyczny, posługiwać się zdaniami krótkimi, pełnymi niespodziewanych puent. Styl ten, pełen bogactwa i harmonii, to największe osiągnięcie prozy rzymskiej i wzór, na którym będą opierać się twórcy literatur w językach wernakularnych.

## Dzieła

### Mowy
Zachowało się w całości lub w obszernych fragmentach 58 mów Cycerona. Ponadto znane są tytuły 50 innych, zaginionych lub znanych z krótkich fragmentów. Działalność oratorską Cycerona dzieli się zazwyczaj na cztery okresy. Pierwszy obejmuje lata 81–66, czyli przemówienia wygłoszone do objęcia pretury; drugi lata 66–59, czyli okres od pretury do wygnania; trzeci lata 59–52, czyli przemówienia wygłoszone po powrocie z wygnania aż do objęcia namiestnictwa Cylicji; czwarty lata 46–43, czyli przemówienia wygłoszone w czasie dyktatury Cezara oraz walki z Antoniuszem.
| Rok (p.n.e.)                              | Okres                                      | Tytuł                                      | Tłumaczenie                                                        | Grupa                         | Audytorium                                     | Opis                                                                                   | Przypis |
| ----------------------------------------- | ------------------------------------------ | ------------------------------------------ | ------------------------------------------------------------------ | ----------------------------- | ---------------------------------------------- | -------------------------------------------------------------------------------------- | ------- |
| 81                                        | do objęcia pretury                         | Pro Quinctio                               | W sprawie Kwinkcjusza                                              |                               | Sąd                                            | Najstarsza zachowana mowa Cycerona.                                                    | [ 271 ] |
| 80                                        | do objęcia pretury                         | Pro Roscio Amerino                         | W obronie Sekstusa Roscjusza                                       |                               | Sąd                                            |                                                                                        | [ 272 ] |
| 80 lub 79                                 | do objęcia pretury                         | Pro Vareno                                 | W obronie Lucjusza Warenusa                                        |                               | Sąd                                            |                                                                                        | [ 273 ] |
| 79                                        | do objęcia pretury                         | Pro muliere Arretina                       | W obronie kobiety z Arretium                                       |                               | Sąd                                            | Zrekonstruowana.                                                                       | [ 274 ] |
| 79                                        | do objęcia pretury                         | Pro Titinia                                | W sprawie Titinii                                                  |                               | Sąd                                            | Znana z krótkiego streszczenia.                                                        | [ 274 ] |
| 74 lub 71                                 | do objęcia pretury                         | Pro Tullio                                 | W sprawie Marka Tulliusza                                          |                               | Sąd                                            | Zachowały się obszerne fragmenty.                                                      | [ 275 ] |
| 74                                        | do objęcia pretury                         | Pro Scamandro                              | W obronie Skamandra                                                |                               | Sąd                                            |                                                                                        | [ 276 ] |
| 70 (20 stycznia)                          | do objęcia pretury                         | Divinatio in Caecilium                     | Zgadywanie przed Cecyliuszem                                       | Werrynki (In Verrem)          | Sąd                                            | Mowa przeciwko Gajuszowi Werresowi.                                                    | [ 277 ] |
| 70 (5 sierpnia)                           | do objęcia pretury                         | In Verrem actio prima                      | Pierwsza werrynka                                                  | Werrynki (In Verrem)          | Sąd                                            | Mowa przeciwko Gajuszowi Werresowi.                                                    | [ 278 ] |
| 70                                        | do objęcia pretury                         | In Verrem actio secunda                    | Druga werrynka                                                     | Werrynki (In Verrem)          | Niewygłoszona                                  | Mowa przeciwko Gajuszowi Werresowi, opublikowana we wrześniu lub październiku 70 roku. | [ 279 ] |
| 69                                        | do objęcia pretury                         | Pro Fonteio                                | W obronie Marka Fontejusza                                         |                               | Sąd                                            | Zachowały się obszerne fragmenty.                                                      | [ 280 ] |
| 69                                        | do objęcia pretury                         | Pro Oppio                                  | W obronie Publiusza Oppiusza                                       |                               | Sąd                                            | Zachowały się obszerne fragmenty.                                                      | [ 281 ] |
| 66                                        | od pretury do wygnania                     | De imperio Gn. Pompei lub Pro lege Manilia | O nadzwyczajnej władzy wojskowej Gnejusza Pompejusza lub Maniliana |                               | Senat                                          |                                                                                        | [ 282 ] |
| 66                                        | od pretury do wygnania                     | De Sullae bonis                            | Na rzecz Lucjusza Faustusa Sulli                                   |                               | Zgromadzenie ludowe                            |                                                                                        | [ 283 ] |
| 66                                        | od pretury do wygnania                     | Pro Cluentio                               | W obronie Aulusa Kluencjusza Habitusa                              |                               | Sąd                                            |                                                                                        | [ 283 ] |
| 66                                        | od pretury do wygnania                     | Pro Gallio                                 | W obronie Kwintusa Galliusza                                       |                               | Sąd                                            | Zachowały się fragmenty.                                                               | [ 284 ] |
| 66                                        | od pretury do wygnania                     | Pro Fundanio                               | W obronie Marka Fundaniusza                                        |                               | Sąd                                            | Zachowały się fragmenty.                                                               | [ 285 ] |
| 66                                        | od pretury do wygnania                     | Pro Manilio                                | W obronie Maniliusza                                               |                               | Zgromadzenie ludowe                            | Zachowały się fragmenty.                                                               | [ 285 ] |
| 65                                        | od pretury do wygnania                     | Pro Cornelio                               | W obronie Gajusza Korneliusza                                      |                               | Sąd                                            | Zrekonstruowana.                                                                       | [ 286 ] |
| 65                                        | od pretury do wygnania                     | De rege Alexandrino                        | O królu aleksandryjskim                                            |                               | Senat                                          | Zachowały się fragmenty.                                                               | [ 287 ] |
| 64                                        | od pretury do wygnania                     | Oratio in toga candida                     | Oracja w bielonej todze                                            |                               | Senat                                          | Zrekonstruowana.                                                                       | [ 287 ] |
| 63 (1 stycznia)                           | od pretury do wygnania                     | De lege agraria                            | O prawie rolnym                                                    | Mowy konsularne               | Senat                                          |                                                                                        | [ 288 ] |
| 63                                        | od pretury do wygnania                     | De Othone                                  | O Othonie                                                          | Mowy konsularne               | Lud w świątyni Bellony                         | Zachowały się fragmenty.                                                               | [ 289 ] |
| 63                                        | od pretury do wygnania                     | Pro Rabirio perduellionis reo              | W obronie Rabiriusza                                               | Mowy konsularne               | Komicje centurialne na Polu Marsowym           |                                                                                        | [ 289 ] |
| 63                                        | od pretury do wygnania                     | De proscriptorum liberis                   | O dzieciach proskrybowanych obywateli                              | Mowy konsularne               | Senat                                          |                                                                                        | [ 290 ] |
| 63 (noc z 6 na 7, lub z 7 na 8 listopada) | od pretury do wygnania                     | In Catilinam I                             | Pierwsza katylinarka                                               | Mowy konsularne – Katylinarki | Senat, w świątyni Jowisza Statora na Palatynie | Mowa przeciwko Lucjuszowi Sergiuszowi Katylinie.                                       | [ 291 ] |
| 63 (8 lub 9 listopada)                    | od pretury do wygnania                     | In Catilinam II                            | Druga katylinarka                                                  | Mowy konsularne – Katylinarki | Zgromadzenie ludowe na Forum Romanum           | Mowa przeciwko Lucjuszowi Sergiuszowi Katylinie.                                       | [ 292 ] |
| 63 (3 grudnia)                            | od pretury do wygnania                     | In Catilinam III                           | Trzecia katylinarka                                                | Mowy konsularne – Katylinarki | Lud na Forum Romanum                           | Mowa przeciwko Lucjuszowi Sergiuszowi Katylinie.                                       | [ 293 ] |
| 63 (5 grudnia)                            | od pretury do wygnania                     | In Catilinam IV                            | Czwarta katylinarka                                                | Mowy konsularne – Katylinarki | Senat w świątyni Konkordii                     | Mowa przeciwko Lucjuszowi Sergiuszowi Katylinie.                                       | [ 294 ] |
| 63 (listopad lub grudzień)                | od pretury do wygnania                     | Pro Murena                                 | W obronie Sulpicjusza Rufusa Mureny                                | Mowy konsularne               | Senat                                          |                                                                                        | [ 295 ] |
| 62 (styczeń)                              | od pretury do wygnania                     | Metelina oratio                            | Metelinarka                                                        |                               | Senat                                          | Zachowały się obszerne fragmenty.                                                      | [ 296 ] |
| 62                                        | od pretury do wygnania                     | Pro Sulla                                  | W obronie Publiusza Korneliusza Sulli                              |                               | Sąd                                            |                                                                                        | [ 297 ] |
| 62                                        | od pretury do wygnania                     | Pro Archia                                 | W obronie poety Archiasza                                          |                               | Sąd                                            |                                                                                        | [ 298 ] |
| 61                                        | od pretury do wygnania                     | De consulatu suo                           | O swoim konsulacie                                                 |                               | Senat                                          | Zachowały się krótkie fragmenty.                                                       | [ 299 ] |
| 61 (15 maja)                              | od pretury do wygnania                     | In Clodium et Curionem                     | Przeciwko Klodiuszowi i Gajuszowi Kurionowi                        |                               | Senat                                          | Zachowały się fragmenty.                                                               | [ 300 ] |
| 61 (październik)                          | od pretury do wygnania                     | Pro Flacco                                 | W obronie Lucjusza Galeriusza Flakkusa                             |                               | Sąd                                            |                                                                                        | [ 301 ] |
| 57 (5 września)                           | od powrotu z wygnania do namiestnictwa     | Oratio cum senatui gratias egit            | Oracja dziękczynna do senatorów                                    |                               | Senat                                          |                                                                                        | [ 302 ] |
| 57 (6 września)                           | od powrotu z wygnania do namiestnictwa     | Oratio cum populo gratias egit             | Oracja dziękczynna do ludu                                         |                               | Lud na Forum Romanum                           |                                                                                        | [ 303 ] |
| 57 (30 września)                          | od powrotu z wygnania do namiestnictwa     | De domo sua ad pontifices                  | O swoim domu do pontyfików lub O domu swoim                        |                               | Kolegium pontyfików                            |                                                                                        | [ 304 ] |
| 56 (11 marca)                             | od powrotu z wygnania do namiestnictwa     | Pro Sestio                                 | W obronie trybuna Sestiusza                                        |                               | Sąd                                            |                                                                                        | [ 305 ] |
| 56                                        | od powrotu z wygnania do namiestnictwa     | In Vatinum testem interrogatio             | Przeciwko świadectwu Watyniusza podczas przesłuchania              |                               | Sąd                                            |                                                                                        | [ 306 ] |
| 56 (4 kwietnia)                           | od powrotu z wygnania do namiestnictwa     | Pro Caelio                                 | W obronie Marka Celiusza                                           |                               | Sąd                                            |                                                                                        | [ 307 ] |
| 56 (maj)                                  | od powrotu z wygnania do namiestnictwa     | De haruspicum responso                     | O orzeczeniu haruspików                                            |                               | Senat                                          |                                                                                        | [ 308 ] |
| 56 (czerwiec)                             | od powrotu z wygnania do namiestnictwa     | De provinciis consularibus                 | O prowincjach konsularnych                                         |                               | Senat                                          |                                                                                        | [ 309 ] |
| 55 (wrzesień)                             | od powrotu z wygnania do namiestnictwa     | Pro Balbo                                  | W obronie Korneliusza Balbusa                                      |                               | Sąd                                            |                                                                                        | [ 310 ] |
| 55 (czerwiec-wrzesień)                    | od powrotu z wygnania do namiestnictwa     | In Pisonem                                 | Przeciwko Lucjuszowi Kalpurniuszowi Pizonowi                       |                               | Senat                                          |                                                                                        | [ 311 ] |
| 54 (lato)                                 | od powrotu z wygnania do namiestnictwa     | De Raetinorum causa                        | O sprawie mieszkańców Raete                                        |                               | Sąd                                            | Zachowały się krótkie fragmenty.                                                       | [ 312 ] |
| 54                                        | od powrotu z wygnania do namiestnictwa     | Pro Livio Druso                            | W obronie Liwiusza Druzusa Klaudianusa                             |                               | Sąd                                            | Zachowały się krótkie fragmenty.                                                       | [ 312 ] |
| 54                                        | od powrotu z wygnania do namiestnictwa     | Pro Messio                                 | W obronie Gajusza Messjusza                                        |                               | Sąd                                            | Zachowały się krótkie fragmenty.                                                       | [ 312 ] |
| 54                                        | od powrotu z wygnania do namiestnictwa     | Pro Cispio                                 | W obronie Marka Cispiusza                                          |                               | Sąd                                            | Zachowały się krótkie fragmenty.                                                       | [ 313 ] |
| 54                                        | od powrotu z wygnania do namiestnictwa     | Pro Vatino                                 | W obronie Publiusza Watyniusza                                     |                               | Sąd                                            | Zachowały się krótkie fragmenty.                                                       | [ 313 ] |
| 54 (4 września)                           | od powrotu z wygnania do namiestnictwa     | Pro Cn. Plancio                            | W obronie Gnejusza Plancjusza                                      |                               | Sąd                                            |                                                                                        | [ 313 ] |
| 54 (wrzesień)                             | od powrotu z wygnania do namiestnictwa     | Pro Scauro                                 | W obronie Emiliusza Skaurusa                                       |                               | Sąd                                            | Zachowały się obszerne fragmenty.                                                      | [ 314 ] |
| 54 (grudzień)                             | od powrotu z wygnania do namiestnictwa     | Pro Gabino                                 | W obronie Aulusa Ganbiniusza                                       |                               | Sąd                                            | Zachowały się krótkie fragmenty.                                                       | [ 315 ] |
| 54 (grudzień) lub 53 (styczeń)            | od powrotu z wygnania do namiestnictwa     | Pro Rabirio Postumo                        | W obronie Rabiriusza Postumusa                                     |                               | Sąd                                            |                                                                                        | [ 316 ] |
| 52                                        | od powrotu z wygnania do namiestnictwa     | Pro Milone                                 | W obronie Milona                                                   |                               | Niewygłoszona                                  | Opublikowana w kwietniu 52 roku.                                                       | [ 317 ] |
| 46 (wrzesień)                             | od dyktatury Cezara do walki z Antoniuszem | Pro Marcello                               | W sprawie Marka Marcelliusza                                       |                               | Senat                                          |                                                                                        | [ 318 ] |
| 46 (listopad lub grudzień)                | od dyktatury Cezara do walki z Antoniuszem | Pro Ligario                                | W obronie Kwintusa Ligariusza                                      |                               | Juliusz Cezar                                  |                                                                                        | [ 319 ] |
| 45 (listopad)                             | od dyktatury Cezara do walki z Antoniuszem | Pro rege Deiotaro                          | W obronie króla Galacji Dejotara                                   |                               | Juliusz Cezar                                  |                                                                                        | [ 320 ] |
| 44 (2 września)                           | od dyktatury Cezara do walki z Antoniuszem | Philippica I                               | Pierwsza filipika                                                  | Philippicae (Filipiki)        | Senat                                          | Mowa przeciwko Markowi Antoniuszowi.                                                   | [ 321 ] |
| 44                                        | od dyktatury Cezara do walki z Antoniuszem | Philippica II                              | Druga filipika                                                     | Philippicae (Filipiki)        | Niewygłoszona                                  | Mowa przeciwko Markowi Antoniuszowi. Napisana 25 października 44 roku.                 | [ 322 ] |
| 44 (20 grudnia)                           | od dyktatury Cezara do walki z Antoniuszem | Philippica III                             | Trzecia filipika                                                   | Philippicae (Filipiki)        | Senat                                          | Mowa przeciwko Markowi Antoniuszowi.                                                   | [ 323 ] |
| 44 (20 grudnia)                           | od dyktatury Cezara do walki z Antoniuszem | Philippica IV                              | Czwarta filipika                                                   | Philippicae (Filipiki)        | Lud                                            | Mowa przeciwko Markowi Antoniuszowi.                                                   | [ 324 ] |
| 43 (1 stycznia)                           | od dyktatury Cezara do walki z Antoniuszem | Philippica V                               | Piąta filipika                                                     | Philippicae (Filipiki)        | Senat                                          | Mowa przeciwko Markowi Antoniuszowi.                                                   | [ 324 ] |
| 44 (4 stycznia)                           | od dyktatury Cezara do walki z Antoniuszem | Philippica VI                              | Szósta filipika                                                    | Philippicae (Filipiki)        | Zgromadzenie ludowe na Forum Romanum           | Mowa przeciwko Markowi Antoniuszowi.                                                   | [ 325 ] |
| 43 (styczeń)                              | od dyktatury Cezara do walki z Antoniuszem | Philippica VII                             | Siódma filipika                                                    | Philippicae (Filipiki)        | Senat                                          | Mowa przeciwko Markowi Antoniuszowi.                                                   | [ 325 ] |
| 43 (3 lutego)                             | od dyktatury Cezara do walki z Antoniuszem | Philippica VIII                            | Ósma filipika                                                      | Philippicae (Filipiki)        | Senat                                          | Mowa przeciwko Markowi Antoniuszowi.                                                   | [ 326 ] |
| 43 (4 lutego)                             | od dyktatury Cezara do walki z Antoniuszem | Philippica IX                              | Dziewiąta filipika                                                 | Philippicae (Filipiki)        | Senat                                          | Mowa przeciwko Markowi Antoniuszowi.                                                   | [ 327 ] |
| 43 (luty)                                 | od dyktatury Cezara do walki z Antoniuszem | Philippica X                               | Dziesiąta filipika                                                 | Philippicae (Filipiki)        | Senat                                          | Mowa przeciwko Markowi Antoniuszowi.                                                   | [ 327 ] |
| 43 (luty)                                 | od dyktatury Cezara do walki z Antoniuszem | Philippica XI                              | Jedenasta filipika                                                 | Philippicae (Filipiki)        | Senat                                          | Mowa przeciwko Markowi Antoniuszowi.                                                   | [ 328 ] |
| 43 (marzec)                               | od dyktatury Cezara do walki z Antoniuszem | Philippica XII                             | Dwunasta filipika                                                  | Philippicae (Filipiki)        | Senat                                          | Mowa przeciwko Markowi Antoniuszowi.                                                   | [ 328 ] |
| 43 (20 marca)                             | od dyktatury Cezara do walki z Antoniuszem | Philippica XIII                            | Trzynasta filipika                                                 | Philippicae (Filipiki)        | Senat                                          | Mowa przeciwko Markowi Antoniuszowi.                                                   | [ 329 ] |
| 43 (21 kwietnia)                          | od dyktatury Cezara do walki z Antoniuszem | Philippica XIV                             | Czternasta filipika                                                | Philippicae (Filipiki)        | Senat                                          | Mowa przeciwko Markowi Antoniuszowi.                                                   | [ 329 ] |

### Dzieła retoryczne
Działalność Cycerona na polu retoryki można podzielić na trzy okresy. Pierwszy, młodzieńczy, reprezentuje napisane przez dwudziestoletniego młodzieńca De inventione. Jest to dzieło zajmujące się przede wszystkim zagadnieniami retorycznymi, chociaż już w nim postawił Cyceron tezę o związku retoryki z filozofią.
Drugi okres wydał dzieła pod względem artystycznym najdoskonalsze. Są to De oratore, Brutus, Orator oraz De optimo genere oratorum. Cyceron dążył w nich do stworzenia syntezy dwu antycznych tradycji, izokratejskiej i arystotelesowskiej, przedstawiając ideał mówcy, który jest jednocześnie filozofem, i filozofa, który jest jednocześnie mówcą. Ideałem Cycerona był Demostenes, umiejący posługiwać się swobodnie wszystkimi trzema stylami. Tezę tę głosił Cyceron przede wszystkim w pismach, w których bronił własnej twórczości literackiej i polemizował ze zwolennikami stylu „skromnego”. Wyraził ją już w Brutusie, którego głównym tematem była historia wymowy rzymskiej, przede wszystkim jednak w Oratorze i w De optimo genere oratorum.
W dwóch dziełach ostatniego okresu, Partitiones oratoriae oraz Topica, Cyceron powrócił do zagadnień technicznych. Prace te były syntezą rozważań filozoficznych z praktyką retoryczną. Przez wielu były uznawane za szczytowe osiągnięcie myśli retorycznej Cycerona.
| Rok powstania (p.n.e.)          | Tytuł                             | Tłumaczenie                      | Opis                                            | Przypis |
| ------------------------------- | --------------------------------- | -------------------------------- | ----------------------------------------------- | ------- |
| 82 (napisany po tym roku)       | De inventione lub Libri rhetorici | O inwencji lub Księgi retoryczne | Podręcznik w dwóch księgach, nieukończony.      | [ 331 ] |
| 55 (listopad)                   | De oratore                        | O mówcy                          | Dialog w trzech księgach.                       | [ 332 ] |
| 46 (styczeń-marzec)             | Brutus                            | Brutus                           | Dialog w jednej księdze.                        | [ 333 ] |
| 46 (listopad – czas publikacji) | Orator                            | Mówca                            | Traktat w jednej księdze.                       | [ 334 ] |
| 46                              | De optimo genere oratorum         | O najlepszym rodzaju mówców      | Wstęp do zaginionego przekładu mów Demostenesa. | [ 335 ] |
| 46                              | Partitiones oratoriae             | Podziały retoryczne              | Podręcznik w formie dialogu, w jednej księdze.  | [ 336 ] |
| 44 (lipiec)                     | Topica                            | Topika                           | Traktat w jednej księdze.                       | [ 337 ] |

### Dzieła filozoficzne
Swoje dzieła filozoficzne napisał Cyceron w dwóch okresach życia. Pierwszy to lata 54–51, kiedy powstały traktaty O Rzeczypospolitej i O prawach. Drugi to lata 46–44, na które przypada najważniejsza twórczość filozoficzna Cycerona. Szybkie tempo, w jakim dokonał olbrzymiej pracy przy końcu życia, po sześćdziesiątce, było możliwe dzięki temu, że od młodości z ogromnym zapałem oddawał się studiom i żaden ówczesny problem filozoficzny nie był mu obcy. Co więcej, filozofia była elementem kształtującym całą jego osobowość. Jak sam pisał, filozofia czyni mnie tym, czym jestem. Nic więc dziwnego, że w okresie kiedy został odsunięty od aktywnego życia politycznego, powrócił do tych studiów, od których nigdy nie należało odstępować i w bardzo szybkim tempie powstały najważniejsze prace.
| Rok powstania (p.n.e.)                    | Tytuł                                                           | Tłumaczenie                                                          | Opis | Przypis |
| ----------------------------------------- | --------------------------------------------------------------- | -------------------------------------------------------------------- | --- | ------- |
| 54–52 (napisany), 51 (opublikowany)       | De re publica                                                   | O Rzeczypospolitej, O republice lub O państwie                       | Dialog w sześciu księgach. Zachowały się obszerne fragmenty, mniej więcej jedna czwarta tekstu.                       | [ 341 ] |
| 53–51                                     | De legibus                                                      | O prawach                                                            | Dialog w sześciu księgach, nieukończony. Zachowały się pierwsze trzy księgi oraz krótkie fragmenty czwartej i piątej. | [ 342 ] |
| 45                                        | Paradoxa stoicorum                                              | Paradoksy stoickie                                                   | Traktat w jednej księdze.                                                                                             | [ 343 ] |
| 45                                        | Consolatio                                                      | Pocieszenie                                                          | Zaginiony traktat. Krótkie fragmenty zrekonstruowano na podstawie cytatów u późniejszych autorów.                     | [ 344 ] |
| 45                                        | Hortensius                                                      | Hortensjusz lub Hortenzjusz                                          | Zaginiony dialog. Obszerne fragmenty zrekonstruowano na podstawie cytatów u późniejszych autorów.                     | [ 345 ] |
| 45                                        | Catulus et Lucullus lub Academici libri priores                 | Katulus i Lukullus lub Pierwsza redakcja Akademików                  | Dialog w dwóch księgach. Zachowały się obszerne fragmenty.                                                            | [ 346 ] |
| 45                                        | Academicorum libri quattuor lub Academica                       | Akademików ksiąg cztery lub Akademiki                                | Dialog w czterech księgach. Druga redakcja Akademików.                                                                | [ 347 ] |
| 45                                        | De finibus bonorum et malorum                                   | O problemach najwyższego dobra i zła lub O najwyższym dobru i złu    | Dialog w pięciu księgach.                                                                                             | [ 348 ] |
| 45                                        | Tusculanorum disputationum libri V lub Tusculanae disputationes | Rozmów tuskulańskich ksiąg pięć, Rozmowy tuskulańskie lub Tuskulanki | Dialog w pięciu księgach.                                                                                             | [ 349 ] |
| 45                                        | Timaeus                                                         | Timajos                                                              | Przekład z Platona poprzedzony wstępem.                                                                               | [ 350 ] |
| 45 lub 44                                 | De natura deorum                                                | O naturze bogów                                                      | Dialog w trzech księgach.                                                                                             | [ 351 ] |
| 45 lub 44                                 | Cato maior de senectute lub De senectute                        | O starości                                                           | Dialog w jednej księdze.                                                                                              | [ 352 ] |
| 44                                        | De divinatione                                                  | O znakach bożych lub O wróżeniu                                      | Dialog w dwóch księgach.                                                                                              | [ 353 ] |
| 44                                        | De fato                                                         | O przeznaczeniu                                                      | Traktat w jednej księdze. Tekst uszkodzony.                                                                           | [ 354 ] |
| 44                                        | Laelius de amicitia                                             | Leliusz o przyjaźni                                                  | Traktat w jednej księdze.                                                                                             | [ 355 ] |
| 44                                        | De gloria                                                       | O sławie                                                             | Traktat w jednej księdze. Zachowały się krótkie fragmenty.                                                            | [ 356 ] |
| 44 (9 grudnia). Opublikowany pośmiertnie. | De officiis                                                     | O obowiązkach lub O powinnościach                                    | Traktat w trzech księgach.                                                                                            | [ 357 ] |
| 44 lub 43                                 | De virtutibus                                                   | O cnotach                                                            | Zaginiony traktat. Zachowało się kilka cytatów u późniejszych autorów.                                                | [ 358 ] |

### Inne prace
| Rok powstania (p.n.e.) | Tytuł                          | Tłumaczenie        | Opis                                                                              | Przypis |
| ---------------------- | ------------------------------ | ------------------ | --------------------------------------------------------------------------------- | ------- |
| 60                     | De consulatu suo               | O swoim konsulacie | Pismo historyczne, napisane po grecku i łacinie. Zachowały się krótkie fragmenty. | [ 358 ] |
| 59                     | Anecdota lub De consiliis suis | Anegdoty           | Pismo historyczne. Zachowały się krótkie fragmenty.                               | [ 359 ] |
| 59                     | Admiranda lub Chorographia     | Osobliwości        | Pismo geograficzne. Zachowały się krótkie fragmenty.                              | [ 360 ] |

### Korespondencja
W zbiorach opublikowanych po śmierci Cycerona zachowały się 774 listy jego autorstwa. Zbiory te zawierają również 90 listów rozmaitych osób do Cycerona. Są one wyjątkowo cennym źródłem historycznym do ówczesnych wydarzeń, jak również dla poznania samego Cycerona. Szczególnie ważne są listy do Attyka, któremu Cyceron zwierzał się z najskrytszych myśli i z którym dzielił się wszystkim, co przeżywał.
Cyceron dzielił listy na donoszące o jakichś wydarzeniach, żartobliwe i poważne. Przeprowadził też podział na listy pisane w okresach szczęśliwych (secundis rebus) i w okresach smutnych (triste genus), jednak nie trzymał się w korespondencji żadnych ściśle określonych podziałów. Czasami w jednym i tym samym liście odkryć można całe bogactwo rozmaitych tonów. I właśnie to bogactwo tonów i wspaniały styl, w jakim pisał, spowodowały, że Cyceron uchodzi za mistrza epistolografii. Zachowały się jego listy oficjalne, których styl przypomina mowy; sprawozdania z Cylicji, zbliżone do oficjalnych raportów; list do brata Kwintusa zawierający wskazówki, jak powinien postępować namiestnik prowincji. Są to listy, które pisał Cyceron niewątpliwie z myślą o potomności, Najwięcej zachowało się jednak listów osobistych, których treść były przeznaczone tylko dla adresata. Zachowały się także listy żartobliwe, przekomarzające się i pełne serdeczności; listy grzeczne, ale dość zimne do osób których Cyceron nie lubił czy listy pełne rad i przestróg skierowane do podopiecznych.
Już w starożytności listy Cycerona ułożone zostały w cztery zbiory – 16 ksiąg listów do przyjaciół, 16 ksiąg listów do Attyka, 3 księgi listów do brata Kwintusa oraz dwie księgi listów do Brutusa.
| Lata powstania (p.n.e.) | Tytuł                                       | Tłumaczenie             | Adresat                         | Opis | Przypis |
| ----------------------- | ------------------------------------------- | ----------------------- | ------------------------------- | --- | ------- |
| 62–43                   | Epistulae ad familiares lub Ad familiares   | Listy do przyjaciół     | Przyjaciele                     | Szesnaście ksiąg korespondencji z przyjaciółmi. Listy ułożone są według adresatów, choć niekonsekwentnie. Po 43 roku wyzwoleniec Cycerona, Tyron, opublikował szesnaście osobnych ksiąg, z odrębnymi tytułami. Połączono je w jeden zbiór w IV lub V wieku. Tytuł nadał zbiorowi H. Stephanus w wieku XVI. | [ 364 ] |
| 68–44                   | Epistulae ad Atticum lub Ad Atticum         | Listy do Attyka         | Attyk                           | Szesnaście ksiąg korespondencji z Tytusem Pomponiuszem Attykiem. Listy ułożone są chronologicznie. Opublikowane około 60 roku po Chrystusie z archiwum Attyka. | [ 365 ] |
| 60–54                   | Epistulae ad Quintum fratrem lub Ad Quintum | Listy do brata Kwintusa | Kwintus (młodszy brat Cycerona) | Cztery księgi korespondencji z Kwintusem Tulliuszem Cyceronem. Listy ułożone są chronologicznie. Opublikowane po 43 roku, czyli śmierci braci, z archiwum wdowy po Kwintusie – Pomponii, siostry Attyka.                                                                                                   | [ 366 ] |
| 43                      | Epistulae ad Brutum lub Ad Brutum           | Listy do Brutusa        | Brutus                          | Dwie księgi korespondencji z Markiem Juniuszem Brutusem. Zawierają 26 listów – 17 Cycerona do Brutusa, 8 Brutusa do Cycerona i list Brutusa do Kwintusa. Listy ułożone są chronologicznie, choć niekonsekwentnie. Opublikowane po 43 roku, z archiwum Cycerona.                                            | [ 367 ] |

### Poezja
Poezję pisał Cyceron rzadko, do naszych czasów przetrwały tylko jej fragmenty. Nie była ona dobrze odbierana przez jemu współczesnych – zarzucano autorowi nadmierny egocentryzm, gdyż tematem wierszy i poematów było często życie samego Cycerona. W późniejszych wiekach oceny były bardziej zróżnicowane. Część badaczy uważała, że heksametr Cycerona zapowiadał klasyczną epokę poezji rzymskiej, która nadeszła już po jego śmierci. Najbardziej znany przez wieki był cytat z poematu De consulatu suo: cedant arma togae („niech oręż ustąpi przed togą”).
| Rok powstania (p.n.e.) | Tytuł              | Tłumaczenie        | Opis                                                                           | Przypis |
| ---------------------- | ------------------ | ------------------ | ------------------------------------------------------------------------------ | ------- |
| 86–84                  | Aratea             | Aratea             | Przekład z greckiego poematu Φαινόμενα („Zjawiska na niebie”) Aratosa.         | [ 369 ] |
| 86–84                  | Marius             | Mariusz            | Poemat epiczny o charakterze panegirycznym. Zachowało się 16 heksametrów.      | [ 370 ] |
| 60                     | De consulatu suo   | O swoim konsulacie | Poemat w trzech księgach. Zachowały się fragmenty.                             | [ 371 ] |
| 56–54                  | De temporibus suis | O swoich czasach   | Poemat w trzech księgach. Zrekonstruowano krótkie fragmenty.                   | [ 372 ] |
| nieznany               | Limon              | Łąka               | Poemat o nieznanej treści i czasie powstania. Zachowały się cztery heksametry. | [ 373 ] |

## Recepcja

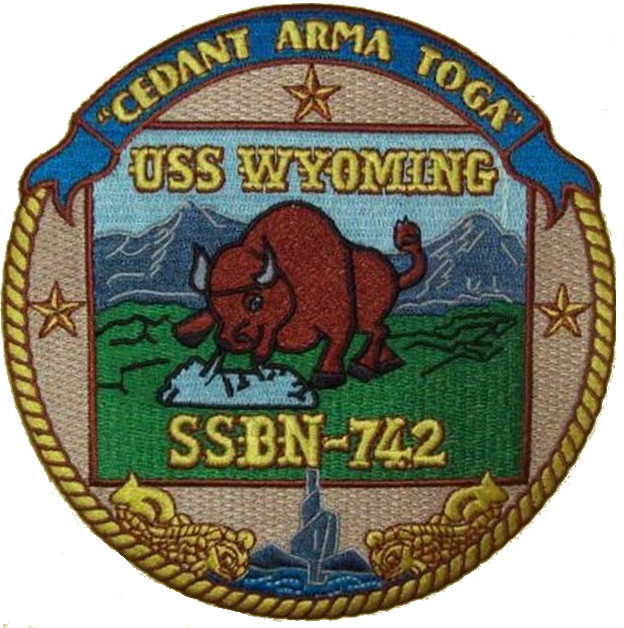
Cytat z poezji Cycerona na emblemacie członków załogi wyposażonego w broń jądrową okrętu podwodnego USS Wyoming

Cyceron zajmuje wyjątkową pozycję w historii. Był jedynym autorem łacińskim cytowanym – już za życia – przez greckich krytyków. Zachowało się więcej średniowiecznych rękopisów jego utworów, niż jakiegokolwiek innego klasycznego pisarza. Wśród inkunabułów znalazło się ponad trzysta osobnych edycji jego prac. Chociaż brakuje dokładnych statystyk, cytaty z jego dzieł mają wyraźną przewagę liczebną nad jakimkolwiek innym autorem (pomijając Biblię) – przynajmniej aż do początku XIX wieku.

### Starożytność
Już Oktawian, który podpisał przecież wyrok śmierci na Cycerona w ramach proskrypcji, uważał go za człowieka uczonego i miłującego ojczyznę. Wynikało to z propagandy Augusta, która głosiła, że w ramach pryncypatu wskrzeszono republikę. Jak przekazał Plutarch: kiedyś, po długim czasie Cezar przyszedł do jednego ze swych wnuków, gdy ten trzymał właśnie w rękach jakieś pismo Cycerona i przerażony starał się je ukryć w fałdach szaty. Cezar, widząc to, wziął od niego pismo i stojąc, przeczytał zeń dość duży ustęp. Następnie oddał je chłopcu z powrotem i powiedział: „Uczony to był człowiek, uczony – i prawdziwie miłujący ojczyznę”. Bezpośrednio po zwycięstwie nad Antoniuszem Cezar, pozostawszy sam na stanowisku konsula, przybrał sobie za kolegę syna Cycerona. (...) Tak więc z woli bogów dom Cycerona mógł wymierzyć ostateczną karę Antoniuszowi. Swetoniusz odnotował, że specjalną pracę (współcześnie zaginioną) w obronie dorobku Cycerona napisał cesarz Klaudiusz.
Dzieła Cycerona były powszechnie czytane i komentowane w okresie wczesnego cesarstwa. Seneka Starszy rozważał w Suasoriae dwie kwestie: czy Cyceron powinien błagać Antoniusza o życie i zgodzić się na zniszczenie swoich prac. Odpowiadając, przytoczył fragment z zaginionego dzieła Liwiusza, w którym ten rzymski historyk stwierdził, że wielkość Cycerona mógłby w odpowiednich słowach wychwalać tylko sam Cyceron. Seneka Młodszy w jednym z listów nazwał Cycerona największym z uczonych, od którego początek bierze rzymska elokwencja. Najstarsze komentarze do dzieł Arpinaty napisał około roku 50 Askoniusz Pedianus.
Mniej więcej do końca II wieku dyskutowano jeszcze nad stylem Cycerona. Część autorów broniła attycyzmu, którego krytykiem był Cyceron, oskarżając go niekiedy o azjanizm. Wątpliwości pod adresem formy literackiej dzieł Cycerona podnosili między innymi Tacyt, Seneka Młodszy czy Gelliusz. W III wieku uznawano już bez zastrzeżeń styl Cycerona za wzorcowy, do czego przyczyniło się przede wszystkim stanowisko Kwintyliana.
Kwintylian, któremu cesarz Wespazjan zlecił około roku 75 odnowienie – po okresie upadku za Nerona – studiów literackich i naukowych w Rzymie, oparł program nauczania na Cyceronie. Postanowił, że pisma Arpinaty staną się źródłem wiedzy i wzorem do naśladowania dla studentów. Zdaniem Kwintyliana imię Cycerona było synonimem elokwencji, a każdy student może postępować w wiedzy, gdy zostanie wielbicielem Cycerona. Za Kwintylianem nauczyciele retoryki i filozofii, aż do końca starożytności, zalecali ustawiczne czytanie i uczenie się na pamięć prac Cycerona jako najskuteczniejszy sposób studiowania.
Kwintylian podzielił, za Cyceronem, przedmioty szkolne na filozofię, filologię (retorykę) i gramatykę. Stąd od końca I wieku, dla gramatyków prace Arpinaty stały się wykładnią poprawnej łaciny. Powszechnie przyjęto jego definicję gramatyki jako studium litterarum, w skład którego wchodziły poetarum pertractatio, historiarum cognitio, verborum interpretatio, pronuntiandi quidam sonus („odczytywanie poetów, poznanie historii, interpretacja słów, wymawianie dźwięku”). W przypadku wątpliwości gramatycznych, cytaty z jego prac były rozstrzygające. Pryscjan, który na początku VI wieku napisał fundamentalne dla łaciny dzieło Institutiones gramaticae, przykłady poprawnego języka czerpał w pierwszej kolejności z prac Cycerona. Naśladowali Pryscjana średniowieczni i nowożytni gramatycy.
W końcu IV wieku komentarz do Snu Scypiona napisał neoplatończyk Makrobiusz. Komentarz ten był powszechnie czytany w późnoantycznych i średniowiecznych szkołach.

### Ojcowie Kościoła

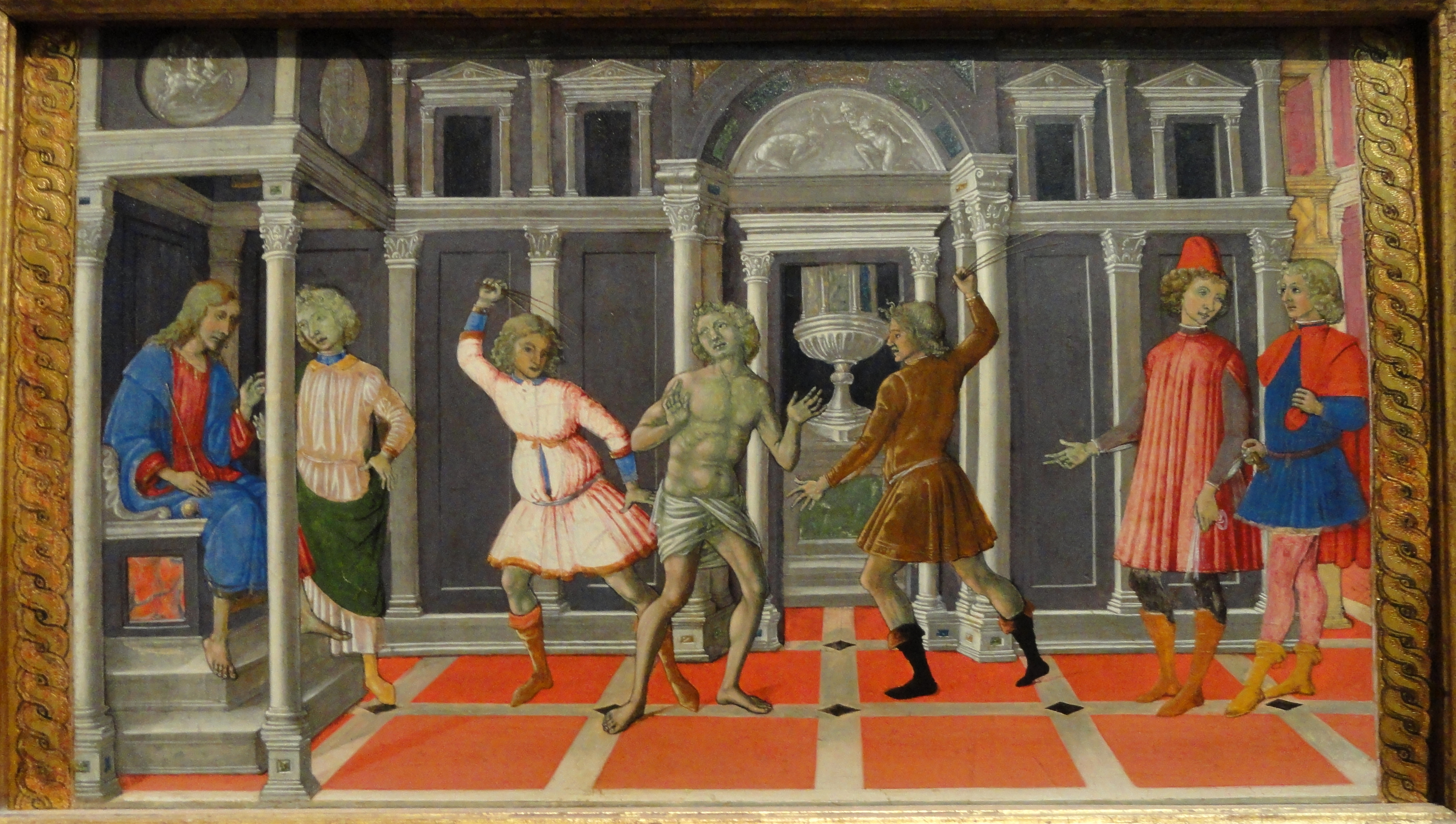
Sen św. Hieronima. Obraz Matteo di Giovanniego z 1476. Hieronim (chłostany przez anioły w środku) musi zdecydować, czy jest chrześcijaninem czy cyceronianinem (Jezus po lewej, Cyceron po prawej). Art Institute of Chicago

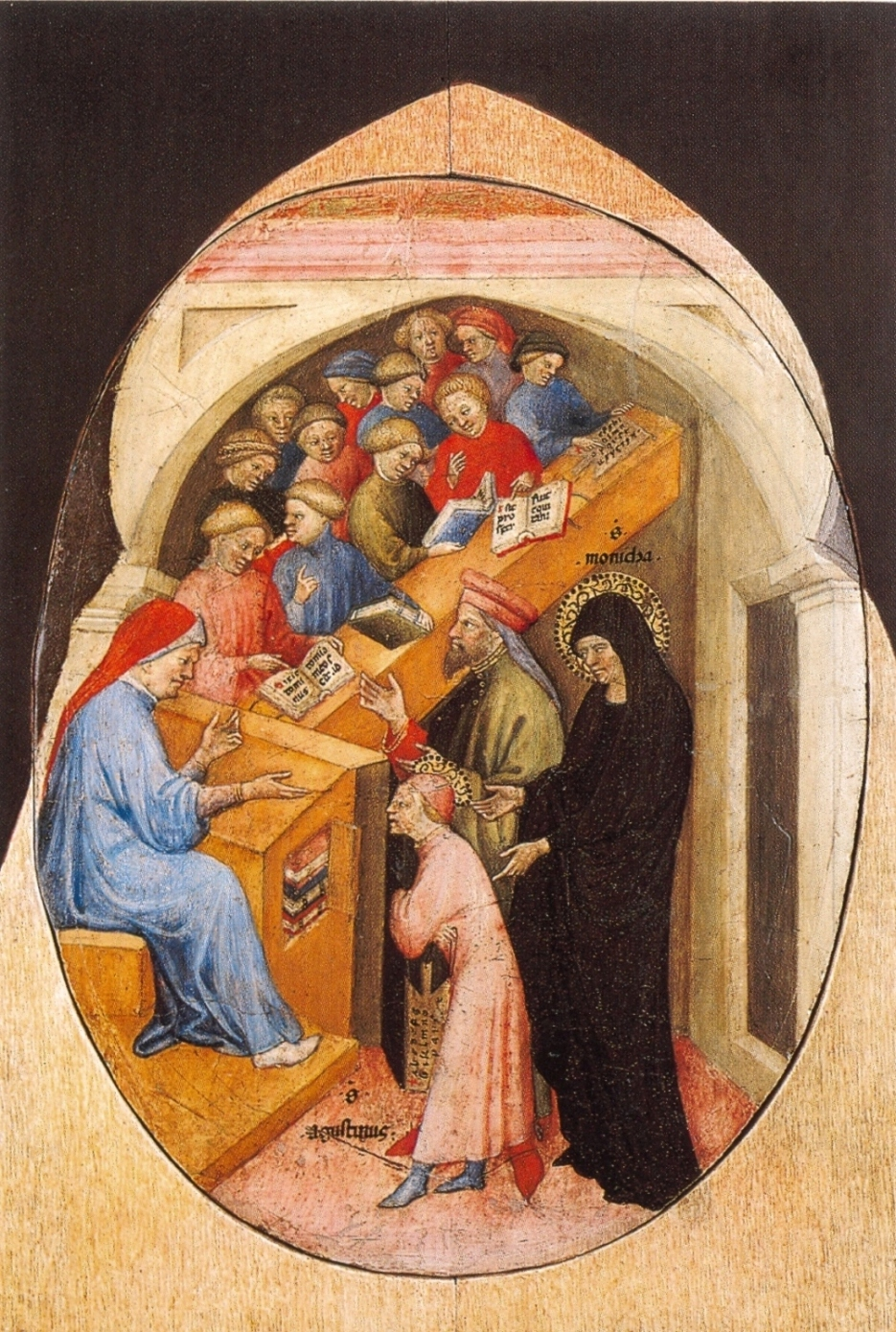
Św. Augustyn przyprowadzony do szkoły przez św. Monikę. Na ławie leżą dzieła Cycerona, dzięki którym Augustyn zwróci się ku Bogu. XV-wieczna tempera na desce Niccolò di Pietro. Pinakoteka Watykańska

Ojcowie Kościoła mieli ambiwalentny stosunek do Cycerona. Studiowanie dzieł Arpinaty były dla uczonych chrześcijańskich nadal niezbędnym elementem należytego wykształcenia, co jednak niekiedy prowadziło do konfliktu z wiarą.
Najbardziej znany przykład tego typu rozterek przedstawił św. Hieronim na kartach XXII listu. Głęboko przeżywający wiarę Hieronim próbował porzucić przywiązanie do pogańskich autorów, ale nie był w stanie rozstać się ze zgromadzoną przez siebie biblioteką. Gdy bowiem, nawet po kilkudniowym poście, zaczynał czytać Stary Testament, odrzucał go niemal prostacki styl autorów biblijnych, daleko odbiegający od ówczesnych wysokich standardów literackich. Zdegustowany, powracał Hieronim do czytania Cycerona. Kiedy jednak ciężko zachorował, a najbliżsi rozpoczęli już przygotowania do pogrzebu, we śnie ujrzał samego siebie przed sądem ostatecznym. Hieronim próbował wyjaśnić, że za życia był chrześcijaninem. Kłamiesz. – usłyszał na to od sędziego – Cyceronianin z ciebie, nie chrześcijanin. Gdzie bowiem skarb twój, tam i serce twoje. Tylko dzięki wstawiennictwu wielu osób Hieronim uzyskał szansę na nawrócenie i zdobycie przebaczenia poprzez pokutę, którą było przetłumaczenie Biblii na łacinę. W Wulgacie znalazło się jednak wiele elementów stylu i słownictwa Cycerona, które Hieronim przejął podczas studiów w Rzymie od swojego nauczyciela, gramatyka Donata.
Około roku 390 Ambroży z Mediolanu napisał traktat De officiis ministrorum („Obowiązki duchownych”), w którym naśladował De officiis Cycerona. Traktat ten uważany jest za najstarszy podręcznik etyki chrześcijańskiej, w którym autor dokonał chrystianizacji tradycyjnych zasad rzymskiej moralności oraz filozofii stoickiej. Ambroży otwarcie wzorował się na układzie, pojęciach, argumentacji oraz stylu Arpinaty, przejął w wielu miejscach od niego całe zwroty i zdania. Dotyczy to zwłaszcza pozytywnych bądź negatywnych przykładów ludzkich zachowań, choć Ambroży nie przyznaje się do tego, że przepisuje dane exemplum od Cycerona. Na poparcie tez i poglądów wziętych dosłownie z Cycerona, niemal w każdym rozdziale Ambroży przytaczał cytaty z Pisma Świętego.
Św. Augustyn datował swoje nawrócenie i zwrot ku Bogu od lektury cyceronowskiego dialogu Hortensjusz. Opowiedział o tym w Wyznaniach: w zwyczajnym porządku studiów natrafiłem wówczas na jedną z książek autora imieniem Cycero, którego styl podziwiają wszyscy bardzo, a jego ducha – już nie tak. Książka ta zawiera zachętę do filozofii, a nosi tytuł „Hortensjusz”. To właśnie ona zmieniła uczucia moje i ku Tobie, Panie, zwróciła moje modlitwy, i nowe, odmienne wzbudziła we mnie życzenia i pragnienia. Przed mymi oczyma zmarniały nagle wszystkie ambicje światowe. Niewiarogodnym wprost żarem serca zacząłem tęsknić do nieśmiertelności, jaką daje mądrość. I już się zacząłem podnosić, aby do Ciebie wrócić. Nie do kształcenia stylu (chociaż na taki właśnie cel łożyła środki materialne moja matka w owym dziewiętnastym roku mego życia, gdy ojciec już od dwóch lat nie żył) – nie do kształcenia stylu posługiwałem się tą książką. Wywarła na mnie wpływ nie stosowanym w niej sposobem mówienia, ale tym, co mówiła.

### Średniowiecze
W średniowieczu De Inventione zostało jednym z dwóch podstawowych podręczników do nauki w trivium, w ramach sztuk wyzwolonych. Drugim była Rhetorica ad Herennium, którą przynajmniej od czasów św. Hieronima przypisywano Cyceronowi. Traktat O inwencji określano jako Rhetorica vetus lub Rhetorica prima, aby odróżnić go od Retoryki dla Herenniusza, którą nazywano Rhetorica nova albo Rhetorica secunda.
Cycerona cytowała większość ważniejszych średniowiecznych autorów. Jego sentencje zebrał Beda, De Inventione było źródłem krótkiego traktatu Alkuina. Einhard cytował Rozmowy Tuskulańskie, parafrazował mowy W obronie Milona, Pierwszą katylinarkę i Drugą werrynkę. Listy Cycerona były studiowane przez Lupusa Servatusa (IX wiek). Dla Paschazjusza Radaberta w IX wieku i Williama z Malmesbury w XII wieku był „królem elokwencji”. Cycerona często cytowali Hraban Maur i Jan Szkot Eriugena. W X wieku Sylwester II interesował się nie tylko dziełami retorycznymi i filozoficznymi Cycerona, ale analizował też jego mowy. W tym samym wieku Liutprand z Cremony czytał listy Arpinaty w bibliotece w Lorsch.

### Nowożytność
Termin humanizm, który był nierozerwalnie związany z odrodzeniem i początkami ery nowożytnej, został przez humanistów zaczerpnięty z pism Cycerona. Historycy uważają, że pojęcie humanitas było używane jako slogan polityczny w późnych latach osiemdziesiątych I wieku przed Chrystusem, podczas proskrypcji Sulli. Podchwycił je Cyceron w swoich wczesnych mowach, w których apelował o humanizm, mając na myśli empatię wobec niesłusznie oskarżonych przed sullańskimi sądami. W późniejszym pracach Arpinata rozszerzył zakres znaczeniowy tego pojęcia. Stało się ono dla niego synonimem wykształcenia, jako że ludzie oczytani – jego zdaniem – stają się bardziej komunikatywni w sferze języka, a w efekcie bardziej empatyczni.
W okresie konsulatu, w roku 63, broniąc w senacie Sulpicjusza Rufusa Mureny, Cyceron posłużył się terminem studia humanitatis. Miał na myśli zainteresowania filozoficzne, które w zwrocie retorycznym przypisywał wszystkim senatorom. Rok później, wygłaszając mowę W obronie poety Archiasza, użył tego samego pojęcia w odniesieniu do gramatyki i retoryki. Odnawiając „studia humanistyczne”, pisarze włoskiego odrodzenia sięgnęli właśnie po terminy z mów Cycerona.
Fascynacja pisarzy renesansowych Cyceronem bierze początek od Petrarki. Jako nastolatek Petrarka zwrócił swą uwagę ku dziełom Cycerona. Według relacji poety, ta pasja pochłonęła go tak bardzo, że odmawiał sobie kęsów chleba, byle zaoszczędzić pieniądze na książki Arpinaty. Zmuszony przez ojca Petrarka rozpoczął studia prawnicze – porzucił Cycerona na siedem lat, ale jego książki trzymał w ukryciu. Na ich trop wpadł ojciec i zgorszony spalił je quasi haeresum libri („niczym księgi heretyków”). Nie wzdychałem podczas całej tej akcji inaczej, niż gdyby to mnie samego wrzucono w płomienie – wspominał po latach Petrarka. Jego błaganiom uległ ojciec, który wyciągnął z płomieni dwa ostatnie, nadwęglone egzemplarze ksiąg. Według Petrarki Cyceron wywarł na nim podwójne wrażenie. W młodości oszołomiła mnie słodycz i miłe brzmienie słów, a wszystkie inne lektury wydały mu się ochrypłe i fałszywe. W wieku dojrzałym zasmakował w filozofii Cycerona, który przedstawiał najbardziej zbawienne wskazówki na temat właściwego życia.
Za Petrarką, XV i XVI-wieczni pisarze włoscy odrzucili suchy żargon scholastyki, który więcej ziewał niż mówił i doszli do przekonania, że posługiwanie się pięknym językiem, wzorowanym na Cyceronie, jest obowiązkiem uczonych. Podstawową kodyfikację języka Cycerona przeprowadził Lorenzo Valla w dziele Elegantiarum Latinae linguae libri sex („Sześć ksiąg o eleganckim wypowiadaniu się po łacinie”) – wydanym po raz pierwszy w 1440 roku, a wznawianym ogromną liczbę razy, aż do wieku XVIII. Valla wyznaczył sobie za cel rozwianie wszelkich wątpliwości, czym jest wzorcowa, „prawdziwa” łacina, wyjaśniając swoje tezy w oparciu o prace Cycerona. W XVI wieku wśród większości włoskich pisarzy naśladownictwo słownictwa i stylu Cycerona było tak daleko posunięte, że kardynał Pietro Bembo w odniesieniu do Boga używał nie terminu Deus (bowiem Cyceron rzadko to robił), ale formuły politeistycznej Di Immortales, zaś Jezus i Maryja byli to dla niego Heros i Dea.
Myśl polityczna Cycerona legła u podstaw prawodawstwa współczesnych państw demokratycznych. Oddziaływanie Cycerona na ustawodawstwo angielskie datuje się co najmniej od czasów Elżbiety I, która w wieku 16 lat przeczytała niemal wszystkie jego dzieła. W Ameryce Jerzy Waszyngton w mowach na temat organizacji rządu Stanów Zjednoczonych parafrazował De republica. John Adams wspominał, że pierwsza książka, którą przeczytał, była autorstwa Cycerona. Do podobnych inspiracji przyznawali się rewolucjoniści francuscy, twórcy Deklaracji praw człowieka i obywatela, na przykład Mirabeau. Słownictwo, zwroty i kadencje zdań Cycerona stosowali w swoich mowach politycznych między innymi Thomas Jefferson, William Pitt, Abraham Lincoln, a w XX wieku Winston Churchill. W notatkach Ronalda Reagana odkryto, że ten prezydent Stanów Zjednoczonych przygotowywał się do przemówień, zapisując na kartkach cytaty z dzieł Cycerona.

### W Polsce

#### Średniowiecze

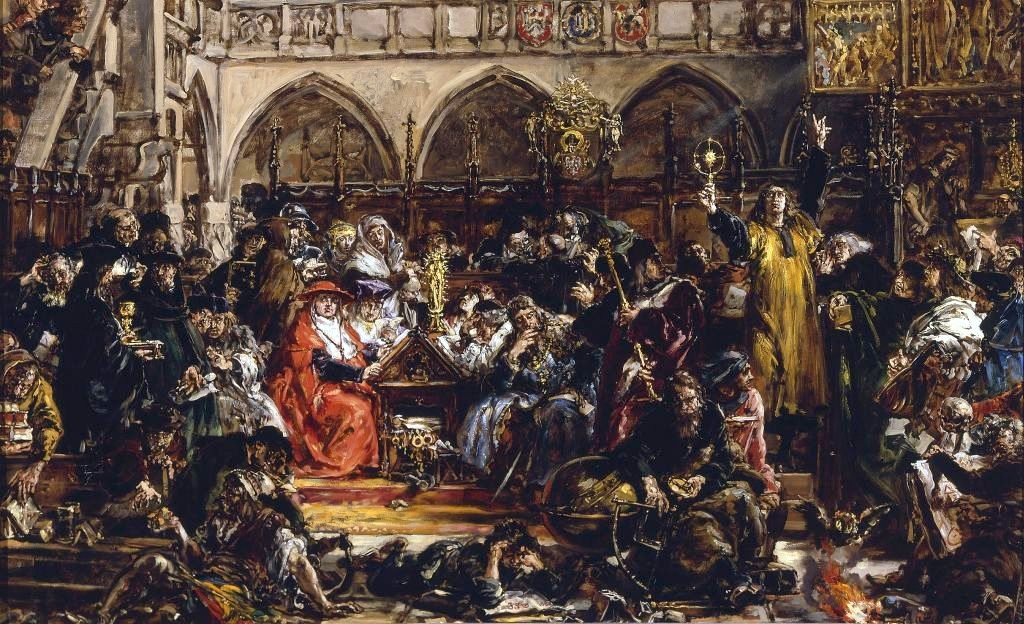
Wpływ Uniwersytetu na Kraj Wieku XV – obraz olejny Jana Matejki z cyklu Dzieje cywilizacji w Polsce. Profesor uniwersytetu, Michał z Wielunia (na dole po lewej) składa na ławie bakałarzy kodeksy z dziełami Cycerona

Już na początku XIII wieku Wincenty Kadłubek wykazywał bardzo dobrą znajomość twórczości Cycerona. Nie tylko cytował Arpinatę i czerpał z jego dzieł pouczające przykłady, które zamieścił w swojej Kronice, ale także dostosowywał do swojego tekstu wyrażenia i figury, zapożyczał pojęcia i układał mowy na wzór Cycerona. Całą Kronikę rozpoczął od cytatu z Pierwszej katylinarki: była, była ongi cnota w tej rzeczypospolitej, którą senatorowie niby jakoweś świeczniki niebieskie opromienili nie zapisaniem pergaminowych kart wprawdzie, ale najświetniejszych czynów blaskiem.
W XV wieku na Uniwersytecie Jagiellońskim wykładano filozofię, retorykę i prawo w oparciu o dzieła Cycerona. Odtąd był on najczęściej czytanym autorem klasycznym w Polsce. Od końca XV wieku wydawano jego prace drukiem. W XVI wieku powstały pierwsze komentarze do mów Cycerona – autorstwa Szymona Marycjusza, Benedykta Herbesta i Andrzeja Patrycego Nideckiego.

#### XVI–XVIII wiek
Najwcześniej przetłumaczono na język polski dzieła filozoficzne Cycerona – w XVI wieku Bieniasz Budny wydał Księgi o starości oraz Księgi o przyjaźni, a Stanisław Koszutski przełożył O powinnościach. W XVIII wieku wyszły pierwsze tłumaczenia mów Cycerona – Adam Tołoczko przełożył Mowy przeciw Katylinie, Mowę za ustawą Maniljusza, Mowę za M. Marcellem i Mowę za Archjaszem; Ignacy Nagurczewski Mowy przeciw Katylinie oraz Mowę za M. Marcellem, a Julian Siemaszko Mowę za Roscjuszem z Amerji, Mowę za prawem Maniljusza, Mowę za Ligarjuszem, Mowę za Dejotarem i Mowę za Milonem. Chociaż dzieła retoryczne Cycerona zostały już w XVI wieku podstawą podręczników szkolnych, to pierwszym całościowym przekładem była dopiero Nauka o krasomówstwie z ksiąg M.T. Cycerona na polski język wytłumaczona Józefa Borejki z 1763 roku.
Cyceron wywarł wielki wpływ na rozwój kultury polskiej. Gdy w XV wieku zaczęto studiować jego dzieła, zarzucono stopniowo łacinę średniowieczną, a przyswojono język Arpinaty. Pod koniec XV wieku, zwłaszcza w XVI, a niemniej w XVII i XVIII, w piśmiennictwie polskim panowała łacina autora De res publica, a na miano dobrego pisarza zasługiwał tylko ten, kto potrafił pisać jak Cyceron. Już w XVI wieku kwitła w Rzeczypospolitej wspaniała proza łacińska, reprezentowaną przez Andrzeja Frycza Modrzewskiego, Stanisława Orzechowskiego i innych – wzorowana na stylu Cycerona. Styl ten opanował także urzędy, kancelarie biskupie i królewskie. Był uczony w szkołach, a stamtąd przedostał się do mowy potocznej w postaci przeróżnych zwrotów, powiedzeń i sentencji, którymi posługiwali się ludzie wykształceni.
W ścisłym związku z rolą języka Cycerona w Polsce, jako wzoru literackiej prozy i poprawnej łaciny w ogóle, pozostawał rozwój języka polskiego i pisanej w nim prozy. Przyswojenie cycerońskiej łaciny w XV i XVI wieku, wpłynęło na kształt morfologii, składni i stylu języka polskiego. W dziełach Stanisława Orzechowskiego, Łukasza Górnickiego, a przede wszystkim Piotra Skargi, wzorowana na Cyceronie proza polska uzyskała dojrzałość i dorównała innym literackim językom europejskim. Zasługa to w dużej mierze Cycerona – sformułowane przez niego zasady składni i stylu zostały niemal w całości przejęte przez prozę polską wieków XVI, XVII i XVIII.
Także treść dzieł Cycerona wywarły silny wpływ na polskie piśmiennictwo, począwszy od Snu Scypiona, który oddziałał w sferze pojęć moralnych na Wincentego Kadłubka, a w opisie systemu heliocentrycznego na Mikołaja Kopernika. Mówiące o życiu, obowiązkach, religii, społeczeństwie, państwie, świecie – podające informacje w pięknej formie językowej, w sposób jasny i niemal popularyzatorski – prace Cycerona zapładniały przez wieki polskich pisarzy, w sposób który nie można porównać z żadnym innym ze starożytnych autorów. Ślady tego między innymi widać w pojmowaniu takich pojęć jak Ojczyzna, Rzeczpospolita czy dobro publiczne oraz w licznych echach myśli Cycerona pobrzmiewających u pisarzy polskich, zwłaszcza w XVI i XVII wieku.
Rozwój sztuki przemawiania w Rzeczypospolitej przypisuje się wpływowi Cycerona. Jego dzieła retoryczne polscy autorzy przytaczają od połowy XV wieku, wtedy też rozpoczęło się ich powszechne zastosowanie w szkolnictwie. Jasność układu, polot, fantazja i elegancja formy regis eloquentiae (jak zwano wówczas autora De inventione) powodowały, że sławę mówcy zdobywał ten, kto bliski był zaleceń Cycerona. Do tej grupy zaliczano między innymi Andrzeja Frycza Modrzewskiego (którego grande oris eloquium wychwalali współcześni), Stanisława Orzechowskiego (mówcę pełnego zapału, głębokich myśli i bystrości), kaznodzieję Piotra Skargę, hetmana Jana Zamoyskiego czy Jerzego Ossolińskiego, który jako poseł zasłynął na obcych dworach łacińskimi oracjami. W XVIII wieku, w czasach Komisji Edukacji Narodowej, reformę nauczania Wymowy Stanisław Konarski oparł na dziełach Cycerona, które nadal czytano w szkołach.
Zawdzięcza też kultura polska Cyceronowi powstanie i rozwój epistolografii. Jego listy były od XV wieku wzorem dla listu artystycznego, który nie służył wyłącznie celom praktycznym, lecz w formie i stylu miał znamiona sztuki. Pisanie listów artystycznych stosowano nie tylko w życiu publicznym, ale także prywatnym, co przyczyniło się do rozpowszechnienia klasycznej łaciny. Pod wpływem epistolografii Cycerona powstały wszelkie zbiory listów, opublikowane w języku łacińskim lub polskim od XV do XVIII wieku – Jana Ursyna, Jana z Oświęcimia, Stanisława Karnkowskiego, Stanisława Reszki, Samuela Obiedzińskiego, Chryzostoma Załuskiego, Stanisława Konarskiego i wielu innych.

## Krytyka

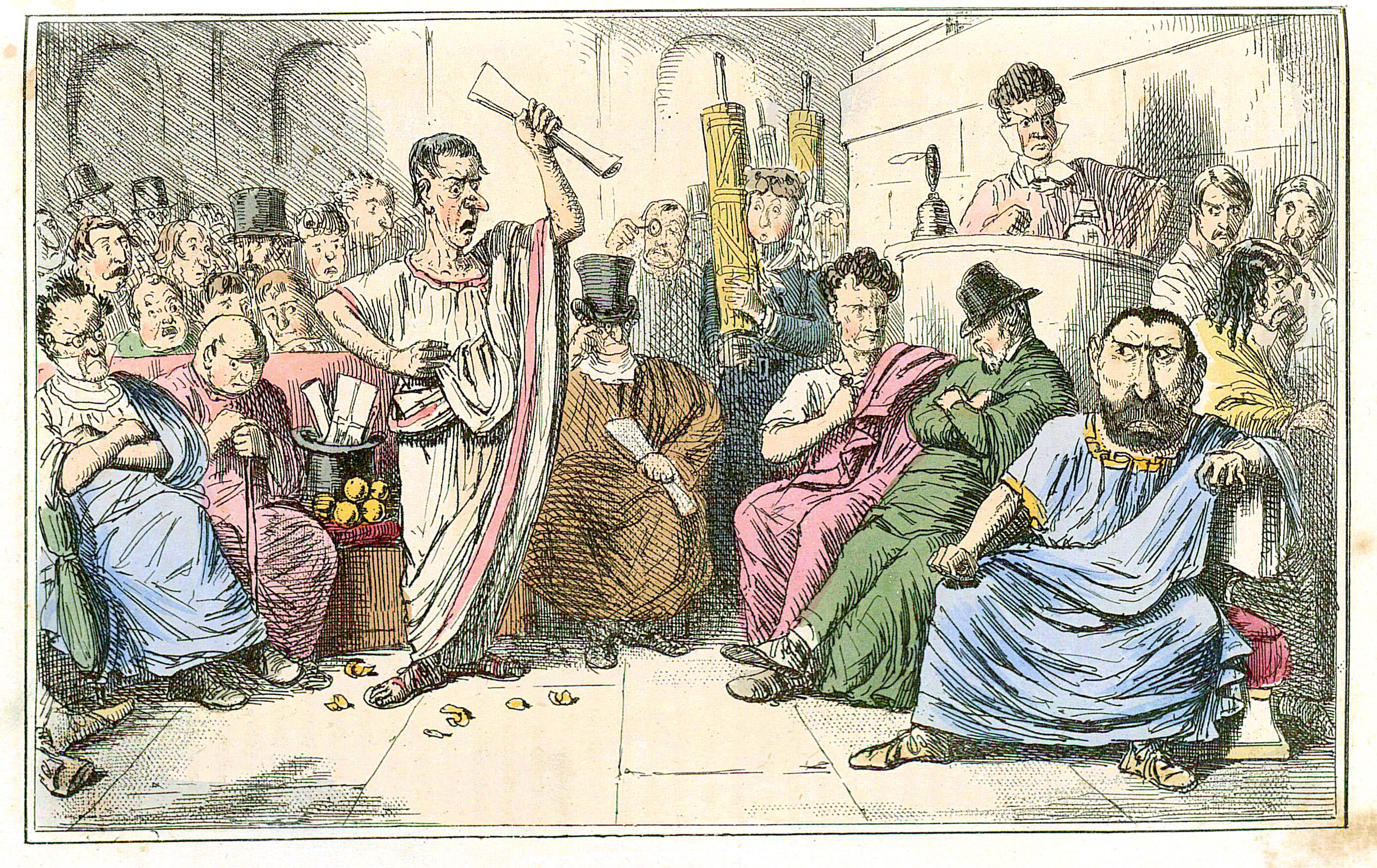
Karykatura Cycerona. Rysunek Johna Leecha w The Comic History of Rome by Gilbert Abbott A. Beckett, Londyn 1850

W roku 1345 Petrarka w bibliotece w Weronie odnalazł listy Cycerona. Ich lektura wstrząsnęła poetą i zachwiała obrazem uśmiechniętego mędrca udzielającego porad życiowych przyjaciołom, przekazanego przez średniowiecze. Z kart rękopisu wyłaniał się wizerunek człowieka słabego i chwiejnego, zmieniającego zamiary, uskarżającego się na los. W literackim liście do Cycerona Petrarka napisał: współczuję ci, przyjacielu, i wstyd czuję z powodu twych błędów. Niech nie usiłuje być mistrzem innych i nie rozprawia o wymowie, o cnocie ten, co sam zamyka oczy na własne nauki. Petrarkę bolał fakt, że Cyceron, zamiast pędzić spokojną starość wśród cichych pól na rozmyślaniach filozoficznych, dał się wciągnąć w wir walki politycznej, która w końcu doprowadziła go do śmierci niegodnej filozofa.
W XIX wieku badacze podjęli opinie Petrarki i rozpoczęli rewizję dotychczasowego obrazu postaci Cycerona. Niemiecki historyk Wilhelm Drumann określił go jako egoistę pozbawionego wszelkich przekonań politycznych, chełpliwego tchórza udającego bohatera oraz żądnego sławy i pieniędzy karierowicza. Do podobnych wniosków doszedł najwybitniejszy niemiecki historyk starożytnego Rzymu, Theodor Mommsen. Jako zwolennik Cezara z pogardą odnosił się do Cycerona, w którym widział jedynie „ograniczonego egoistę”, walczącego o sprawy dawno już przesądzone, polityka bez jasnej myśli politycznej i programu, nadto słabego adwokata, którego przemówienia cechowała pustka myśli. Mommsen nie wahał się nawet zaatakować stylu Cycerona, który wydawał mu się „stylem publicysty, i to publicysty gorszego gatunku – bogatym w słowa i ubogim w myśli”. Ostatnią znaczącą pracą procezariańską, a jednocześnie antycyceronowską była książka Jérôme Carcopino Les secrets de la correspondance de Cicéron z 1947 roku. Według jej autora Cyceron był egoistą pozbawionym skrupułów w życiu prywatnym i publicznym, złym ojcem i mężem, tchórzem oraz samochwałą, a do tego żył ponad stan i trwonił majątek.
XX-wieczna nauka niemiecka odeszła od wizji Mommsena i Drumanna. Monografie Matthiasa Gelzera i Otto Seela przywróciły bardziej wyważoną ocenę. W innych krajach (we Francji, Włoszech, Anglii, Stanach Zjednoczonych lub Polsce) okazywano zawsze więcej zrozumienia dla trudnych wyborów Cycerona. Świadczą o tym książki zafascynowanych Arpinatą Gastona Boissiera, Emanuele Ciaceriego, Francesco Arnaldiego, Torstena Peterssona, Ernsta Gottlieba Sihlera, Kazimierza Morawskiego, Tadeusza Zielińskiego czy Kazimierza Kumanieckiego.